# Angelus Silesius
Angelus Silesius ou Johannes Angelus Silesius, né Johannes Scheffler en décembre 1624 à Breslau (en Basse-Silésie, alors sous domination de la dynastie autrichienne des Habsbourg) et mort le 9 juillet 1677 dans la même ville, est un poète, médecin, théologien, prêtre (franciscain) et mystique allemand. Ses épigrammes profondément religieuses, d'un mysticisme très aigu et particulier, sont considérées comme l'une des œuvres lyriques les plus importantes de la littérature baroque. Il est à ce titre parfois surnommé « le Prophète de l'Ineffable ».
Élevé dans le luthéranisme, il découvre au cours de ses études les œuvres de certains mystiques du Moyen Âge ainsi que celles de Jakob Böhme par l'intermédiaire d'Abraham von Franckenberg. Son mysticisme et ses critiques de la confession d'Augsbourg le placent dans une position difficile vis-à-vis des autorités luthériennes ; il entrera donc dans l'Église catholique en 1653.
C'est alors qu'il prend le nom d’Angelus Silesius (en latin, soit en français : « le messager de Silésie » ; en effet le latin Angelus, « Ange » en français, est dérivé du grec ángelos / ἄγγελος : « messager »). Il choisit ce patronyme parce qu'il souhaite prendre comme référence Jean-Baptiste tel qu'il est présenté dans l'évangile selon Marc en Mc 1,2 (reprenant le prophète Isaïe) : Ecce ego mitto angelum meum, ante faciem tuam, qui præparabit viam tuam ante te (« Voilà que j'envoie mon ange (messager) devant toi, qui préparera ton chemin avant toi »). Ou bien, dans la traduction de la Bible de Jérusalem en 1973 : « Selon qu’il est écrit dans Isaïe le prophète : Voici que j’envoie mon messager en avant de toi pour préparer ta route ». On ne sait pas avec certitude pourquoi il ajoute Silesius (« le Silésien ») à son patronyme, peut-être pour honorer la mémoire du théosophe, silésien comme lui, Jakob Böhme, et pour se distinguer lui-même d'autres écrivains connus à son époque : peut-être le poète mystique franciscain Juan de los Ángeles ou encore le théologien luthérien de Darmstadt Johann Angelus, prénommé donc, comme lui, Johann,. D'ailleurs, de 1653 jusqu'à sa mort, il n'utilisera plus que le nom d’Angelus Silesius, parfois en y adjoignant son prénom : sa signature complète est alors Johannes Angelus Silesius, soit en latin Iohannis Angelus.
Entré chez les franciscains conventuels, il est ordonné prêtre en 1661. Il se retire dix ans plus tard dans une maison jésuite, où il passe le reste de sa vie.
Converti enthousiaste, Angelus Silesius cherche à ramener au catholicisme les protestants de Silésie, écrivant pas moins de 55 tracts et pamphlets (et peut-être plus, car ils n'étaient pas tous signés de son vrai nom ni de son pseudonyme officiel) ! La plupart (soit 39 d'entre eux) seront republiés en deux volumes sous le titre Ecclesiologia en 1677.
Mais il est principalement connu aujourd'hui pour sa poésie religieuse, en particulier pour deux ouvrages publiés en 1657 : Les Saints Désirs de l'âme (Heilige Seelenlust), un recueil de 200 hymnes qui ont par la suite été utilisés aussi bien par les catholiques que par les protestants, et Le Pèlerin chérubinique (« Der Cherubinischer Wandersmann »), un recueil de 1 676 poèmes courts, principalement en alexandrins. Sa poésie explore les thèmes du mysticisme, du quiétisme et semblerait tendre dans une certaine mesure au panthéisme pour certains de ses lecteurs, ou plutôt au panenthéisme, un peu comme son contemporain Spinoza, tout en restant dans le cadre de l'orthodoxie catholique. En effet, il s'est lui-même défendu de tout penchant pour le panthéisme dans son introduction au « Cherubinischer Wandersmann », du fait des tensions créées avec les autorités protestantes locales par ses écrits et son parcours, mais aussi parce qu'une telle accusation pouvait le refouler à l'extérieur du dogme catholique. Il y entreprend donc d'expliquer tous les aspects de sa poésie, y compris son goût du paradoxe dans la mouvance de la théologie négative, à l'intérieur du cadre le plus strict de l'orthodoxie catholique. Ses détracteurs de l'époque, apparentant cette démarche justificative à un déni, considéraient que vouloir dissiper aussi fortement un doute rendait ce doute d'autant plus légitime. Mais pour autant les arguments d'Angelus Silesius devaient paraître suffisants aux autorités catholiques, puisqu'il a toujours obtenu l’imprimatur ecclésiastique pour la publication de l'ensemble de ses écrits. Néanmoins c'est peut-être aussi cette « expérience des limites » dans l’œuvre de Silesius qui fait une partie de son intérêt pour ses lecteurs d'aujourd'hui.

## Biographie

### Origines et formation

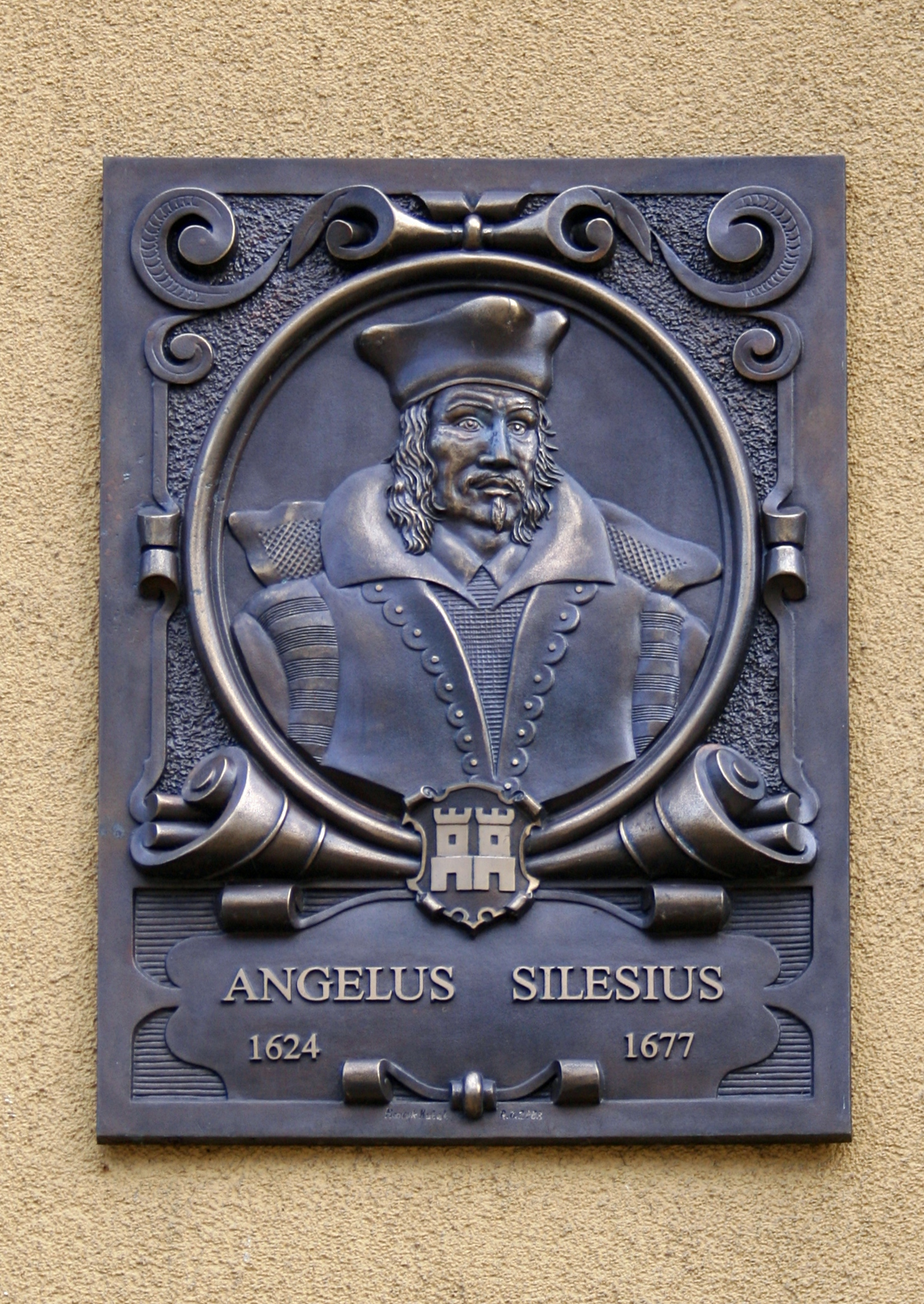
Plaque commémorative d'Angelus Silesius au château de Czettritzów à Wałbrzych.

La date de naissance exacte de Johannes Scheffler n'est pas connue. Ayant été baptisé le jour de Noël 1624 à Breslau (aujourd'hui Wrocław), il est probablement né en décembre 1624. La Silésie, aujourd'hui située dans le sud-ouest de la Pologne, est alors une province de l'empire des Habsbourg. Johann Scheffler est l'aîné des enfants de Stanislaus Scheffler (c. 1562–1637), d'origine polonaise, né à Cracovie, ancien soldat au service du seigneur de Borowice, anobli par le roi Sigismond III, et de Maria Hennemann (c. 1600–1639), fille d'un médecin de Breslau lié à la cour impériale. Il a une sœur et deux frères, Johannes et Christian. Son père meurt alors qu'il est âgé de treize ans et il perd sa mère deux ans plus tard.
Il commence ses études au lycée Sainte-Élisabeth de Breslau ; il y est encore élève lorsque ses premiers poèmes sont publiés. Il a tout juste 18 ans lorsque paraît en 1642 son premier recueil, Bonus Consiliarius (« Le Bon Conseiller »). Il y est sans doute influencé par l’œuvre du poète et philologue érudit Martin Opitz, son aîné contemporain et compatriote silésien. Mais également par l'un de ses professeurs, le poète Christoph Köler (en), qui avait étudié à Strasbourg pendant cinq années et qui y gardait de nombreuses relations. Köler écrit quatre lettres d'introduction à ses amis — ce dont il rend compte dans une longue lettre en latin adressée à Scheffler, datée du 26 avril 1643.
« L'usage voulait alors en Silésie que les étudiants au sortir du gymnase, aillent poursuivre leur scolarité en Alsace, puis en Hollande, enfin en Italie ». Le jeune homme étudie donc pendant une année la médecine et les sciences à l'université de Strasbourg — alors luthérienne –, il est inscrit le 4 mai 1643 et la fréquente jusqu'à l'été de l'année suivante. C'est peut-être à cette occasion, par l'intermédiaire de Köler, qu'il découvre Tauler, dont nombre de distiques du Pèlerin « y trouvent directement leur inspiration » ou par des livres offerts par Franckenberg, où figurent les Sermons du Strasbourgeois.

De 1644 à 1647, il continue son périple universitaire à l'université de Leyde. Par la fréquentation d'un de ses amis et admirateurs, Abraham von Franckenberg, qui l'initie probablement à la Kabbale, à l'alchimie, à l'hermétisme et lui fait rencontrer certains écrivains mystiques vivant à Amsterdam et il y découvre l’œuvre de Jakob Böhme, : 

« Il est vrai certes, que j'ai lu maints écrits de Jakob Böhme, car en Hollande on trouve toutes sortes de choses ; et j'en remercie Dieu. Car c'est grâce à ces écrits que j'ai découvert la vérité. »

— Angelus Silesius, Schutzrede für die Christenheit, 1664.
Franckenberg rassemble les œuvres complètes de Böhme à l'époque où Scheffler vit aux Pays-Bas ; la République accueille en ces temps troublés de nombreux groupes religieux dissidents, ainsi que des mystiques et des universitaires persécutés ailleurs en Europe. À sa mort en juin 1652, Franckenberg lui lègue d'ailleurs l'essentiel de sa bibliothèque.
Scheffler termine ses études à l'université de Padoue, où il est reçu docteur en philosophie et en médecine en 1648, avant de rentrer dans sa région natale.

### Brève carrière de médecin

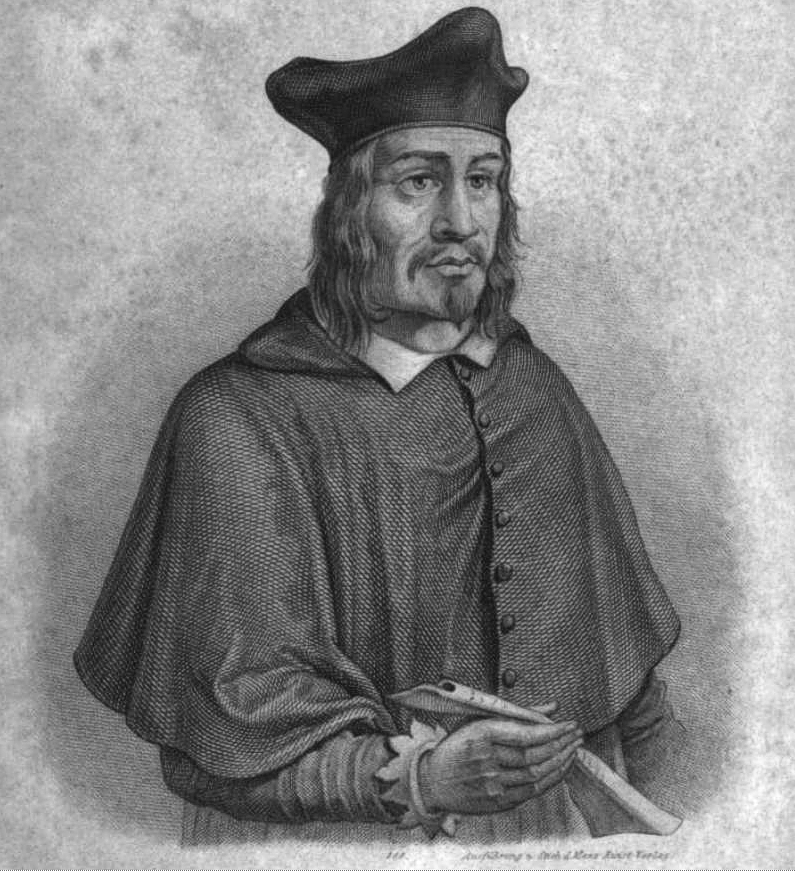
Johann Scheffler (Angelus Silesius), gravure de 1892.

Le 3 novembre 1649, il est nommé médecin à la cour de Silvius Ier Nimrod de Wurtemberg-Œls (1622-1664), avec un traitement annuel de 175 thalers. Il a été recommandé au duc pour ses qualités et son expérience mais, dans la mesure où il n'a jamais exercé la médecine auparavant, il doit probablement cet emploi à l'influence d'Abraham von Franckenberg, proche du duc et originaire de la région, où il était rentré un an plus tôt après son séjour aux Pays-Bas. Scheffler a également pu bénéficier d'une recommandation de son beau-frère, Tobias Brückner, également médecin à la cour du duc,.
Son mysticisme et ses critiques de la doctrine luthérienne (en particulier de la confession d'Augsbourg) entraînent des tensions avec le duc, luthérien dévot, et certains membres de la cour ducale. Scheffler commence par ailleurs à cette époque à avoir des visions mystiques ; une partie du clergé luthérien le considère comme un hérétique. Son mysticisme en effet ne pouvait qu'accuser encore sa prise de distance avec l'orthodoxie luthérienne d'orientation nettement plus rationaliste. À la mort de Franckenberg, en juin 1652, Scheffler démissionne de son poste − peut-être sous la contrainte − et se place sous la protection de l'Église catholique. On peut donc dire qu'à partir de 1652 il s'est converti au catholicisme, même s'il ne rend publique son entrée dans l'Église catholique que l'année suivante. Certaines sources indiquent qu'auparavant il avait été un temps adepte des Rose-Croix, ce qui d'ailleurs pourrait un peu expliquer la présence renouvelée dans ses écrits du symbole d'une certaine « rose mystique ».

L'art idéaliste et mystique.
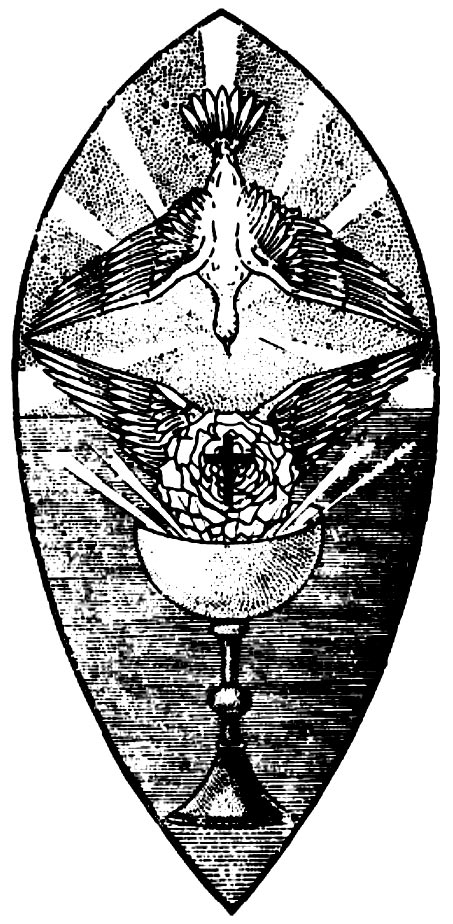
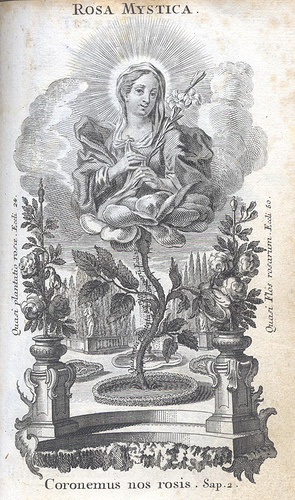

### Le poète et le prêtre
Les autorités protestantes attaquent et dénoncent alors Silesius par écrit, dans de nombreux pamphlets, et critiquent sa récente foi catholique, comme elles stigmatisent ou raillent ses croyances et ses visions mystiques, le présentant soit comme un illuminé soit comme un margoulin. En témoigne une caricature tirée de Wohlverdientes Kapitel (« Une remontrance bien méritée »), 1664 (voir ci-dessous en bibliographie), qui le dépeint comme un colporteur de potions « miracles », de chapelets, de cartes et de dés à jouer, et d'autres marchandises d’escroc.
En effet, les autorités luthériennes des États réformés de l'Empire ne supportent pas le mysticisme croissant de Scheffler, celui-ci est alors publiquement et officiellement dénoncé comme hérétique. À cette époque, la famille régnante Habsbourg, qui était catholique, était en revanche pour sa part favorable à la Contre-Réforme et plaidait pour une re-catholicisation de l'Europe. Scheffler se convertit donc officiellement au catholicisme et il est reçu en l'église Saint Matthieu à Breslau le 12 juin 1653, date à laquelle il prend le nom d’Angelus Silesius.
Peu après sa conversion, le 24 mars 1654, Silésius est nommé médecin de la cour impériale par Ferdinand III de Habsbourg, le Saint-Empereur romain germanique. Cependant, il s'agissait probablement d'une position honorifique pour lui procurer une certaine protection officielle contre les attaques luthériennes, car Silesius n'est jamais allé à Vienne pour servir la cour impériale. Il est d’ailleurs très probable qu'il n'a plus jamais pratiqué la médecine après sa conversion au catholicisme.
À la fin des années 1650, il demande l'autorisation (le nihil obstat ou imprimatur) aux autorités catholiques de Vienne et de Breslau pour publier ses poèmes. Il avait commencé à écrire de la poésie dès son plus jeune âge, publiant quelques pièces occasionnelles alors qu'il était encore étudiant en 1641 et 1642. Il avait auparavant déjà tenté de publier ses poèmes alors qu'il travaillait pour le duc de Wurtemberg-Œls, mais l'autorisation lui avait été refusée par le pasteur luthérien officiel de la cour du duc, Christoph Freitag. Toujours est-il qu’enfin, en 1657, après avoir obtenu l'approbation de l'Église catholique, deux recueils de ses poèmes sont publiés — les œuvres pour lesquelles il est connu —, à savoir Heilige Seelenlust (« Le Saint Désir de l'âme ») et Der Cherubinische Wandersmann (« Le Pèlerin chérubinique »).
Le 27 février 1661, Silesius entre dans les ordres et prend l'habit de franciscain. Trois mois plus tard, il est ordonné prêtre dans le duché silésien de Nysa, une région où la re-catholicisation a été couronnée de succès ; ce duché est d’ailleurs l'un des deux États ecclésiastiques de la région (c'est-à-dire dirigé par un prince-évêque). Lorsque son ami Sebastian von Rostock (en) (1607-1671) devient prince-évêque de Breslau, Silesius est nommé son Rath und Hofmarschall (« conseiller et chambellan »). Pendant cette période, il commence à publier plus de cinquante essais et pamphlets critiquant, avec la même virulence que celle qu’il avait subie de leur part, le luthéranisme et la Réforme protestante. Trente-neuf de ces essais seront par la suite compilés dans un recueil en deux volumes intitulé Ecclesiologia (1676).

### Mort

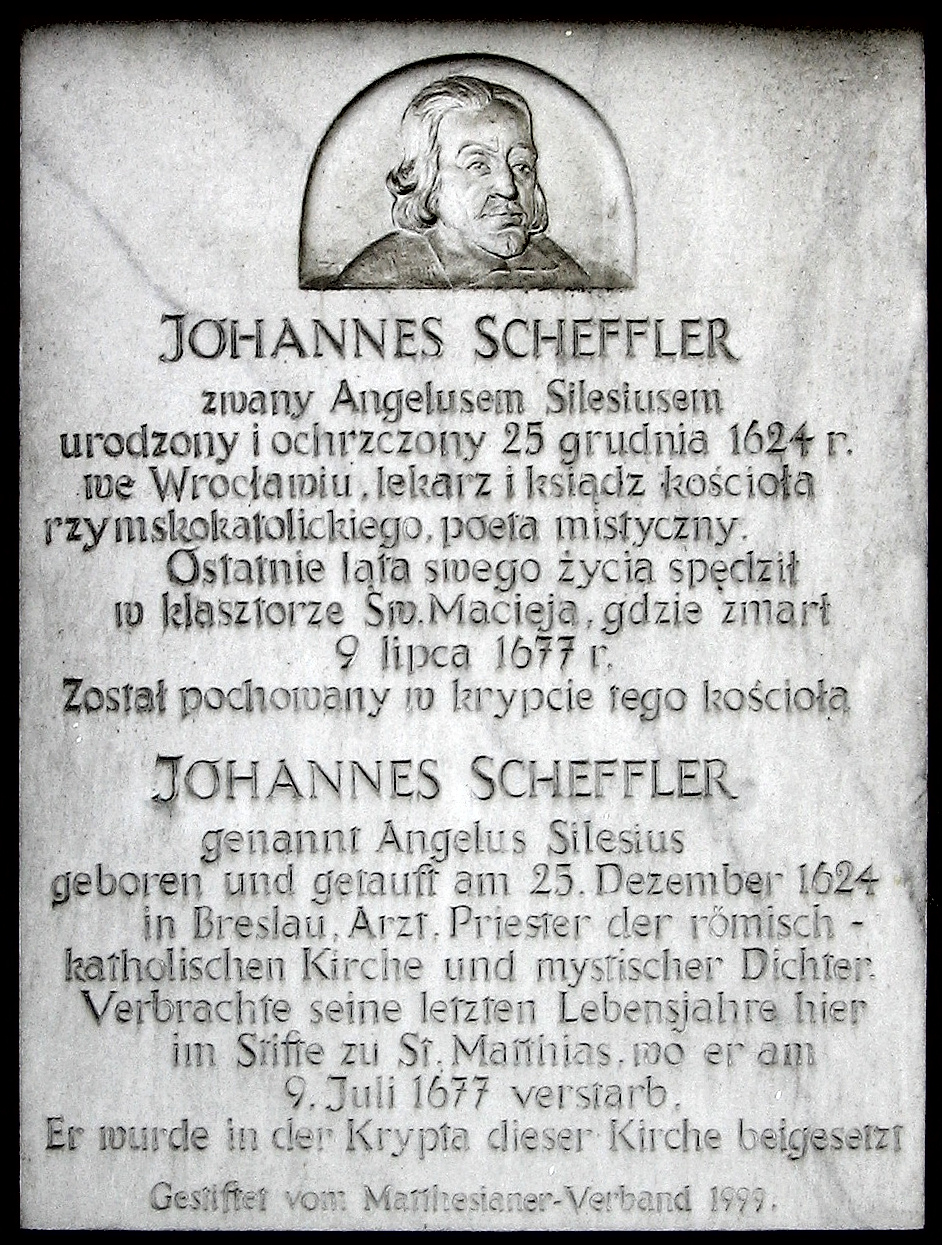
Plaque commémorative de Johannes Scheffler sur l’église Św.Maciej (Saint-Matthieu) à Wrocław (anciennement Breslau), dans la crypte de laquelle il est enterré. (Voir le texte de la plaque et sa traduction en note).

Après la mort du prince-évêque de Breslau en 1671, Silesius se retire à l'Hospice des Chevaliers de la Croix à l'Étoile Rouge (le Matthiasstift), une maison jésuite associée à l'église Saint-Matthieu à Breslau,. Il meurt le 9 juillet 1677 et y est enterré. Certaines sources affirment qu'il est mort de la tuberculose (ou de « consomption », comme on disait à l’époque), d'autres décrivent sa maladie comme une maladie dégénérative. Immédiatement après l’annonce de sa mort, plusieurs de ses détracteurs protestants ont répandu la rumeur selon laquelle Silesius s'était pendu. Dans son testament, il a distribué sa fortune, en grande partie héritée du patrimoine de son père qui était noble, à des institutions pieuses et charitables, y compris des orphelinats.

## Carrière littéraire et analyse de l’œuvre
Sa principale œuvre de polémique est la Conviction morale motivée ou démonstration selon laquelle l'on pourrait et devrait contraindre les hérétiques à la vraie foi, publiée en 1673. En 1677 paraissent les deux volumes d'Ecclesiologia, recueil de la plupart de ses pamphlets critiques du luthéranisme.
Ses écrits théologiques et ses brûlots ont suscité à son époque beaucoup de réactions et de réponses très polémiques en retour ― ce qu'il cherchait, bien sûr, même s'il ne manquait pas d'y aborder aussi parfois des arguments de fond ; car sa conversion n'était en rien conjoncturelle, et moins encore opportuniste. Elle correspondait à des options fondamentales auxquelles sa propension au mysticisme (profondément sincère ainsi que ses autres écrits le montrent à l'envi) n'était pas étrangère comme on l'a vu.
Toujours est-il que ses textes polémiques ont été très controversés dès leur parution, dans un contexte marqué par un raidissement des oppositions et un retour des tensions inter-religieuses dans le cadre des mouvements de Contre-Réforme catholique. On peut se rappeler qu'en 1677, la guerre de Trente Ans, dont la composante religieuse était particulièrement prégnante, est encore toute récente (1618-1648), et que la révocation de l'édit de Nantes, par « Sa Majesté très catholique » le roi de France Louis XIV, ne tardera pas (1685).
D'ailleurs Angelus Silesius a aussi été de fait très influencé par les mystiques allemands et flamands du Moyen Âge, notamment Maître Eckhart, Henri Suso, Jean Tauler, Jan Van Ruysbroeck et Jean de la Croix, ainsi que par Jakob Böhme (ou Jacob Boehme), théosophe mystique allemand de la Renaissance (déjà cité). En effet, il se rattachait au cercle de disciples qui s'était constitué autour d'Abraham von Franckenberg, qui était comme on l'a vu son maître spirituel ; or celui-ci était justement le biographe et le compilateur de Jakob Böhme.
Mais surtout, Angelus Silesius a écrit de nombreux poèmes qui ont tous été compilés dans deux ouvrages, déjà parus tous deux en 1657, et qui représentent son œuvre majeure :
- Geistreiche Sinn-und-Schlussreime (« Épigrammes et maximes spirituelles ») ou, en version longue, Geistreiche Sinn-und-Schlussreime zur göttlichen Beschaulichkeit (« Aphorismes ingénieux et spirituels en vers pour atteindre à la Divine Sérénité »), réédité dans une version augmentée de deux livres en 1675, sous le titre qui l'a rendu célèbre : Cherubinischer Wandersmann oder Geistreiche Sinn- und Schlussreime zur göttlichen Beschaulichkeit anleitende (« Le Voyageur chérubinique, ou Épigrammes et maximes spirituelles en vers pour conduire à la contemplation de Dieu »).

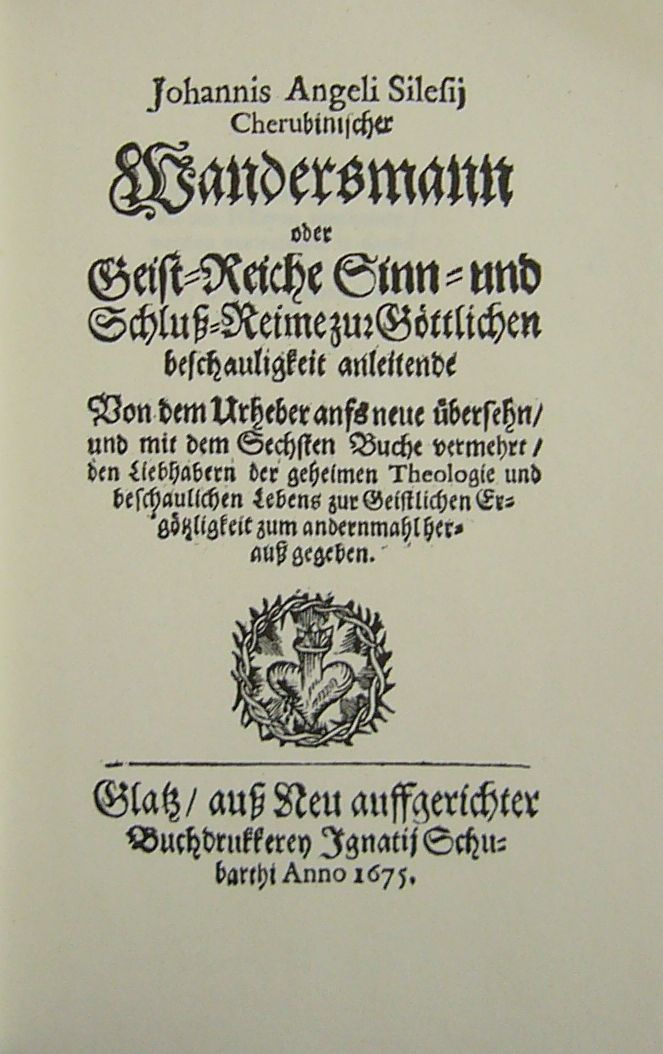
Page de titre de la réédition de 1675, la première à porter ce titre devenu célèbre, du « Voyageur chérubinique » : Cherubinischer Wandersmann.

Il est constitué de 1 676 distiques, quelques quatrains et 10 sonnets (voir infra pour les différentes traductions). Le titre principal, Cherubinischer Wandersmann, peut être traduit différemment selon l'optique spirituelle du traducteur, du fait de la polysémie du mot allemand Wandersmann (« randonneur », ou « marcheur », voire « vagabond », et donc « chérubin vagabond ! »). Traditionnellement, il était traduit par « Le Pèlerin chérubinique », le terme pèlerin insistant en français sur la dimension spirituelle et religieuse du cheminement. Mais, comme le fait remarquer Roger Munier, auteur d'une traduction de référence plusieurs fois rééditée (voir infra), repris dans la quatrième de couverture d'une des rééditions :

« On avait coutume, en effet, de rendre le mot Wandersmann par le français “pèlerin”. Mais “pèlerin” se dit en allemand Pilger (Silesius emploie d'ailleurs aussi Pilger à plusieurs reprises). Wandersmann n'évoque rien d'autre que la marche et le cheminement. Ce dont nous parle Silesius, c'est avant tout de l'homme en quête et voué à l'errance, à cette marche extatique dans le temps qui fait de l'âme “la tente errante de Dieu” (IV, 219) et qui nous concerne tous, à des degrés divers. »

 C'est cette modernité de l’œuvre de Silesius que Munier a voulu souligner par une traduction nouvelle du titre : « L’errant chérubinique ». Plus récemment (voir infra), le titre est traduit simplement « Le Voyageur chérubinique ».
- Heilige seelen-lust oder Geistliche Hirten-Lieder, der in ihren Jesum verliebten Psyche (« La Sainte Joie de l'âme / les saints désirs de l'âme, ou chants spirituels de bergers »). Le titre est parfois traduit ainsi en version longue : « Saintes délices de l'âme ou Églogues spirituelles de Psyché amoureuse de son Jésus » ; (Psyché, quoiqu'étant un personnage, est parfois considérée comme un équivalent allégorique de l'âme et donc traduite par ce mot) : recueil de Lieder et d'hymnes religieux, réédition augmentée en 1668[2].

La poésie d’Angelus Silesius consiste essentiellement en épigrammes sous la forme de brefs couplets en alexandrins (le plus souvent de deux vers seulement), soit la forme, le style et la métrique majoritaire dans la poésie germanique et la littérature mystique pendant l’ère Baroque. En effet, selon Christopher Baker, directeur du dictionnaire biographique « L’Absolutisme et la Révolution scientifique de 1600 à 1720 », l'épigramme était un élément-clé pour exprimer le mysticisme, car « l'épigramme avec sa tendance à la brièveté aphoristique et son laconisme acéré est un genre approprié pour faire face au problème esthétique du caractère ineffable de l'expérience mystique ». La onzième édition de l’Encyclopædia Britannica identifie ces épigrammes comme des Reimsprüche — ou distiques rimés — et les décrit comme :

« … incorporant un étrange panthéisme mystique tiré principalement des écrits de Jakob Böhme et de ses disciples. Silesius appréciait tout particulièrement les subtils paradoxes du mysticisme. L'essence de Dieu, par exemple, se définit par l'amour [c’est-à-dire : aimer et être aimé ; soit la tendance spontanée et universelle des instances et entités à se conjoindre…] ; Dieu, disait-il, ne peut rien aimer d'inférieur à lui-même ; mais il ne peut être objet d'amour pour lui-même sans sortir, pour ainsi dire, de lui-même, sans manifester son infinité sous une forme finie ; autrement dit, en devenant homme. Dieu et l'homme sont donc essentiellement un. »

C’est un raisonnement analogue qui est à l’œuvre en toile de fond de l’épigramme suivante :
| « 10. Ich bin wie Gott, und Gott wie ich. Ich bin so groß als Gott, er ist als ich so klein : Er kann nicht über mich, ich unter ihm nicht sein. » |  |  | « Je suis comme Dieu, et Dieu est comme moi. Je suis aussi grand que Dieu, il est aussi petit que moi : Il ne peut être au-dessus de moi, je ne peux être en dessous de lui. » |
En 1991, dans le film de Martin Scorsese Cape Fear (en français : Les Nerfs à vif), Max Cady (joué par Robert De Niro) cite ce même poème de Silesius. Cependant, dans le contexte du film, ce poème ne correspond pas à l’interprétation voulue par Silesius et visée par son œuvre. Le personnage de Cady l'utilise pour souligner de façon spectaculaire à ses victimes le pouvoir de sa volonté individuelle tyrannique, et sa "légitimité" divine à exercer une vengeance violente, dans un fantasme de toute-puissance et d’orgueil absolu, voire de défi à Dieu. Le sens symbolique recherché par Silesius était au contraire celui de la prise de conscience par l'homme, à travers son potentiel spirituel de perfection, de ce qu'il est de la même substance que Dieu au sens de l'union mystique avec Lui ou théosis - cette expérience de communion directe entre le croyant et Dieu à égalité dans l’amour.
La poésie de Silesius ambitionne d'acheminer le lecteur vers un état spirituel désiré, une immobilité éternelle, dépassant les besoins matériels ou physiques et la volonté humaine. Elle exige une compréhension de Dieu qui s'appuie sur les idées de la théologie apophatique, sur l'antithèse et le paradoxe. Le critique et théoricien de la littérature Georg Ellinger a supposé, dans son étude de Silesius, que sa poésie était influencée par la solitude (surtout due à la mort précoce de ses parents et au fait d'être devenu orphelin très tôt), par une impulsivité non tempérée par l’éducation et par le manque d'épanouissement personnel. Ce qui fait de sa poésie une véritable confession qui rend manifeste un conflit psychologique interne, et de son désir d’union avec Dieu, un élan pour rejoindre ses parents trop tôt disparus.

### LeVoyageur chérubinique

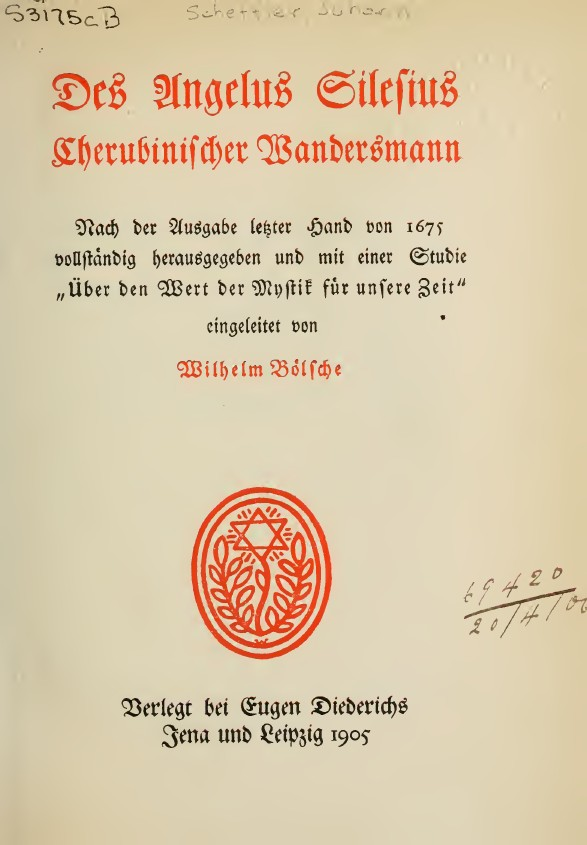
, édition en langue originale, 1905.

Pour le Voyageur chérubinique et comme l’indique son sous-titre, il s’agit de poésie religieuse et philosophique, ce qui implique que la visée de ces épigrammes n’est ni purement esthétique et langagière, ni seulement spéculative. Sans être purement contradictoire et oxymoral, le terme de « poésie philosophique » place d'emblée ces poèmes au cœur d'une tension (salutaire ?) traditionnelle, depuis Platon bannissant les poètes de sa Cité. Poésie et philosophie entretiennent des relations ambivalentes, à la fois exclusives, méfiantes et intimes. Elles sont en effet souvent considérés comme deux modes de connaissance étrangers l'un à l'autre même s'ils se recoupent (et c'est tout le paradoxe), ainsi que l'a étudié Louis Lavelle, cité dans une étude accessible en ligne de la Revue philosophique de la France et de l'étranger sur le thème des rapports difficiles entre métaphysique et poésie :

« Il y a entre la philosophie et la poésie une affinité secrète et une secrète hostilité. »

En fait, la poésie philosophique ou la poésie métaphysique (cette dernière naissant en tant que courant pendant le même XVIIe siècle que Silesius, mais en Angleterre, avec John Donne en précurseur) et plus encore la poésie de Silesius, se trouvent au carrefour de domaines qui convergent difficilement mais ne peuvent désormais s'ignorer, pas plus qu'ils ne le faisaient dans cette matrice présocratique où poésie et philosophie étaient indissociables, comme dans les œuvres de Parménide, Héraclite ou Démocrite, et plus tard de Lucrèce, le disciple latin d'Épicure. Leur écriture instaure entre ces domaines un conflit productif, à savoir que la question de la vérité et celle de la beauté (de la nature et de l'art), la question du sens et celle de la connaissance, la question de l'être et celle de l'existence, la question de la réalité du réel, de sa perception, de son émotion, de sa rationalité et de sa connaissabilité, appartiennent toutes à des champs de pensée séparés, certes, mais qui se côtoient et s'interpellent dans leur œuvre.
Cette tension, Baudelaire l'exprimera avec humour (?) en redoublant la contradiction par les « ruses » de l'inconscient, qui sait mais feint d'ignorer : « La poésie est essentiellement philosophique ; mais comme elle est avant tout fatale, elle doit être involontairement philosophique », indiquant que ce sens philosophique de la poésie ne peut être qu'indirect, comme un « supplément d'âme », car si le poète le vise consciemment il y perd la poésie ; il doit s'en remettre au destin (« fatale ») qui seul guide sa plume (sans l'intervention de son moi ?). Mais comment peut-on « vouloir involontairement » ? La poésie ne ferait donc de la philosophie que sans le savoir, comme le Monsieur Jourdain de Molière faisait de la prose (simplement parce qu'il ne connaissait pas ce mot). Ou encore, la philosophie fonctionnerait un peu, dans cette vision baudelairienne, comme un « inconscient » de la poésie, et en retour la poésie serait (entre autres) l'impensé du philosophe.
En fait, l’objectif de ces poèmes de Silesius se situe en deçà ou au-delà de ce débat autour de la poésie philosophique, ou dans une variante plus métaphysique, car il les inscrit comme on l’a vu dans une démarche mystique : il veut amener leur lecteur à expérimenter véritablement (par le biais de la contemplation préparée par les surprises émotionnelles, intellectuelles et spirituelles de ces aphorismes parfois déroutants), l’unio mystica, l’union avec Dieu au-delà des mots, lesquels ne veulent mener, sobrement, qu’à ce moment où toute parole se tait et se dissout dans le silence sacré. Ce moment où « Dieu doit naître dans l’âme de l’homme », comme dans les épigrammes suivantes : « Je dois être Marie et enfanter Dieu, / S’il faut qu’Il m’accorde la béatitude pour l’éternité », ou encore : « Que Christ naisse mille fois à Bethléhem, / Et non en toi, tu restes perdu pour jamais ». Ou bien, dans la traduction empruntée à Érik Sablé dans Dieu est un éternel présent : « Il faut qu’en toi Dieu naisse. / Le christ serait-il né mille fois à Bethléem, / s'il ne naît pas en toi, c'est en vain qu'il est né, tu restes mort à jamais ».

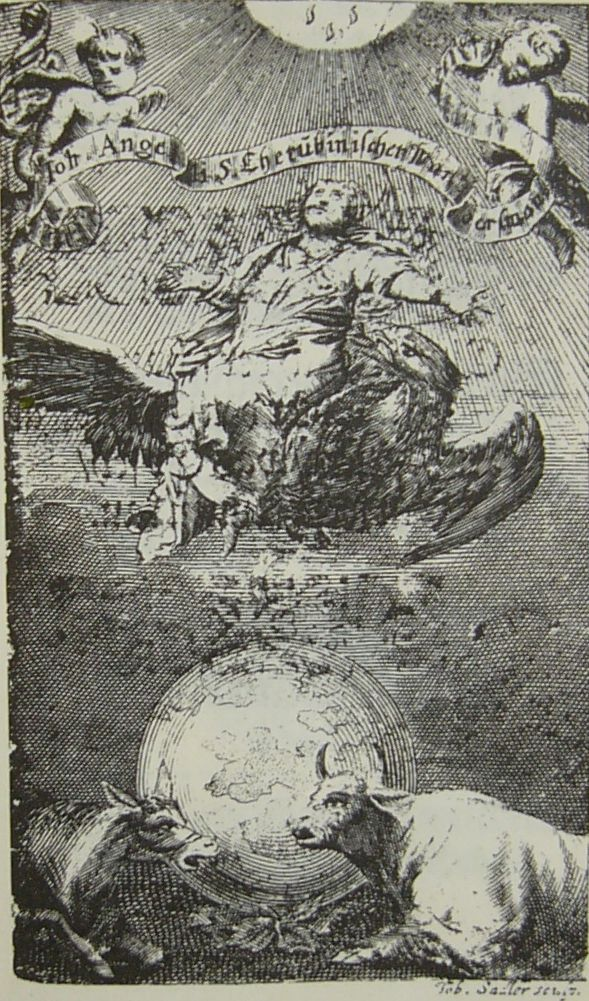
Page de garde du Voyageur chérubinique d’Angelus Silesius, document de 1675.

Mais alors ce projet d’écriture, par son versant de religiosité mystique, se situe à nouveau sous le signe d’une double injonction en grande partie contradictoire, car, en même temps qu’initiateur très délibéré de ce cheminement vers Dieu, « Silesius est convaincu, comme toute la tradition mystique platonicienne, qu’on ne peut pas parler de Dieu, c’est pourquoi il faut utiliser des paradoxes, des jeux de mots, des antithèses et autres moyens rhétoriques ». Tous ces procédés sont autant de subterfuges pour louvoyer entre la Parole et le Silence, entre « il faut célébrer Dieu » et « on ne peut pas dire pour autant Sa nature » dans le langage des hommes, entre la nécessité d’approcher au plus près de l’indicible par des mots et l’impuissance des mêmes mots à exprimer l’essentiel. Ce paradoxe est d’ailleurs peut-être à la source de toute écriture poétique, et comme son obsession fatale majeure pourrait-on dire, si l’on rapproche le mystère inaccessible de Dieu du caractère évanescent irréductible du réel.
Selon Rosmarie Zeller déjà citée, « cette religiosité mystique, qui ne correspond ni à l’orthodoxie luthérienne ni aux dogmes de l’Église catholique, fait un usage très spécial de la Bible ». En effet, tous les personnages de l’Histoire Sainte qui sont évoqués dans ces poèmes, Ancien et Nouveau Testaments confondus, mais aussi les objets, détails et lieux qui la jalonnent comme la crèche, l’étable et même le foin dans la crèche, la croix, les plaies de Jésus, les pierres du tombeau, les paraboles, sont exclusivement « interprétés d’une manière symbolique comme éléments de l’aventure spirituelle de l’individu lisant ces épigrammes. Celui-ci peut donc devenir aussi bien Salomon que Marie-Madeleine et, chaque fois, il effectue un pas sur le chemin vers Dieu. […] [De même] les allusions à l’Apocalypse sont assez fréquentes comme c’est souvent le cas dans la littérature religieuse hétérodoxe », ou plutôt devrait-on dire que la poésie de Silesius se situe à la limite de l’hétérodoxie, car l’authenticité de son mysticisme n’a semble-t-il jamais été remise en cause au sein de l’Église catholique, ni ses écrits interdits ou frappés de censure partielle.

Toujours est-il que tous ces éléments : interprétation exclusivement symbolique, prééminence de l’Apocalypse (le plus symbolique, tardif et « gnostique » des textes canoniques), visions du monde, de Dieu, de l’homme et de son chemin spirituel, clairement paradoxales et assumées comme telles, amènent certains commentateurs, dont l’un de ses traducteurs Érik Sablé (Éditeur scientifique), à se demander si on peut encore parler, le concernant, de mysticisme catholique : 

« […] ou plutôt, comme pour Maître Eckart, de "gnose spirituelle". […] En fait, sa parole est profondément non dualiste et se rattache à la Philosophia Perennis, ce fond spirituel commun que l'on retrouve tant en Orient qu'en Occident. Au même titre qu'Eckart ou Tauler, et par opposition à une théologie naïve, Silesius a posé les bases d'un christianisme "gnostique" intériorisé. »

Et de considérer que c’est peut-être cette ambiguïté, ou plutôt cette synthèse risquée, qui a fait d’Angelus Silesius « certainement une des figures centrales de la mystique allemande et sans doute de la mystique universelle ».
Mais ce serait plutôt au sens général de la gnose chrétienne (selon laquelle le salut de l'âme passe par une connaissance, expérience ou révélation directe de la divinité, donc par une connaissance de soi,), plutôt qu’au sens du « gnosticisme historique » et des mouvements dualistes (un principe du bien opposé à un principe du mal) des premiers temps du christianisme, depuis condamnés par l’orthodoxie catholique comme hérétiques. Toujours est-il que c’est à ce titre que la référence à Angelus Silesius a pu être revendiquée par les courants ésotéristes modernes.

### La Sainte Joie de l’âme

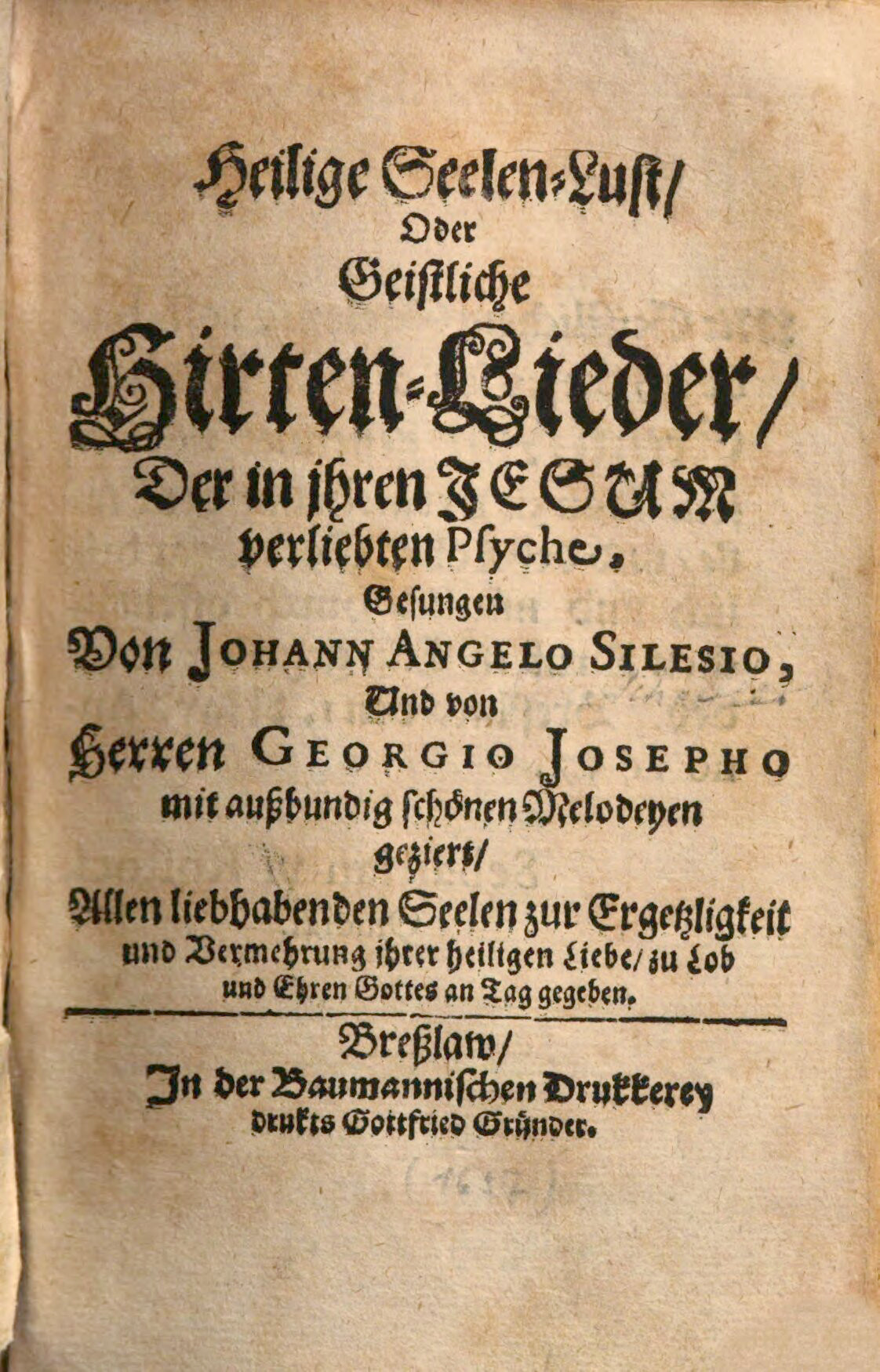
, Breslau, 1657, page de titre.

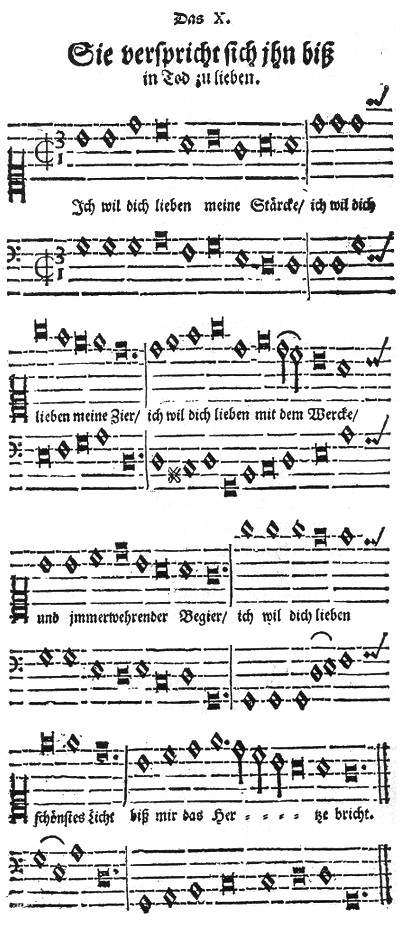
Hymne, extrait du précédent, réédition de 1668.

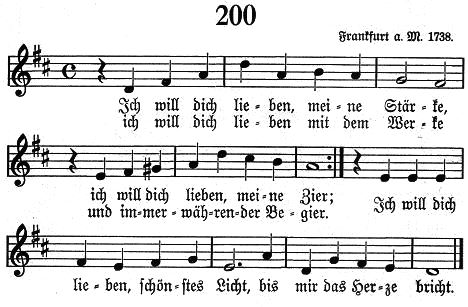
Le même hymne que ci-dessus, mais avec une autre mélodie plus récente (1915).

Sa deuxième œuvre, La Sainte Joie de l’âme, montre un autre chemin menant à Dieu, celui de l’amour. Mais comme il s’agit d’hymnes, la Bible y est citée encore moins littéralement : celle-ci tout au plus « constitue une sorte de toile de fond quand Psyché chante, par exemple, la naissance de Jésus, quand elle élève sa complainte sur la Passion du Christ, ou quand elle contemple les différentes parties de son corps maltraité ».
Plusieurs de ces poèmes de La Sainte Joie de l'âme de Silesius ont été utilisés, adaptés et mis en musique pour être utilisés comme hymnes tout autant pour les offices protestants que pour la liturgie catholique. Dans le cas de nombre de ces hymnes luthériens et protestants, ces paroles étaient attribuées à des « auteurs anonymes », plutôt que d'admettre qu'elles avaient été écrites par Angelus Silesius, converti au catholicisme, et connu pour ses critiques et son plaidoyer contre le protestantisme. Mais la beauté et la force de ces textes, qui faisaient la célébrité de ces hymnes, les rendaient tout de même indispensables pour les services religieux protestants comme pour les messes catholiques. Dans de nombreux cas, le poème de Silesius est soit comme on l’a vu d’attribution explicitement anonyme, soit l’auteur est indiqué par les initiales « I. A. ». Or, « I. A. » ce sont certes les initiales latines de Iohannis Angelus (l’un des noms par lesquels Silesius signait ses œuvres), mais elles ont souvent été (volontairement ?) mal interprétées comme l’abréviation de la mention Incerti Auctoris, qui signifie « auteur inconnu ». De même, plusieurs œuvres véritablement anonymes ont été par la suite attribuées à tort à Silesius, grâce aux mêmes initiales ambiguës.
On a pu établir que des poèmes de Silesius figurent dans les paroles des hymnes publiés dans le Gesang-Buch (« Livre de chants liturgiques » ou recueil d’hymnes) de Nuremberg (1676), et ceux de Freylinghausen (1704), de Porst (1713) et de Burg (1746). Soixante-dix-neuf hymnes utilisant ses vers ont été inclus dans le de (« Christ-Catholisches Singe und Bet-Büchlein » en anglais) de Nicolaus Zinzendorf (1727). Au XVIIIe siècle, ils étaient fréquemment utilisés dans les temples luthériens ainsi que dans les églises catholiques et moraves. Beaucoup de ces hymnes sont encore populaires dans les Églises chrétiennes aujourd'hui.

## Contexte et horizon spirituel

### Théologie négative
Comme chez Maître Eckhart, on perçoit chez Silesius l'influence de la tradition de la théologie négative. Pourtant, comme le dit Jacques Le Brun commenté par Marc Lebiez, théologie négative et mysticisme sont deux démarches distinctes, mais elles peuvent se « conjoindre, comme chez Angelus Silesius ».
Ils dégagent en effet l’axe central de la théologie négative, à savoir selon eux « l’irréductibilité de Dieu au langage humain » : on l'a vu, quels que soient nos efforts pour tenter d’approcher le mystère de la nature divine, absolument transcendante et ineffable, inconnaissable, nos mots et notre pensée seront toujours impuissants à l’exprimer et laisseront toujours échapper l’essentiel. Pour eux, Dieu est tellement hors de proportion humaine et hors de portée de notre raison que nous ne saurions rien affirmer de Lui, tout juste évoquer ce qu’Il n’est pas à propos de tout énoncé possible Le concernant. Ainsi, par exemple : « Dieu n’est pas localisé, ni temporalisé. Est-ce à dire qu’il ne serait nulle part et jamais ? Ou partout et toujours ? Que dit de plus le mot « éternel » que la négation du temps ? En tout cas, il dit tout autre chose que le mot « immortel » de la théologie antique. La question que pose le mysticisme est de savoir quel est cette « autre chose ».
Pour le mystique, donc, on ne peut pas connaître, exprimer ni comprendre Dieu, mais on peut l’éprouver, le ressentir, c’est tout le sens de ce qu’on appelle « l’expérience mystique ». Ainsi « en disant ce que Dieu n’est pas, on ne dit pas rien à son propos : une détermination par la négation n’est pas une absence de détermination – même si l’on dit que Dieu n’est pas déterminable ». Et comme le dit Edith Stein : « Le symbole ne peut trouver son sens que s'il est purifié par la négation qui, en quelque sorte, découvre le sens en retranchant la chair du fruit pour faire apparaître son noyau ». Ainsi la transcendance de Dieu se trouve-t-elle véritablement honorée sans être pour autant circonscrite (ce qui supposerait par exemple, pour filer la métaphore du fruit, de pouvoir dire ce qu'est le noyau, ce qui est à l’œuvre à l'intérieur du noyau, de pouvoir exprimer et comprendre le jaillissement de la graine vivante).

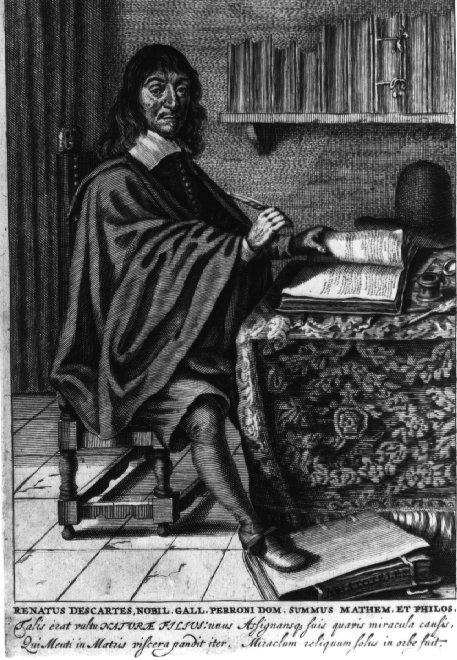
René Descartes (1596-1650)

Par exemple on décèle l'influence de la lecture du Pseudo-Denys l'Aréopagite, l'un des pères de la théologie mystique et de la théologie apophatique (ou négative), dans l'usage récurrent que fait Silesius de la métaphore marine pour exprimer l’in-fini, mot négatif s'il en est même si l'on n'en perçoit plus vraiment aujourd'hui la négativité, ainsi que Descartes l'avait pourtant établie en le distinguant de l’indéfini (dans ses Premières réponses en appendice des Méditations métaphysiques).
Mais pour le rationalisme cartésien « l’infini, en tant qu’infini, n’est point à la vérité compris, mais néanmoins il est entendu » [Premières réponses des Méditations métaphysique], ce qui implique que nous pouvons quand même nous faire une idée juste de Dieu pourvu que nous soyons conscients que celle-ci est partielle et « accommodée à la petite capacité de nos esprits » [toujours dans les Premières réponses des Méditations métaphysique, citées par Le Brun/Lebiez] (voir à ce sujet les sections consacrées à l’infini dans la pensée métaphysique de Descartes, et à la distinction entre infini et indéfini dans la section consacrée à Descartes pour l'article « Infini »).
C’est justement cette distinction cartésienne entre le « compris » et l’« entendu » que le mystique se refuse à faire. Et c'est alors que ce dernier préfère s’en tenir à la négativité de la raison et rejoindre la théologie négative, limitant l'affirmation de Dieu à la seule expérience qu'il peut en faire, et uniquement à l'initiative de Dieu lui-même et par la volonté divine exclusive de demeurer en lui. La mer, pour Descartes comme pour le poète, reste donc une image pertinente de ce qui n’a pas de limites. Mais on peut dire avec Le Brun et Lebiez que Descartes regarde et embrasse intellectuellement la mer depuis le bord, quand le mystique, lui, souhaite s'immerger complètement en elle, même au risque de s'y noyer.

### Mysticisme et performativité

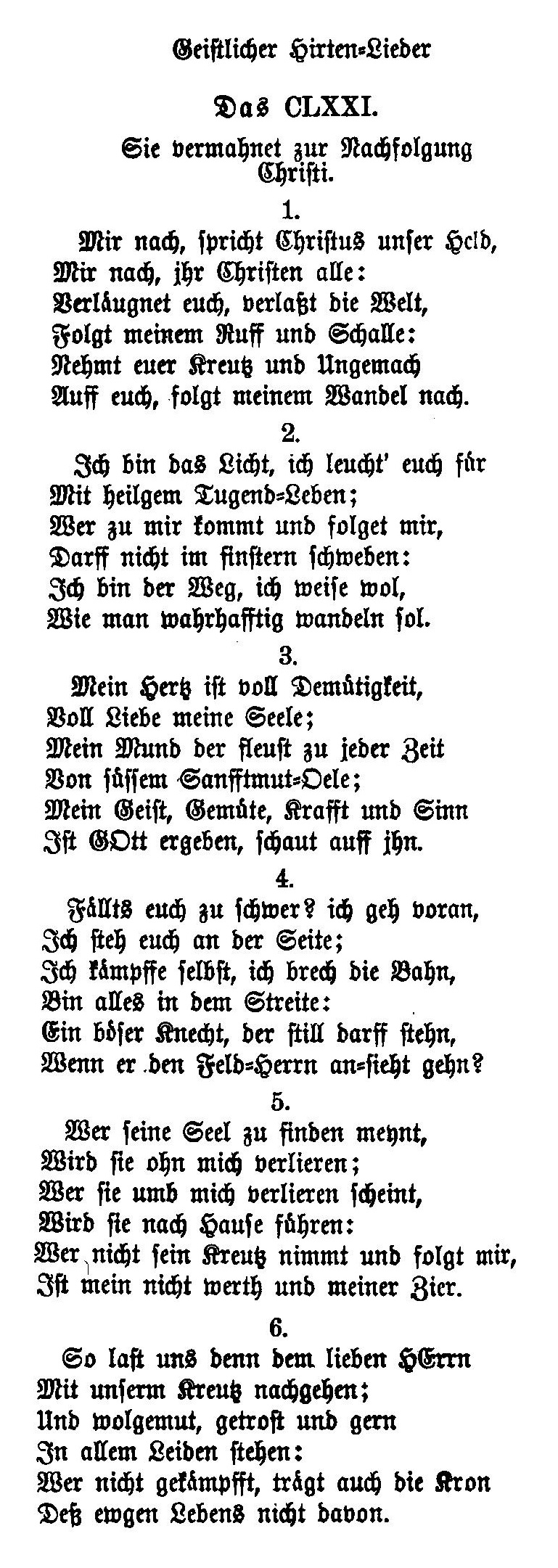
, hymne d'Angelus Silesius, extrait de son recueil : La Sainte Joie de l’âme (ici édition de 1668), réimpression de Georg Ellinger (eds.), Halle/S. 1901.

Mais alors, « le risque majeur dont le mystique doit se défendre, c’est de tomber dans la pure et simple contradiction, celle qu’il y aurait par exemple à dire que Dieu n’est ni fini ni infini ». Sa tactique consiste donc précisément à se retirer dans la parole poétique, ce qui revient à esquiver la contradiction en la situant dans un autre plan, puisqu'on ne peut rationnellement résoudre la contradiction en l’absence nécessaire de toute probation de Dieu. « Parole poétique, qui peut être considérée, du point de vue de la rationalité, comme une variante du silence puisqu’elle est faite seulement d’images ».
Quitte à soupçonner (avec Le Brun et Lebiez) un simple jeu sur les mots, comme quand Angelus Silesius demande ce qu’il y avait au lieu du monde avant le monde et qu’il répond qu’il « y avait le lieu [Ort] même, Dieu et sa parole [Wort] éternelle ». On pourrait alors se demander si le jeu sur les mots (ici par assonance entre Ort et Wort) suffit à produire un sens théologiquement recevable, par le biais de la contemplation mystique du mystère, à défaut d’être rationnellement et logiquement acceptable. Ce qui revient à se confier à la fonction performative du langage, aux limites de la pensée magique du mot et de sa « présence réelle ».
Car Silesius veut produire par sa parole et son écriture, chez son lecteur, un véritable et profond changement, une mutation spirituelle, en l'emmenant dans les contrées d'ombre et de lumière au plus près de l'indicible. Ainsi, la poésie de Silesius se situe elle-même à la confluence des fonctions poétique, performative et incantatoire du langage. La visée performative notamment de cette écriture de Silesius est sensible par les effets que sa lecture intense produit chez ses traducteurs : Roger Munier voit dans « cette tension hardie vers les confins dans l'approche du mystère tant de Dieu que de l'homme un appel qui, étrangement, semble nous être directement adressé, bien que venant d'une voix qui a retenti voici plus de trois siècles ». Même sensation chez Christiane Singer, dans sa présentation d'une nouvelle traduction :

« Proches de nous jusqu’au vertige, les distiques ineffables du Pèlerin chérubinique viennent comme à l’instant même de remonter des profondeurs. Ils nous harponnent : 
Ami, où que tu sois, de grâce n’en reste pas là !
Tu dois passer d’une lumière à une autre lumière.
Pas de soliloque. L’apostrophe, l’interpellation, partout l’appel ardent ! »

— [Christiane Singer]. Dans ses maximes dont la portée est universelle, s'exprime toute l'âme amoureuse du Silésien, et son ardeur à franchir les limites de l'inconnaissable.

### Négativité de l'Ineffable au risque de l'hétérodoxie: panthéisme ou athéisme cachés?
« Ce qu’en revanche le mystique accepte, c’est le passage à la limite de la négation : à force de dire que Dieu n’est ni ceci ni cela, on en vient à se demander s’il est quelque chose, et même tout simplement s’il est ». Stricto sensu, pour la théologie négative et pour Silesius, Dieu n’est pas puisque le verbe être est trop limitatif, trop étroitement humain, pour pouvoir s’appliquer à une divinité tenue pour absolument transcendante, c’est-à-dire en tout état de cause au-delà de tout langage. Mais le risque serait alors qu’à force de n’être pas au sens humain du terme, on finisse par n’être rien du tout. Leibniz serait donc fondé pour Le Brun et Lebiez, à déceler, dans le mysticisme en général et dans celui d’Angelus Silesius en particulier, un « athéisme spéculatif caché ».

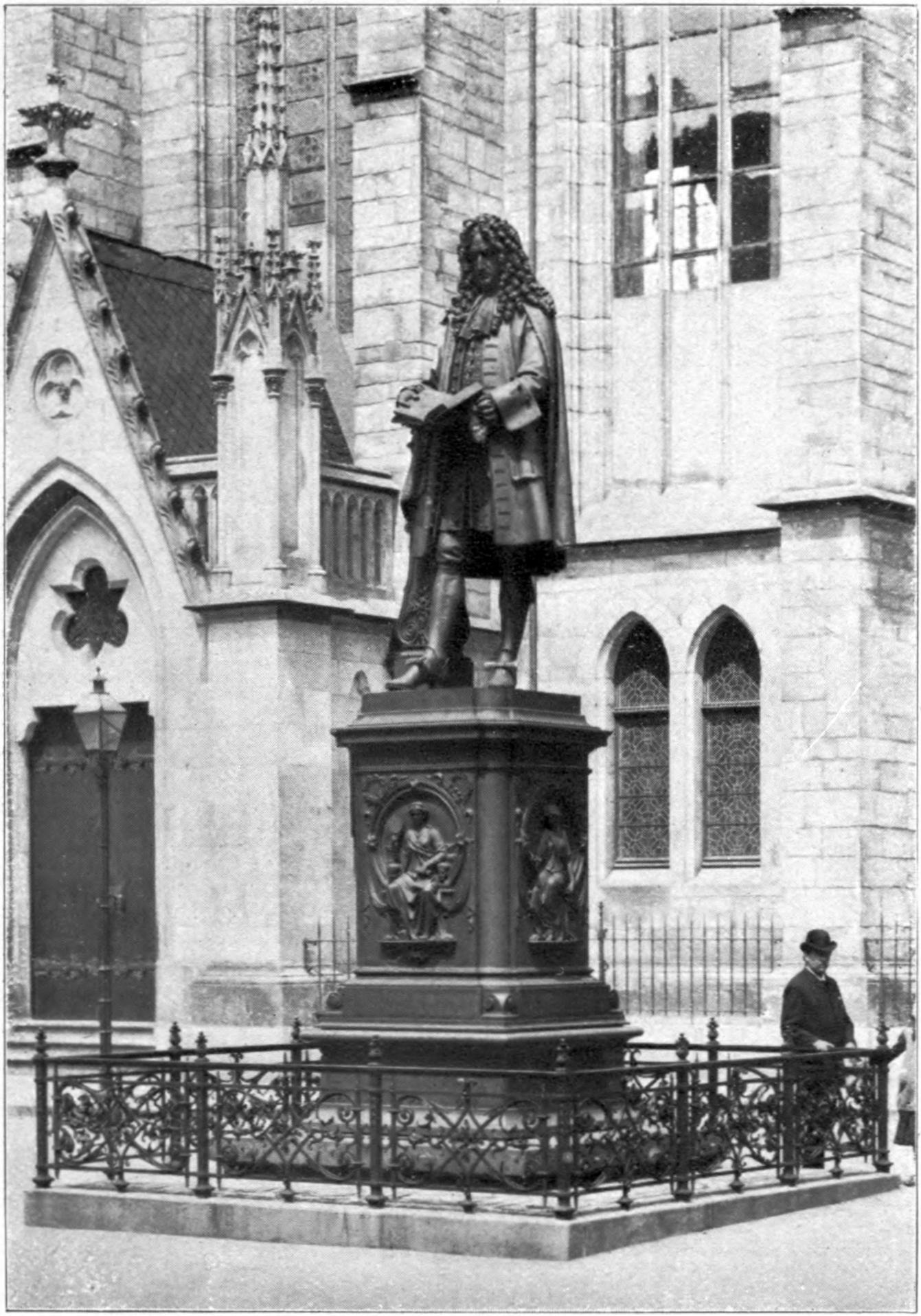
Statue de Leibniz (1646-1716), tenant son Discours de métaphysique (1686), près de l'église Saint-Thomas (Thomas-Kirche) de Leipzig, où officia Jean-Sébastien Bach (photo de 1908, en frontispice d'une édition de ses Discours, et alii).

En effet, tout en reconnaissant la beauté de son œuvre, et se sentant interpellé par elle, Leibniz ne suivait pas Silesius dans sa dextérité à manier le paradoxe et à opérer d'un vers à l'autre des renversements logiques extrêmes, poussant au-delà des limites philosophiques l'art de la contradiction chauffée à blanc dans des retournements et des raisonnements de ce type par exemple : 

« Pour bien servir Dieu, il faut aller au-delà de Dieu lui-même ; il faut rejeter ceux qui nous séparent de Dieu, les anges, mais pour atteindre une « surangélité » dont Silesius dit qu'elle est l'essence de l'homme. L'objet du mystique est même un au-delà de la divinité, que l'homme n'atteint qu'en refusant de rester un homme. »

Leibniz alors range Silesius parmi ceux « dont les pensées extraordinairement audacieuses, remplies de comparaisons ardues, confinent à l'impiété » [Leibniz, cité par Munier]. Ce qui était pour Leibniz une critique de prise de distance, devient justement aujourd'hui, pour le philosophe et universitaire Christian Ruby, la première des raisons pour lesquelles l’œuvre de Silesius « est décisive », par le fait même qu'elle introduit un doute éminemment moderne, en bousculant les références conceptuelles de son temps, en en brouillant les repères existentiels, et en poussant leur logique jusqu'à l'extrême limite de leur retournement. Et donc tout simplement :

« parce que la connaissance de l’œuvre mystique laisse parfois des doutes sur les conclusions à en tirer. Plus la fusion en Dieu est grande, plus Dieu finalement se dissout dans sa fonction transcendante. Il y a dans la mystique une sorte de panthéisme sous-jacent qui retourne l’œuvre entière en son propre contraire. Ce à quoi ne s’est jamais trompé Leibniz (qui rapproche le Voyageur chérubinique de la pensée de Baruch Spinoza), et qui faisait dire à Hegel que Silesius développait un pur panthéisme. »

Le débat suscité par ce mysticisme étroitement associé à la théologie négative n’est en fait pas vraiment tranché, ni théologiquement, ni métaphysiquement, ni philosophiquement : la foi en Dieu d'un tel mysticisme, par l'extrémisme même de son identification fusionnelle au divin et de sa vision de la transcendance, est en effet constamment guettée par le panthéisme, voire par un déisme absolu qui nie presque le caractère personnel du divin mis en avant depuis l'Antiquité aussi bien gréco-latine (en version polythéiste), que judéo-chrétienne (en version monothéiste). Et pourtant, chacun de ces mystiques, depuis les plus grands, d'ailleurs canonisés (Augustin d'Hippone, François d'Assise, Jean de la Croix, Thérèse d'Avila), jusqu'à nos mystiques allemands (Maître Eckardt, et bien sûr Angelus Silesius) ne cesse de protester, avec reconnaissance et ravissement, de sa foi en Dieu, et de la proclamer avec tous les accents de l'authenticité vécue et de la sincérité la plus profonde.
Et ils ont en effet tous voué leur vie à cette foi en Dieu et à son développement, ce qui nous rend plus difficile à accréditer l'hypothèse d'un doute à cet égard, même en tenant compte des risques que l'Inquisition pouvaient faire courir à ceux qui affichaient trop ouvertement des options hétérodoxes (il en va autrement, peut-être, pour un philosophe comme Spinoza, mais il se situe en dehors de la sphère mystique). En tous cas, ce débat de l'athéisme caché supposé des mystiques, qui n'est pas clos aujourd'hui où se développe même sereinement une spiritualité et un mysticisme sans Dieu, faisait déjà rage au début du  XVIIe siècle.

### Prescience de la poésie...
Pour autant on sait par l’histoire de la littérature, et l’histoire de la philosophie y est souvent revenue sans en venir à bout, que la poésie est « à même de rendre une forme de pensée qui échappe à la raison », ou même qui excède la raison ; en ce sens, la poésie serait presciente, à tous les sens du terme : avant la science (un peu comme alchimie et astrologie précèdent, historiquement, chimie et astronomie, ou en tout cas sont indissolublement liées à leur naissance). Et presciente aussi au sens théologique du concept où, en tant que divination, elle représenterait l'étincelle du divin au cœur de l'âme humaine, une parcelle de la faculté divine de Connaissance absolue transcendant le temps en un éternel instant (oxymore étymologique) ; vision hugolienne du Poète tenant lieu de Prophète en des temps moins religieux. Mais enfin la poésie serait presciente aussi en tant qu'anticipation d'un savoir futur, comme un pressentiment et plus : une précognition, laissant une large place à l'intuition sur les chemins multiples vers la vérité.

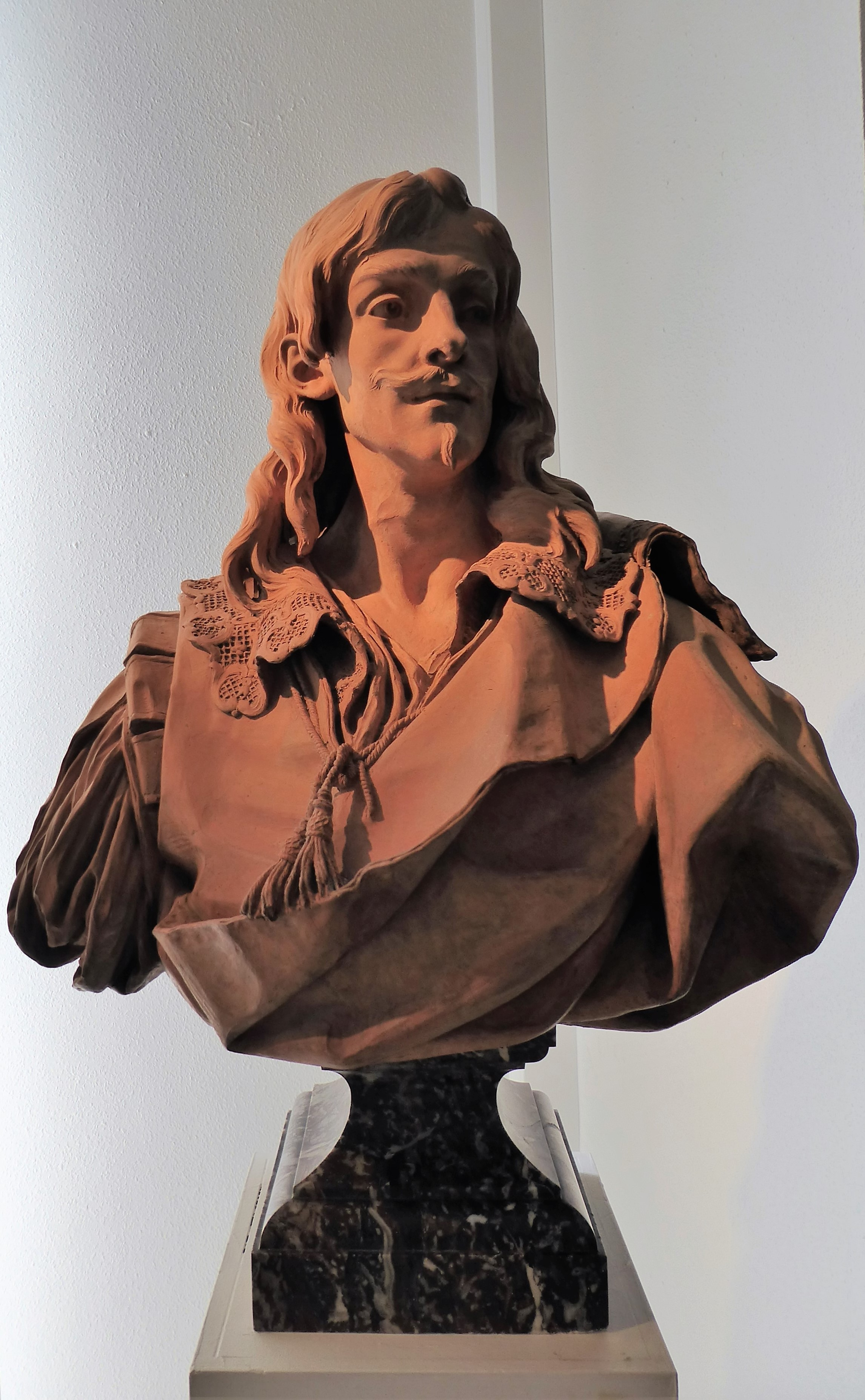
Buste de Jean de Rotrou (1609-1650) par Jean-Jacques Caffieri (1725-1792), terre cuite, musée de Dreux, Eure-et-Loir.

C’est en ce dernier sens qu’Arsène Houssaye, parle de la prescience du poète dans son livre « Histoire du quarante-et-unième fauteuil de l’Académie Française ». Dans ce livre, il imagine la succession de tous ceux qui ne furent PAS élus à l’illustre institution alors qu’ils auraient mérité d’y figurer (comme Descartes ou Molière, Beaumarchais, Stendhal ou Balzac). Ainsi il place dans la bouche de Rotrou, autre illustre « non-élu » à l’Académie française, et donc « occupant » de ce quarante-et-unième fauteuil, dans son « discours de réception » (inventé par Houssaye à partir de citations de Rotrou), pour l’éloge de son « prédécesseur » dans ce fauteuil à savoir Descartes, un parallèle entre le mode de connaissance du philosophe (ou « savant ») et celui du poète. Il lui fait dire :

« Le poëte ne peut-il pas parler du philosophe ? N’habite-t-il pas le même monde des idées, des sons et des images ? Le poëte n’étudie pas comme le philosophe ; mais, s’il n’a pas la science, il a la prescience. Le cygne était consacré à Apollon. Les anciens, nos maîtres éternels, lui donnent la vertu de sentir, de comprendre, de prévoir l’avenir. Les poëtes sont des cygnes. […] Ainsi la science divine est en nous ; notre âme est le luth sublime où résonnent les doigts des dieux. Les savants sondent les abîmes, tandis que nous nous élevons sur les sommets ; ils parcourent le monde, nous parcourons le ciel ; ils ont le compas, nous avons les ailes. […]. Strabon a dit : "Les poëtes n’ont que la fable avec eux, les philosophes ont la vérité" ; mais la fable n’est-elle pas la vérité elle-même, habillée des splendeurs symboliques ? »

Car si la visée de la parole poétique est avant tout esthétique, celle-ci néanmoins « travaille » le langage et ne saurait à ce titre être hors de la pensée ; faite d’une expérience limite du logos elle ne peut totalement être étrangère à la logique, même si sa façon de lui appartenir est tout à fait spéciale. Sinon la poésie est cernée de trop près par l’incommunicable, comme l’expérience mystique l'est par l'athéisme même, dans leur commune tentative d'approche « asymptotique » de l'indicible, et la conscience aiguë qu'ils en ont tous deux : le poète et le mystique, a fortiori celui qui est à la fois poète et mystique comme Angelus Silesius :

« On peut même y trouver une sorte de beauté que l’on pourra préférer à toute vérité de la raison. Mais que faire d’une spiritualité religieuse qui se fonde sur le néant de la divinité ? Si Dieu n’est pas un être en notre sens (Heidegger dirait un « étant »), est-ce à dire qu’il n’est pas ? Le néant de Dieu du mystique est-il assimilable à ce que l’athée tient pour la non-existence de Dieu ? »

### ... pour «penser le rien»?

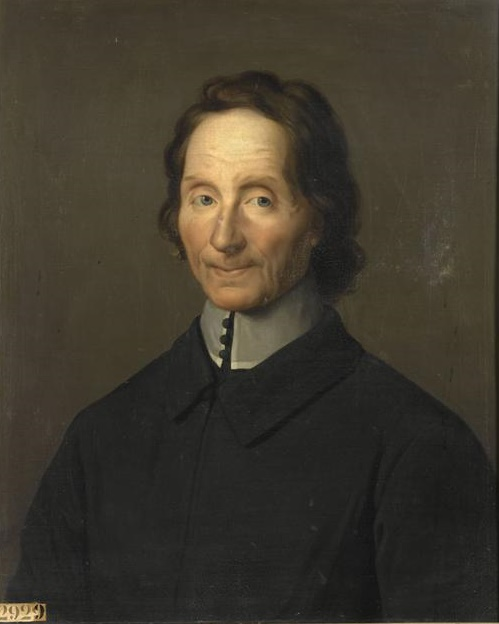
Nicolas Malebranche philosophe, prêtre oratorien et théologien (1638-1715), peint par Paul Jourdy en 1841 d’après Jean-Baptiste Santerre (1651–1717), original conservé au collège des Oratoriens de Juilly, puis au château de Versailles.

Malebranche, notre théologien et métaphysicien éminemment rationaliste, cité par Le Brun / Lebiez, a tranché pour sa part : « penser le rien c’est ne rien penser ».

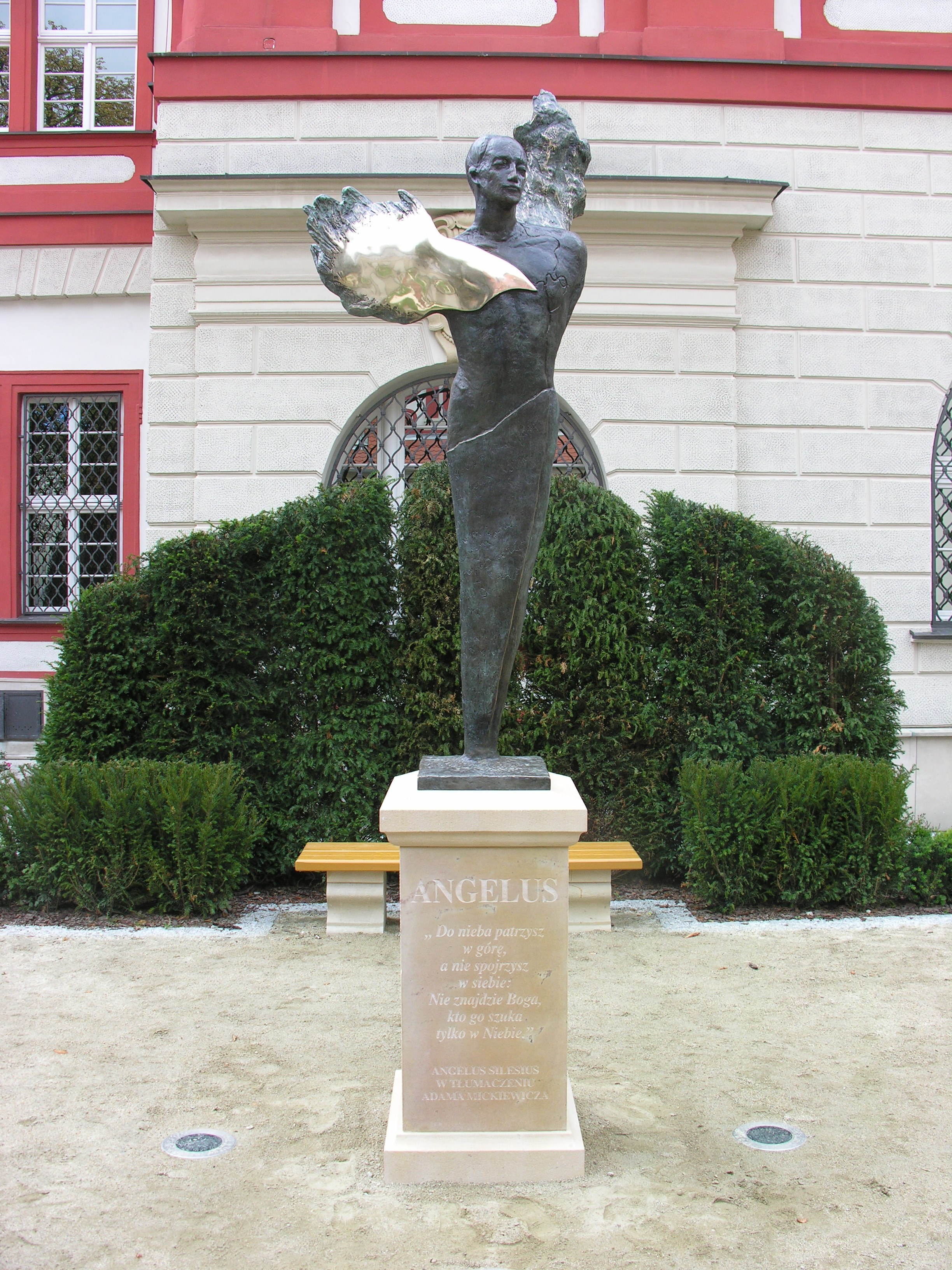
Monument commémoratif d’Angelus Silesius à Wrocław (Breslau).

Pour le mystique c’est exactement le contraire, et la porte étroite de sa foi en Dieu tient tout entière dans ce paradoxe : « la pensée du rien n’est pas une absence de pensée. Reste à tenter de dire ce qu’il en est ».
Que pourrait alors être le contraire du point de vue de Malebranche sur « penser le rien » dans une perspective mystique ? Quelque chose comme : « penser le rien c'est le seul moyen de tenter de penser le Tout ». Et même : « penser le rien c'est se placer au cœur même de l'acte de penser en tant que tel, hors tout objet de pensée illusoire, dont la présence divertit et masque l'essentiel qui se trouve dans le fait même de penser ». Essayer de penser le rien permettrait alors de débarrasser la pensée d'une "objectivation" superflue, de se dispenser de l'objet de pensée parce qu'il parasiterait la « conscience océanique » du Tout. D'ailleurs, le Cogito de Descartes est lui aussi une pensée "hors tout". Et, déjà chez Parménide : « c'est une même chose que le penser et l'être », ce qui rend tout aussi facultatifs l'objet et l'objectivation de la pensée. On trouvera un développement intéressant de cette question de la "pensée du rien" dans le livre de Yannick Courtel paru en 2013 : Essai sur le rien, et dont Philippe Capelle-Dumont a fait une recension précise. Roger Munier, déjà évoqué et traducteur attentif de Silesius, commente ainsi cette thèse de Courtel dans la préface qu'il consacre à cet ouvrage :

« Le Rien n'est pas, sans doute, c'est même la définition qui en parle le mieux, au plus ras de lui-même. Mais il est pourtant ressenti. Sourdement, mais réellement ressenti. Moins à la faveur d'une démarche intellectuelle, toujours seconde, que d'une intense intériorisation de l'expérience vécue, et notamment d'une des plus fondamentales qui soient à cet égard : celle de l'angoisse. La tonalité propre de l'angoisse nous met en prise sur le Rien. Mais ce Rien la précède. Comment, s'il se peut, nous en tenir à lui, l'atteindre en lui-même dans son esquive ? »

Le mystique ajouterait sûrement, à celle de l’angoisse, l’expérience vécue de la Présence paradoxale de Dieu dans son absence même. D’où, pour lui, cette importance de la démarche consistant à tenter de penser le rien pour « L'atteindre en Lui-même dans son esquive »… Cette démarche n'est pas sans rappeler la construction d'un « christianisme "gnostique" intériorisé » par Silesius selon Érik Sablé, déjà évoquée dans la section consacrée ici au « Voyageur chérubinique » .
Pour Angelus le mystique, en effet, il s'agit de trouver Dieu au « plus intime de l'intime de moi-même » comme pour Augustin (Confessions III, 6, 11), d'où ses exhortations à chercher « le Ciel en toi », parce que « le cœur humain est capable d'enclore entièrement le Très-Haut » qui est pourtant « démesurément au-delà de toute mesure » (voir ci-dessous la section "Exemples"). Ce concept théologique de "Dieu plus intime que l'intime" apparu chez Augustin d'Hippone, se retrouve aussi chez Maître Eckart, et a été beaucoup étudié en ce début de XXIe siècle du point de vue historique, métaphysique et théologique.
Et donc, approcher le "rien" par la pensée devient une des voies possibles pour ressentir la présence divine, en soi, du "Tout ineffable", ainsi que l'indique le titre piquant du dernier livre de Jacques Le Brun, historien des religions et philosophe français, hélas récemment décédé (6 avril 2020) de la COVID-19 : Dieu, un pur rien (Angelus Silesius, poésie, métaphysique et mystique). Les épigrammes du Pèlerin chérubinique en tout cas veulent le prouver en le donnant à éprouver par l’action, et par la « magie » de l’écriture poétique.

### Silésius et Pascal
Encore s'agit-il d'une pensée entraînée par les pratiques mystiques (présentes dans toutes les traditions religieuses), et mêlée de méditation, de prière, et d'émerveillement contemplatif, ainsi que rompue à la méticulosité systématique, calquée sur celle des mathématiques, que met en œuvre un Spinoza, mais aussi parfois Maître Eckart et d'autres théologiens "négatifs". Pensée systématique qui affleure, certes (n'oublions pas la formation scientifique, pour le XVIIe siècle, qu'Angelus Silesius a reçue), si ce n'est que Silesius, quoiqu'adossé à l'édifice d'une pensée complexe construite depuis l'Antiquité et le Moyen Âge qu'il a d'aileurs passionnément explorée, s'exprime plutôt, du fait de la brièveté aphoristique de ses distiques déjà remarquée, par fulgurances poétiques mystérieuses et provocantes. Un peu comme son exact contemporain, le Pascal des Pensées, avec lequel il est assez souvent comparé, comme le fait par exemple sa traductrice Camille Jordens :

« Tout comme celle de son contemporain Pascal (1623-1662), l'œuvre d'Angelus Silesius (1624-1677) est un point d'intersection où se rencontrent la littérature, [la pensée] et la spiritualité. [...] À la fois médecin et poète, doué d'un esprit profondément spirituel, Silesius fait partie d'un cercle qui entend réformer le luthéranisme officiel dans le sens de l'intériorisation et de l'expérience mystique. En quête d'absolu, Silesius y trouve un milieu d'incubation qui permet le développement de sa réflexion théologique. Succède alors une phase de créativité intense durant laquelle culture mystique et veine poétique se combinent pour donner naissance au Pèlerin chérubinique, le chef-d'œuvre d'un jeune auteur de trente-trois ans. »

C'est justement cette « intersection » qui insuffle l'inspiration et nourrit l'originalité de leurs deux œuvres, comme elle permet la comparaison de leurs vies. Comme Silesius en effet, Pascal a connu une expérience mystique fulgurante, dans la nuit du 23 au 24 novembre 1654, dite la Nuit de feu, dont il a témoigné dans son Mémorial. Comme Silesius, Pascal a lu avec ferveur les mystiques, notamment Jean de la Croix, pendant sa retraite au château de Bienassis. L'un et l'autre ont connu une formation scientifique (Pascal l'ayant actualisée beaucoup plus que Silesius). Et comme Pascal appartenant de manière épisodique au courant janséniste (voir la section Pascal et Port-Royal (1654 - 1662) de l'article consacré à Blaise Pascal), animé d'une volonté réformatrice minoritaire en son siècle et parfois persécutée, Silesius s'est lui aussi rallié à l'effervescence d'un courant minoritaire et réformateur, prônant une évolution mystique à des autorités religieuses protestantes qui n'en voulaient pas, et il a été inquiété pour cela.

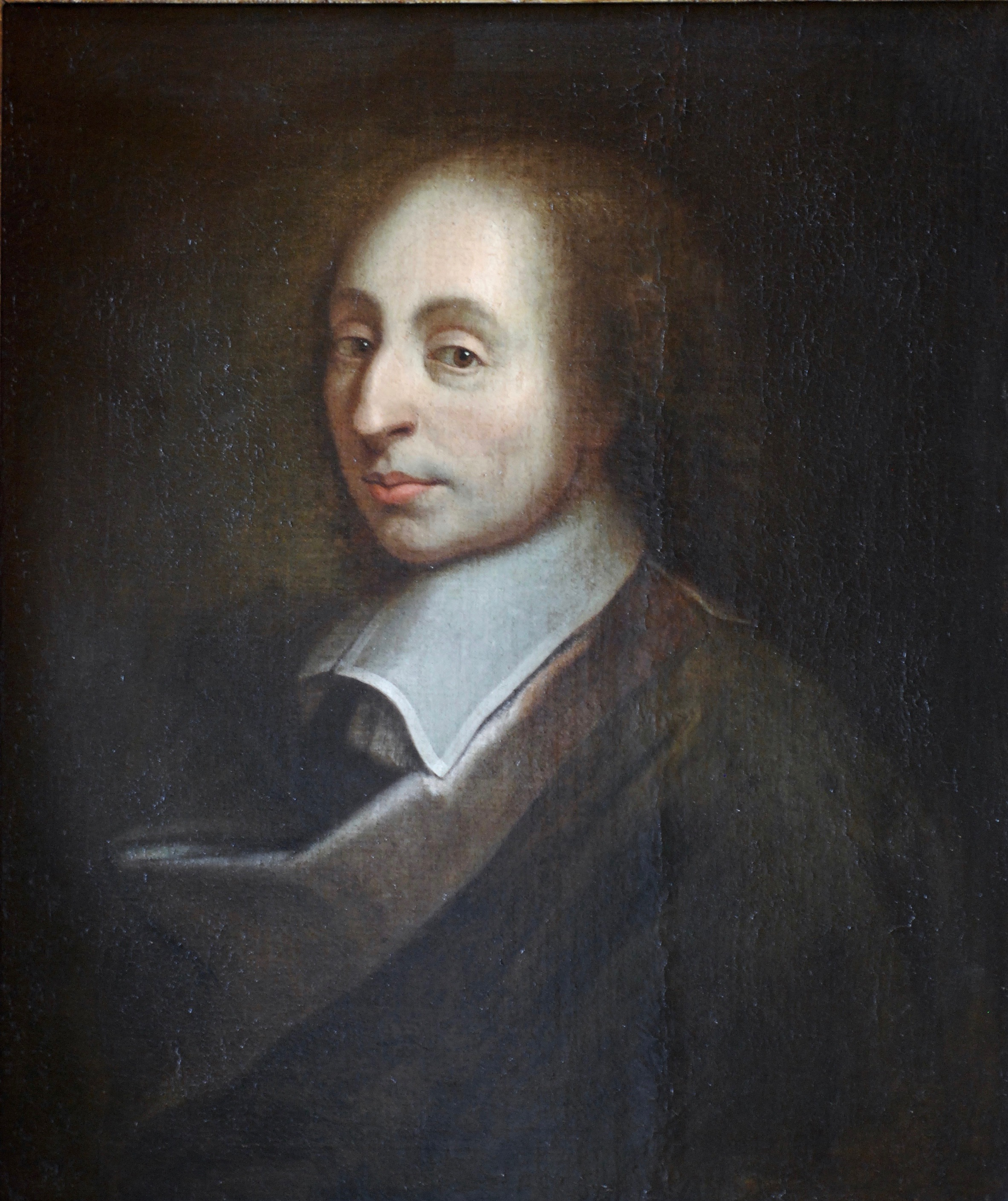
Blaise Pascal (1623-1672), copie anonyme d’une peinture de François II Quesnel et d'une gravure de Gérard Edelinck en 1691, conservée au château de Versailles.

Philosophique, spirituelle et poétique, leur œuvre, pour Christian Ruby, n'est pour autant « pas une œuvre d’Église, fût-elle tout de même catholique. C’est une œuvre vraiment mystique et émanant d’un mystique ». Et l'on peut justement à certains égards, comparer le Pèlerin chérubinique de Silesius aux Pensées de Blaise Pascal, alors qu'« on réduit souvent [cette œuvre] au modèle de la pensée mystique de la Contre-Réforme en culture germanique. Autrement dit, elle combine adroitement une formulation mystique, une poétique pastorale, une lecture particulière du Cantique des cantiques et des synthèses philosophiques de Saint Augustin, Maître Eckhart, Paracelse, Jacob Böhme, extrêmement fines et habiles […] ».
Et surtout leur œuvre concourt à la définition de ce que Ruby appelle « une subjectivité baroque », et c'est ce qui fait toute leur importance à ses yeux :

« La seconde raison implique la question de la définition du sujet baroque. Qu’est-ce qu’un tel sujet ? Si apparemment l’essentiel réside dans les « exercices spirituels » du mystique, il ne faut pas longtemps pour découvrir que le « cœur du croyant » (c’est la même expression que celle de Pascal) est déjà plein de Dieu ([voir notamment les distiques] : 49, 50, 60, 106, 133, 167), et que séparé du corps presque "mort d’avance", selon la perspective dualiste (35, 150), il peut s’identifier directement à Dieu (3, 4). […] chacun [est] à soi-même son propre médiateur, donc aussi son Christ, et l’Église tout à la fois (180). Autant dire que Dieu absolu, éternel, et le sujet baroque deviennent les objets réciproquement décalés de la plus pure des figures baroques : l’ellipse, soit : « Dieu en moi et moi en lui », deux pôles, mais une seule figure, deux points et un cercle anamorphosé, une perfection partagée [céleste et terrestre à la fois] ».

### «Kénose» chrétienne et «vacuité» orientale
Pour ce qui est de cette approche mystique de l'entité divine, à la fois si proche et si lointaine, tellement ineffable qu'elle transcende absolument et mystérieusement nos concepts humains de l'être et du rien, rappelons aussi que même pour l'orthodoxie catholique, Dieu, ainsi que la divinité de Jésus, ne se définissent pas seulement par la plénitude, la toute-puissance et l'omnipotentialité, mais aussi par le concept théologique complexe (et longuement débattu) de la « kénose » soit l'évidement, le dépouillement de soi-même, l'humilité, la traversée même du néant. Cette kénose serait le processus par lequel Jésus assume pleinement la dimension humaine de l'Incarnation, et par lequel l'omnipotence de Dieu, pour ce que justement elle ne connaît aucune limite, peut donc aussi se muer en son contraire : l'humilité absolue. Ce qui permet de constater que les thèses apophatiques et les paradoxes mystiques ont infusé depuis longtemps dans le dogme catholique. Ce concept de kénose rejoint aussi la mise en perspective par Emmanuel Levinas du concept d'être chez Heidegger.
La kénose en tant que concept théologique n'est pas non plus sans évoquer celui de « vacuité de la vacuité » qui est au centre de la vision du monde bouddhiste. Bien que ces univers de pensée restent distincts et culturellement assez éloignés, l’œuvre du philosophe japonais Masao Abe, spécialiste des religions comparées, explore en détail ce rapprochement. On pourra consulter à ce sujet la thèse d'Alex Galland : Bouddhisme et christianisme chez Masao Abe dans la perspective du « pur amour », accessible en ligne, qui conteste, après en avoir exposé l'essentiel, la validité de ce rapprochement entre kénose chrétienne et vacuité bouddhiste.

### Exemples
Cette influence de la théologie négative est sensible aussi dans de nombreux poèmes de Silesius, comme ceux qui évoquent la nature énigmatique et incommensurable de Dieu, et Sa présence ineffable. C'est le cas par exemple des aphorismes en distiques (et autres épigrammes) suivants, sélectionnés ici à l'aune de leur proximité avec les raisonnements de la théologie négative :
| « Si tu aimes quelque chose, tu n'aimes rien vraiment. Dieu n'est ni ceci ni cela. Laisse le "quelque chose". » — Le Pèlerin chérubinique, Cherubinischer Wandersmann [C.W. en abrégé], Livre I, poème 44 Ou bien : « La prière du silence : Dieu excède, au point qu'on ne saurait parler. Rien ne vaut mieux pour L'adorer que le silence. » — C.W., I, 240 Ou encore : « Il faut passer Dieu même : Où se tient mon séjour ? Où moi et toi ne sommes. Où est ma fin ultime à quoi je dois atteindre ? Où l'on n'en trouve point. Où dois-je tendre alors ? Jusque dans un désert, au-delà de Dieu même. » — C.W., I, 7 Ou enfin, quand la transcendance absolue se mue en immanence sublime : « La circonférence est dans le point, le fruit dans la graine, Dieu, l'infini, dans la finitude : Sage est celui qui Le cherche au-dedans de l'univers fini. [trad. alt. en alexandrins : Le cercle est dans le point, le fruit est dans la graine, Dieu dans le monde : sage est celui qui L'y cherche.] » « Nul grain de poussière n'est si mauvais, nul petit point si infime, Que le sage n'y voie Dieu et toute sa Gloire. » « L'éternelle Déité doit tant aux hommes Que, sans eux, Elle aussi perd cœur, courage et sens. » — C.W., I, 259 « Rien ne me semble haut : je suis la plus haute des choses Car Dieu Lui-même, sans moi, ne compte pour rien à Ses yeux. » — C.W., trad. Maël Renouard, p. 105, Rivages poche no 464 | « Sans jouissance rien ne subsiste Sans jouissance rien ne dure, Dieu doit jouir de soi; Sinon son essence comme l'herbe sécherait… » — C.W., 1331, trad. Roger Munier « Arrête! Où cours-tu donc quand le Ciel est en toi? En cherchant Dieu ailleurs, tu Le manques à coup sûr. [trad. alt. : Et chercher Dieu ailleurs, c'est Le manquer toujours.] » « Je ne sais qui je suis, je ne suis qui je sais : Une chose et non une chose, un point nul et un cercle. » « Mon Dieu, si je n'existais pas, vous non plus n'existeriez pas Puisque moi, c'est vous, avec ce besoin que vous avez de moi. » « Plus tu connaîtras Dieu, et plus tu sauras Que tu es incapable de lui donner un nom. » « Dieu est une grande merveille. Étant tout ce qu'Il veut, Il veut tout ce qu'Il est, sans mesure et sans but. » « Dieu demeure dans une lumière où nulle voie ne mène : Qui ne devient pas elle, ne le verra jamais de toute éternité. » « Dieu est un Éclair brillant, et aussi un Néant sombre, Que nulle créature ne contemple avec sa lumière. » — C.W., 1494 « Le Très-Haut est démesurément au-delà de toute mesure, nous le savons. Pourtant un cœur humain est capable de l'enclore entièrement. » — C.W., III, 135 « On peut nommer le Dieu Très-Haut de tous les noms ; Comme on peut par ailleurs ne Lui en attribuer aucun. » — C.W., V, 196 « Dieu : Il est rien et Il est tout, et ce sans arguties. Essaie donc de m'indiquer ce qu'Il est, aussi ce qu'Il ne serait pas. » — C.W., V, 197 |

C'est d'ailleurs aussi le cas du plus connu d'entre eux : « La Rose est sans pourquoi […] » (voir ci-dessous).

## Postérité

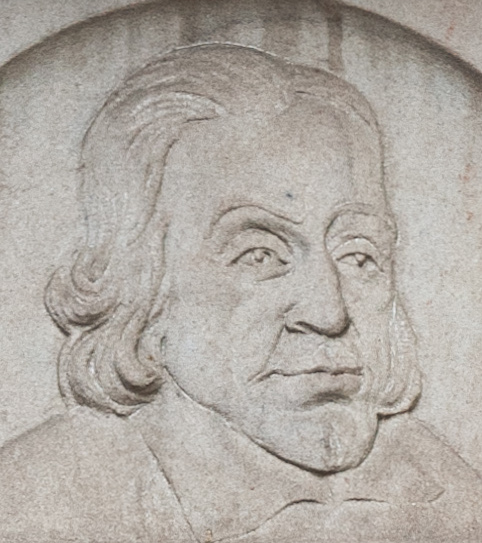
Bas-relief représentant Johannes Scheffler dit Angelus Silesius. Détail de la plaque commémorative sur l’église Saint Matthieu à Breslau, alias Wrocław (voir ci-dessus la section « Mort »).

Angelus Silesius a été beaucoup lu par les poètes et philosophes de culture allemande dès le XVIIe siècle, et surtout depuis le XIXe siècle où il fut redécouvert. Son influence posthume s'étend jusqu'à Rilke, Schopenhauer et Heidegger. Ainsi, Roger Munier, auteur d'une traduction de référence de L'Errant chérubinique, a écrit :

« Salué par les plus grands, de Leibniz à Heidegger, en passant par Hegel et Schopenhauer, l'écho de son œuvre sur la pensée profane n'a cessé de s'amplifier. En nombre de points, et sans doute pour l'essentiel, la méditation de Silesius nous apparaît aujourd'hui proche du zen. »

En effet, sans qu'il puisse être probablement question à l'époque d'une quelconque influence réciproque, certains passages de l’œuvre de Silesius, par leur caractère laconique et abrupt, et son habileté à manier le paradoxe, peuvent évoquer ce que l’on connaît aujourd’hui du zen, notamment dans sa pratique du kōan (école Rinzai), dont les propositions utilisent les rapprochements incongrus, la provocation par l’absurde, les apories d’un raisonnement saturé de contradictions insolubles. Toutes ces techniques langagières visent pour le maître à provoquer chez son disciple la surprise et la déception de toute logique intellectuelle, afin d’élever son niveau de conscience et de le rapprocher du Satori, lui permettant enfin le discernement entre l'éveil et l’égarement dans des questions sans fin et sans réponse. Ce chemin de méditation invite le disciple à « dissoudre » ces contradictions (plutôt que les résoudre puisque c’est logiquement impossible) dans la vacuité du non-sens, pour exténuer les tensions du moi, et développer l’intuition au-delà de toute compréhension intellectuelle. Vivre et ressentir plutôt que raisonner, ce qui est aussi une caractéristique de l’attitude mystique,.
Il n'est que de voir d'ailleurs (ci-dessous) le nombre et la variété des traductions en français de son œuvre maîtresse pour constater que la gloire posthume d'Angelus Silesius est toujours actuelle, peut-être redoublée aujourd'hui par la curiosité de la pensée occidentale pour la pensée « non duelle » de l'Orient, comme nous le suggèrent Roger Munier et Érik Sablé.

### Influence: les métamorphoses de la Rose, depuis Ronsard via Silesius

#### Chez Stéphane Mallarmé et Rainer Maria Rilke

##### Mallarmé…
On l’a dit, Silesius fut redécouvert et relu surtout à partir du début du  XIXe siècle, et on peut y repérer particulièrement l’influence de ses distiques de la rose, par exemple de celui-ci :

« La roseLa rose que contemple ici-bas ton œil de chair

A déjà fleuri de la sorte en Dieu dans l'éternel »

— Angelus Silesius, Le Pèlerin chérubinique, livre I, poème 108.

Et surtout du plus célèbre d’entre eux :

« Sans pourquoiLa Rose est sans pourquoi, elle fleurit parce qu'elle fleurit,

N’a cure d’elle-même, ne se demande pas si on la regarde »

— Angelus Silesius, Le Pèlerin chérubinique, livre I, poème 289.

L’abandon aux forces fluentes de la vie incitant au lâcher prise, qui s’y dessine, redouble désormais la thématique traditionnelle de la tristesse de l’éphémère qui était celle de la rose depuis le Moyen Âge, et surtout depuis la fameuse rose de « Mignonne… » chez Ronsard.

Ronsard : poète, et Cassandre : muse, face contre face.Refermez le livre : les voici étroitement embrassés !…
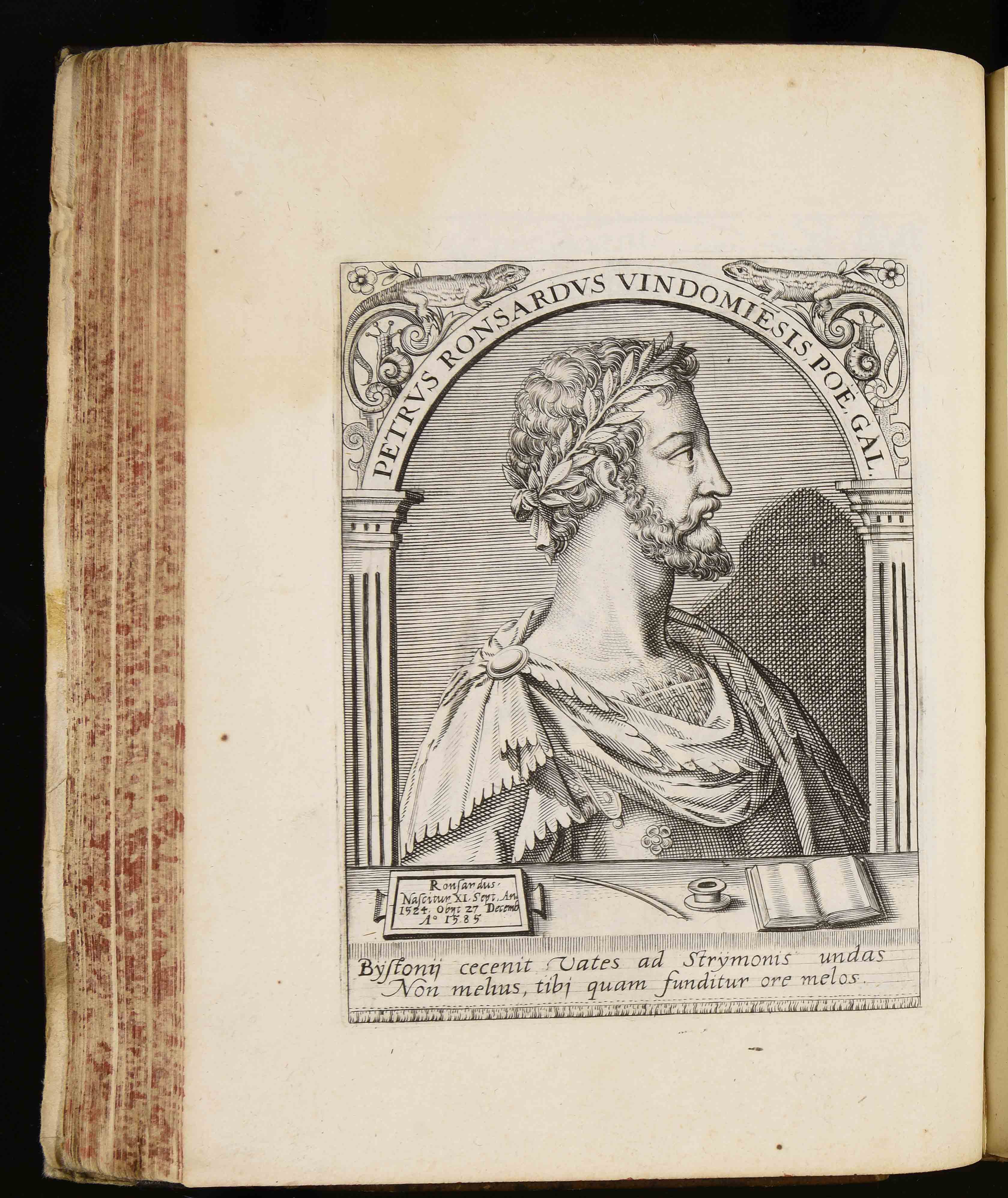
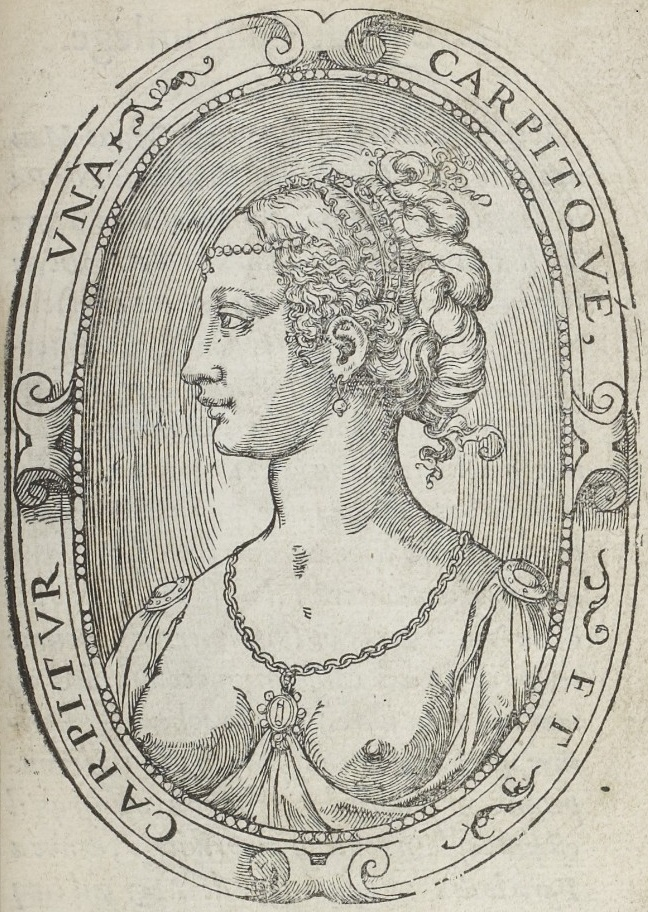
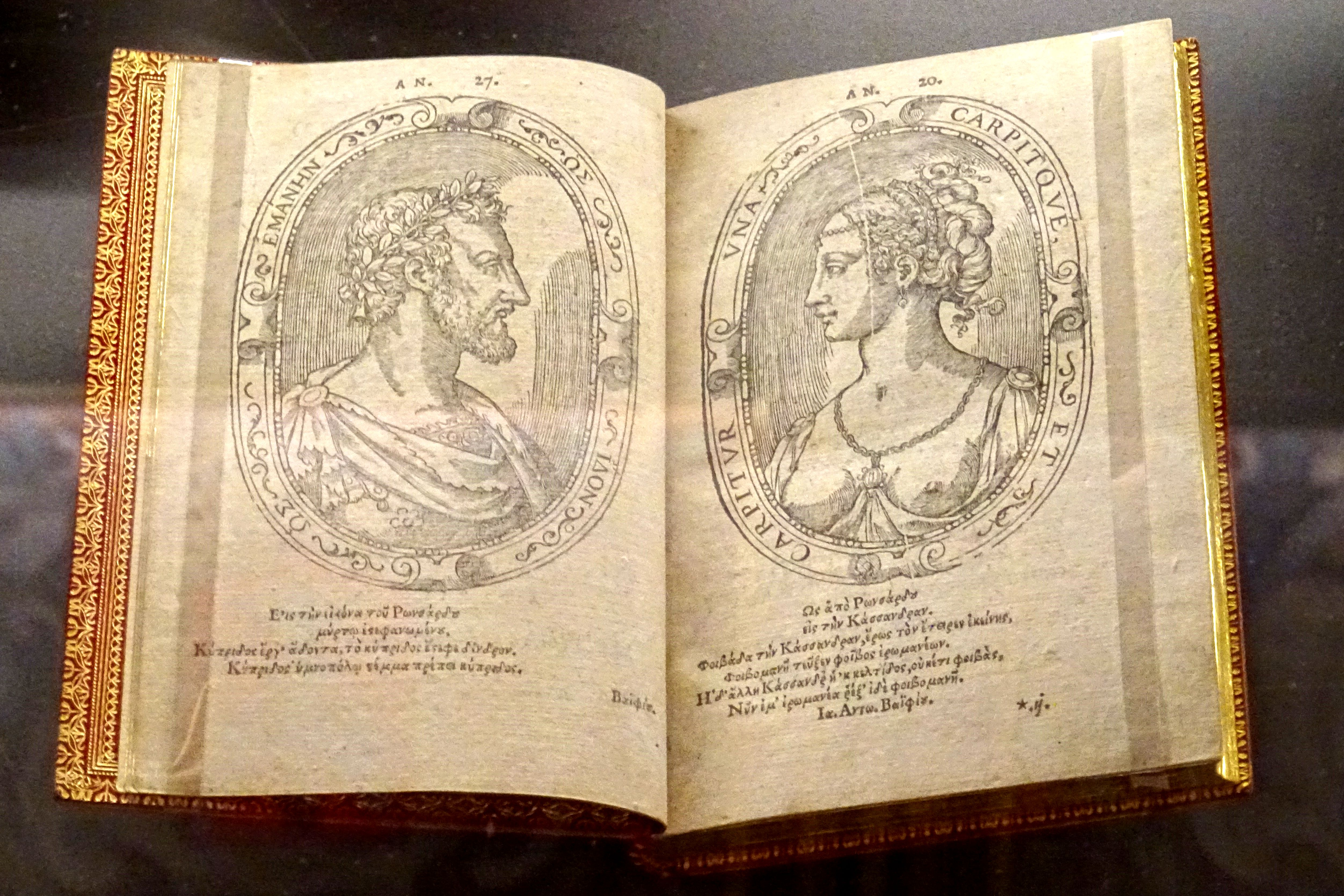

• À gauche : portrait de Pierre de Ronsard, gravure, dans Jean-Jacques Boissard : Bibliotheca sive Thesaurus virtutis (« La bibliothèque ou le trésor des vertus »), publié par William Fitzer en 1627 à Francfort-sur-le-Main  (conservé à la Bibliothèque communale de Trente).
• Au centre : portrait de Cassandre Salviati à 20 ans, celle pour qui fut écrite la célèbre Ode XVII, « Mignonne, allons voir si la rose… » ; elle est en frontispice des premières éditions (ici celle de 1553) des Amours de Ronsard, en regard d'un portrait du poète à 27 ans.
• À droite : Bibliothèque Condé, frontispice d'une nouvelle édition : Les Amours… nouvellement augmentées par lui, Ronsard, Paris, veuve de Maurice de La Porte, 1553 (2e état) : les deux amoureux en regard l'un de l'autre…
Et en effet, comment ne pas voir l’influence de la lecture de Silesius quand on suit tout au long de ce siècle comment se file la métaphore et se multiplient les métamorphoses du symbole de la rose, la fleur par excellence, dont la beauté fugace et rayonnante, insolente, le parfum enivrant, l’expression de féminité, et la fragilité têtue forment une réserve de poésie et de questionnement inépuisable, au cœur même de l'impossible — ou difficile pour le moins — conjonction de la beauté et du sens, de l'éternel et de l'éphémère, du désir et de la mort ?

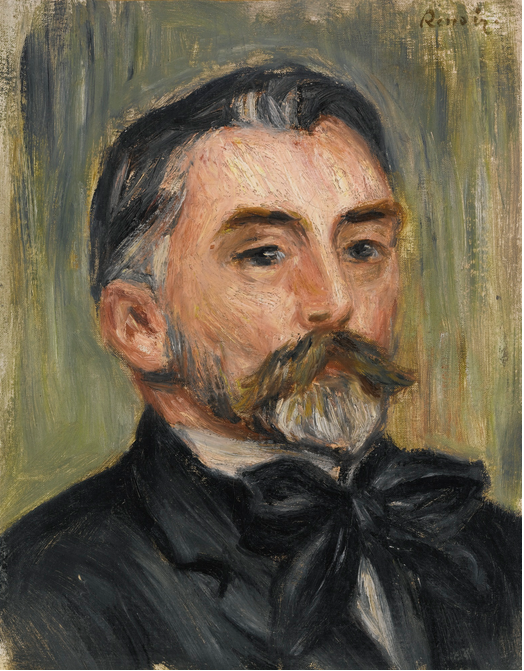
Portrait de Stéphane Mallarmé (1842-1898), peint par Auguste Renoir en 1892.

Ainsi par exemple chez Mallarmé, qui hausse « la pratique poétique au niveau d’un culte, d’une expérience mystique, d’une véritable quête de l’Idéal, mieux vaudrait dire une hantise, soit une entreprise métaphysique » : à la rose de Silesius dont la réalité immédiate et la présence absolue disqualifient tout langage, néantisent les mots, exténuent et excèdent toute communication possible, et nous montrent les limites de notre intelligence du monde, répond en miroir chez Mallarmé la rose langagière qui absente le réel :

« Je dis : une fleur ! et, hors de l’oubli où ma voix relègue aucun contour, en tant que quelque chose d’autre que les calices sus, musicalement se lève, idée même et suave, l’absente de tous bouquets. »

À laquelle répond à son tour Rainer Maria Rilke, sans la contredire seulement mais revenant plus près, peut-être, de la rose de Silesius, de sa présence irréductible, indiscutable, et sans « inquiétude » causale :
Des critiques l’ont souligné : les œuvres et les poétiques de Mallarmé et de Rilke sont en dialogue fructueux depuis l’entrée en poésie du second ; ils ont été un temps contemporains, et on connaît l’admiration du jeune poète autrichien pour celui qui fut surnommé par ses pairs « le Prince des poètes », son aîné. Et ceci est particulièrement vrai à propos de la riche thématique de la fleur-reine, à laquelle ils sont tous deux souvent revenus, en échos plus ou moins proches l’un de l’autre, comme de la rose de Silesius.

Par exemple, pour Mallarmé, ces extraits de son poème Les Fleurs: 

« Et, pareille à la chair de la femme, la rose

Cruelle, Hérodiade en fleur du jardin clair,

Celle qu’un sang farouche et radieux arrose !

[…]

Ô Mère, qui créas en ton sein juste et fort,

Calices balançant la future fiole,

De grandes fleurs avec la balsamique Mort

Pour le poëte las que la vie étiole. »

Ou encore, dans Hérodiade : 

« Triste fleur qui croît seule et n’a pas d’autre émoi

Que son ombre dans l’eau vue avec atonie. »

##### … et Rilke

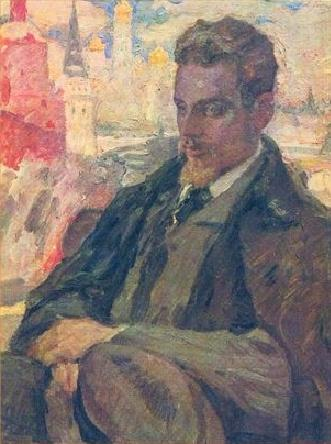
Portrait de Rainer Maria Rilke (1875 - 1926) par le peintre Leonid Pasternak, Rilke à Moscou (peint en 1928).

On trouve aussi des échos évidents de la rose de Silesius parsemés dans l’œuvre de Rilke, mais concentrés particulièrement à la fin de sa vie. Il a terminé sa vie à la « Tour Isolée », le petit manoir de Muzot, à Veyras, tout près de Rarogne où il est enterré, dans le canton du Valais, en Suisse. C’est là qu’en « février 1922, Rilke est envahi par un élan créateur sans pareil. En l’espace de ces quelques jours, il écrit quatre nouvelles Elégies et en complète deux autres, commencées antérieurement. Il y aura dix Élégies de Duino, en fin de compte. Presque en même temps naîtra, entre le 2 et le 23 février, un cycle composé de 55 poèmes dont la valeur intrinsèque ne cède en rien à celle des Élégies : les Sonnets à Orphée. Les deux cycles paraîtront en 1923. ».
« En quelques jours d’immédiat saisissement, alors que je pensais m’attaquer à autre chose, ces sonnets [à Orphée] m’ont été donnés. » (Rilke, lettre à Gertrud Ouckama-Knoop, le 7 février 1922). C’est « Le temps de l’accomplissement » (selon la formule de Philippe Jaccottet, poète suisse vaudois francophone et traducteur de Rilke). « Ce fut une tempête qui n’a pas de nom, un ouragan dans l’esprit. » (Rilke, lettre à Marie de la Tour et Taxis, le 11 février 1922). Sa maladie, particulièrement incurable alors (la leucémie, diagnostiquée tardivement), et la conscience probable de sa mort prochaine, n'y sont peut-être pas étrangers.
Un peu plus tard, dans la paix retrouvée grâce sa terre d’accueil, après cet ouragan intérieur créatif, Rilke se livre à des « essais de latinité ». Parmi ses travaux de traduction en allemand de poèmes français (notamment ceux de Valéry), il écrit de courts poèmes ciselés directement en français, car il veut célébrer en langue française ce paysage qui s’accorde à son âme, ce lieu qui lui permet l’isolement nécessaire à son intense création, puis lui insuffle patiemment assez de sérénité pour s’en remettre. Rilke considère en effet le Valais comme une région de langue française, et son séjour long et heureux dans cette région l’incite à pratiquer cette langue, comme en remerciement, et avec un bonheur d'expression, un plaisir évident, pas seulement dans sa correspondance, mais aussi en poésie.
Bien que la majorité de son œuvre soit en allemand, Rilke composa donc plus de 400 poèmes en français dédiés au canton du Valais. De 1924 à 1927, sont ainsi écrits et paraissent aux Éditions de La Nouvelle Revue française : « Vergers » et les « Quatrains Valaisans », « Tendres impôts à la France », puis « Les Fenêtres » et « Les Roses ». Ses amis parisiens André Gide, Edmond Jaloux, Romain Rolland et Maurice Betz leur réservent un accueil chaleureux et enthousiaste. Et ils sont bien accueillis par la critique française. Ainsi Pierre Guéguen souligne la musicalité du langage : « Jamais le français de Rilke n’a été si pur. Il atteint au chant sans effort ; toutes les syllabes lui sont amies et nous sont amour. ».
C’est ce dernier recueil des Roses qui nous intéresse particulièrement ici, car c’est lui qui contient en filigrane de nombreux échos des roses de Silesius et de celles de Mallarmé. Notons qu’il a été récemment publié à part aux Éditions de l’Aire (Suisse), en un Beau-livre avec des photographies de Nicole Weber. Ces échos s’entendent particulièrement, par exemple, dans les quatrains suivants (choisis isolément pour leurs résonances avec les distiques de Silesius) :
| « Été : être. Été : être pour quelques jours/ le contemporain des roses ;/ respirer ce qui flotte autour/ de leurs âmes écloses.// Faire de chacune qui se meurt/ une confidente,/ et survivre à cette sœur/ en d'autres roses absente.// (Rainer Maria Rilke, Les Roses, XIV, 1924). » | « Rose, eût-il fallu te laisser dehors,/ chère exquise?/ Que fait une rose là où le sort/ sur nous s’épuise ?/ Ton innombrable état te fait-il connaître/ dans un mélange où tout se confond,/ cet ineffable accord du néant et de l'être/ que nous ignorons ?/ […] J'ai une telle conscience de ton/ être, rose complète,/ que mon consentement te confond/ avec mon cœur en fête. […]// » | « Une rose seule, c'est toutes les roses/ et celle-ci: l'irremplaçable,/ le parfait, le souple vocable/ encadré par le texte des choses./ Comment jamais dire sans elle/ ce que furent nos espérances,/ et les tendres intermittences,/ dans la partance continuelle. […]// » « Est-ce en exemple que tu te proposes?/ Peut-on se remplir comme les roses,/ en multipliant sa subtile matière/ qu'on avait faite pour ne rien faire ?// » |
| « Rose, toute ardente et pourtant claire,/ que l'on devrait nommer reliquaire/ de Sainte-Rose…, rose qui distribue/ cette troublante odeur de sainte nue./ Rose plus jamais tentée, déconcertante/ de son interne paix ; ultime amante,/ si loin d'Ève, de sa première alerte -,/ rose qui infiniment possède la perte.// » « Dis-moi, rose, d'où vient/ qu'en toi-même enclose,/ ta lente essence impose/ à cet espace en prose/ tous ces transports aérien ? […]// » | « Seule, ô abondante fleur,/ tu crées ton propre espace;/ tu te mires dans une glace/ d'odeur. […]/ Ne parlons pas de toi. Tu es ineffable/ selon ta nature./ D'autres fleurs ornent la table/ que tu transfigures./ On te met dans un simple vase -,/ voici que tout change:/ c'est peut-être la même phrase,/ mais chantée par un ange.// »                                               | « C'est toi qui prépares en toi/ plus que toi, ton ultime essence./ Ce qui sort de toi, ton ultime essence./ Ce qui sort de toi, ce troublant émoi,/ c'est ta danse./ Chaque pétale consent/ et fait dans le vent/ quelques pas odorants/ invisibles./ Ô musiques des yeux,/ toute entourée d'eux,/ tu deviens au milieu/ intangible.// »                                                                                                 |
| « Je te vois, rose. Je te vois, rose, livre entrebâillé,/ qui contient tant de pages/ de bonheur détaillé/ qu'on ne lira jamais. Livre-mage,/ qui s'ouvre au vent et qui peut être lu/ les yeux fermés…,/ dont les papillons sortent confus/ d'avoir eu les mêmes idées./ […] Pendant des jours et des jours je te vois/ qui hésites dans ta gaine serrée trop fort./ Rose qui, en naissant, à rebours/ imites les lenteurs de la mort.// »                            | « Contre qui, rose,/ avez-vous adopté/ ces épines ?/ Votre joie trop fine/ vous a-t-elle forcée/ de devenir cette chose/ armée ?/ Mais de qui vous protège/ cette arme exagérée ?/ Combien d’ennemis vous ai-je/ enlevés/ qui ne la craignaient point ?/ Au contraire, d’été en automne,/ vous blessez les soins/ qu’on vous donne.// »                                                     | « Dirait-on. Abandon entouré d'abandon,/ tendresse touchant aux tendresses…/ C'est ton intérieur qui sans cesse/ se caresse, dirait-on ;/ se caresse en soi-même,/ par son propre reflet éclairé./ Ainsi tu inventes le thème/ du Narcisse exaucé.// » |

Le lyrisme mais aussi le mysticisme, on le sait, sont deux traits marquants de la poésie de Rilke. À la lumière de ces derniers poèmes et de ces interrogations s’illuminent, l’un par l’autre, un peu en clair-obscur, l’énigme de la Rose mystique de Silesius, ainsi que le mystère de l’épitaphe souhaitée par Rilke sur sa tombe et qui a donné lieu à de nombreuses interprétations :

« Rose, ô pure contradiction, désir

de n’être le sommeil de personne sous tant de

paupières. »

#### Chez Jorge Luis Borges
Dans une série de lectures et conférences intitulées Siete Noches (Sept Nuits, 1980), l’écrivain et poète argentin Jorge Luis Borges déclare que selon lui l’essence même de la poésie peut tenir tout entière dans un seul vers de Silesius. Borges écrit :

« Je terminerai avec un vers immense du poète qui, au XVIIe siècle, prit le nom étrangement réel et poétique d’Angelus Silesius. C’est le résumé de tout ce que j’ai dit cette nuit − si ce n’est que moi j’ai dit cela en tentant de raisonner, en un simulacre de raisonnement. Je le dirai d’abord en espagnol, et puis en allemand :

“La rosa es sin porqué; florece porque florece.
Die Rose ist ohne warum; sie blühet weil sie blühet”
 [“La rose est sans pourquoi, elle fleurit parce qu’elle fleurit”]. »

Les références à Silesius sont constantes dans l’œuvre de Borges, depuis ce jour de 1923 où il trouva ce livre dans une librairie de Genève et en a fait l’un de ses auteurs de chevet. Constantes, mais diverses. Ainsi, dans un texte de 1933, intitulé Elementos de preceptiva (Règles élémentaires), il écrit :

« Nous lisons que « la rose est sans pourquoi » dans le premier livre du Cherubinischer Wandersmann de Silesius. Eh bien moi j’affirme le contraire, j’affirme qu’une tenace conspiration de pourquois est indispensable pour que la rose soit rose. Je crois qu’il faut toujours plus d’une cause pour la gloire instantanée ou le fiasco immédiat d’un vers. Je crois dans les mystères raisonnables, pas dans les miracles sauvages. »

Plus tard, en 1964, il cite à nouveau ces vers, mais cette fois sans plus les prendre à contre-pied : « Die Rose ist ohn Warum. […] La sentence du mystique vise à [nous] prévenir [de] la possible profanation que renferme toute analyse de la beauté ».
Néanmoins, que la rose existe avec ou sans cause n’est pas une question pour la rose, mais pour l’œil qui la regarde. Finalement le « panenthéisme » de Silesius, pour Borges, insisterait sur le fait que la rose et l’œil ne sont rien d’autre que deux aspects occasionnels de l’unité essentielle de tout ce qui existe. « Se détacher revient à l’homme capable de Dieu ; mais se détacher de Dieu même est une déprise à laquelle peu d’hommes parviennent », écrit Angelus.

Borges a essayé ce détachement philosophique et contemplatif, et parfois il a semblé l’avoir atteint. Mais il a seulement pu admirer de loin, avoue-t-il, le « détachement du détachement », auquel très peu d’hommes parviennent. La double négation valant une affirmation renforcée, celui-ci n’aboutirait-il pas finalement à la compassion ? Et cette logique de la négation de la négation, ou négation au carré, Borges la traque dans le sillage de Silesius, à savoir que si l’on peut dire de l’esprit et de la conscience qu’ils sont, comme les anciens dieux, la lumière du monde, les deux écrivains rappellent qu’il n’y a pas de lumière si ce n’est par l’obscurité qui l’enveloppe et d’où elle jaillit ; qu'aucun son, aucune musique et aucune note ne peut vibrer si ce n’est sur le fond vivant du silence qui les contient, les environne et les devance ; qu'il n’y a pas d’espace sans le vide d’où il surgit, ni de temps sans l’éternité instantanée qui le soutient et l’imprègne. Cette obscurité luminescente, cette vacuité, ce vide sonore ne sont pas un simple néant mais au contraire la plénitude absolue. Comme Borges le fait, Silesius avait exploré les perspectives quasi illimitées de cette apparente contradiction, dans des distiques comme celui-ci : 

« Dieu hors de la créature

Va où tu ne peux pas ; vois où tu ne vois pas,

Écoute où rien ne bruit, tu es là où Dieu parle. »

— Angelus Silesius, Le Pèlerin chérubinique, livre I, poème 199 (traduction Henri Plard).

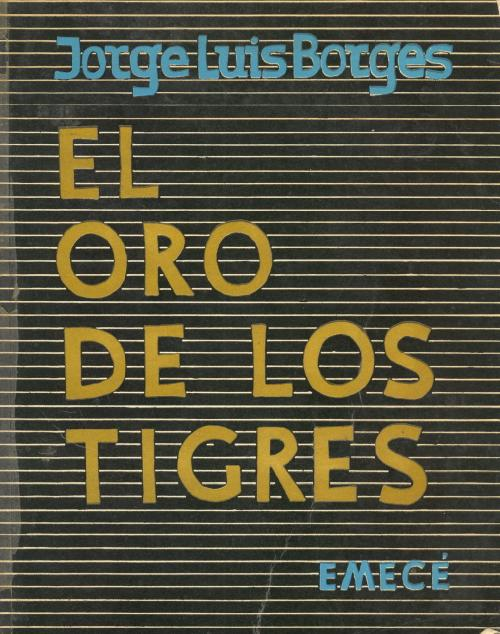
Couverture originale du recueil de poèmes de Jorge Luis Borges, L'Or des Tigres.

Quant au distique final du Voyageur chérubinique, Borges le cite à part pour conclure son essai Nueva refutación del tiempo (« Nouvelle réfutation du temps ») dans Otras inquisiciones (repris et traduit dans Enquêtes puis Autres inquisitions, 1952, trad. Paul et Sylvia Bénichou), sans le traduire :
« Freund, es ist auch genug. Im Fall du mehr willst lesen,

So geh und werde selbst die Schrift und selbst das Wesen. »
— Angelus Silesius, Cherubinischer Wandersmann, VI, 263 (1675).
Borges aurait traduit ailleurs : « Maintenant c’est assez, mon ami. Si tu veux continuer à lire, transforme-toi toi-même en le livre et la doctrine » (Libro del cielo y del infierno (« Le livre du ciel et de l'enfer, 126 »)). Dans une conversation postérieure avec Juan José Arreola (en 1978, dans la forteresse de Chapultepec, État de Mexico), il en proposera une version légèrement différente : « Ami, ça suffit. Au cas où tu voudrais continuer à lire, sois toi-même le livre et toi-même l’essence ». Ou mieux encore (en alexandrins) : « Ami, j'arrête là. Si tu veux lire encore, / Va, toi-même deviens l'écriture et l'essence », qui est identique à la traduction de Roger Munier.
L’influence du mysticisme est sensible tout au long de l’œuvre de Borges, spécialement dans sa poésie, où il fait souvent référence à Silesius, l’un des seuls devant qui il entrouvrit à demi sa « cuirasse agnostique ». Par exemple on pourra relire son poème Al idioma alemán (« Pour la langue allemande ») extrait de son recueil El Oro de los Tigres (« L’Or des Tigres »), 1972, accessible en ligne. Cette influence et cette sensibilité au paradoxe initiée chez Borges par Silesius est perceptible aussi dans la curiosité que Borges a toujours témoignée envers le bouddhisme, et qui s'exprime dans son essai : ¿Qué es el budismo? (« Qu’est-ce que le bouddhisme ? ») en 1976.

#### Chez Martin Heidegger et Paul Celan

##### Heidegger…

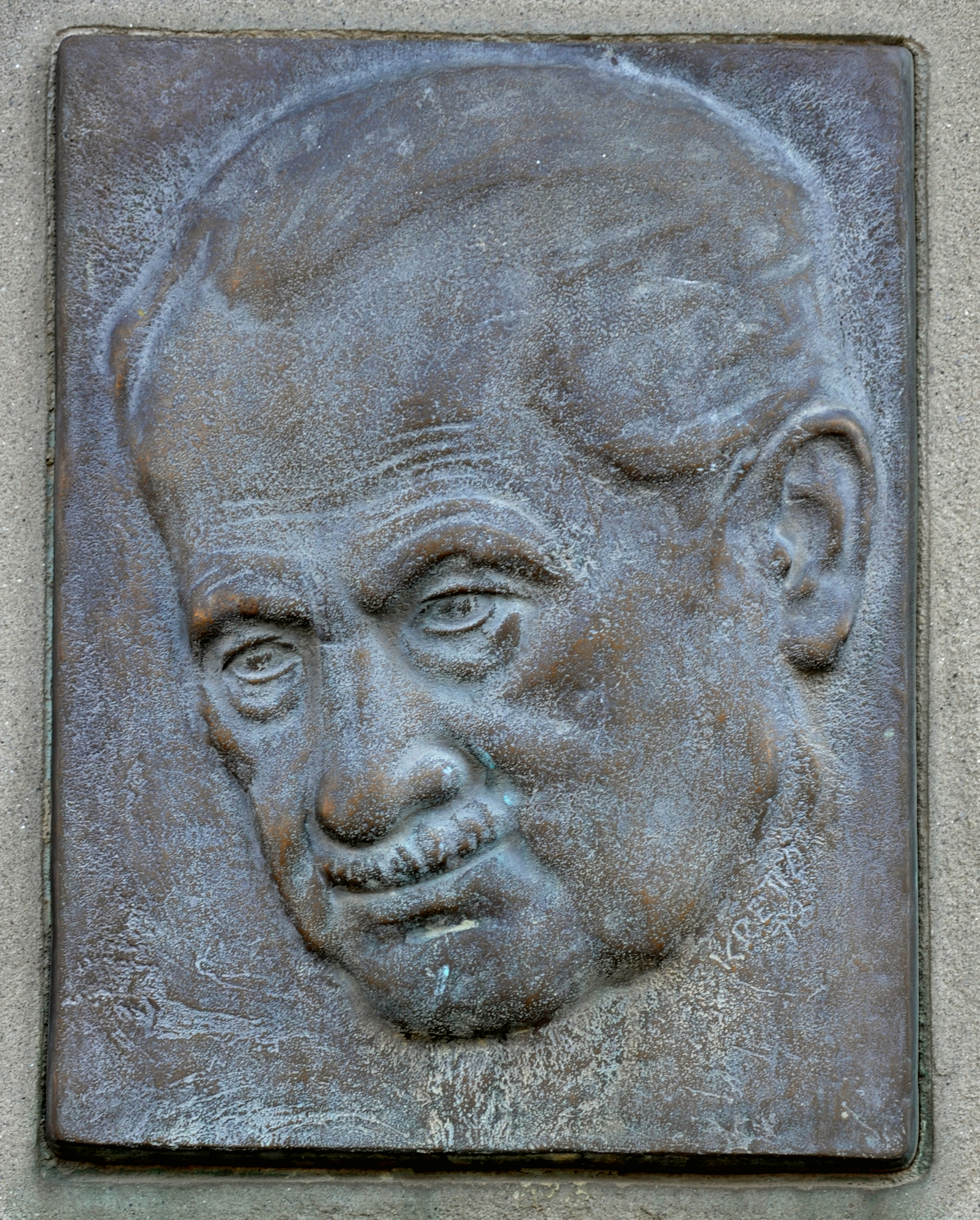
Plaque commémorative sur la maison de Heidegger (1889 - 1976). Portrait de Martin Heidegger datant de 1978 (donc deux ans après sa mort).

Ces deux mêmes vers de la « rose », célèbres et souvent cités/commentés, auxquels Borges revient sans cesse, rejoignent également le centre de la pensée heideggerienne (voir aussi section suivante). Soit, en version originale, dans le Premier Livre du Cherubinischer Wandersmann  (« Le Pèlerin chérubinique ») :
« Ohne Warum Die Ros' ist ohn' Warum, sie blühet weil sie blühet,

Sie ach't nicht ihrer selbst, fragt nicht, ob man sie siehet. »
— Le Pèlerin chérubinique, livre I, poème 289
Dont voici maintenant des variantes de traduction pour le deuxième vers (le premier étant toujours traduit presque de la même façon) :

« Sans Pourquoi La Rose est sans pourquoi, elle fleurit parce qu'elle fleurit,

N'a pour elle-même aucun soin, – ne (se) demande pas : suis-je regardée ?

/ N'a souci d'elle-même, ne désire être vue

/ Et ne cherche en rien à savoir si on la voit. »

— Le Pèlerin chérubinique, livre I, poème 289

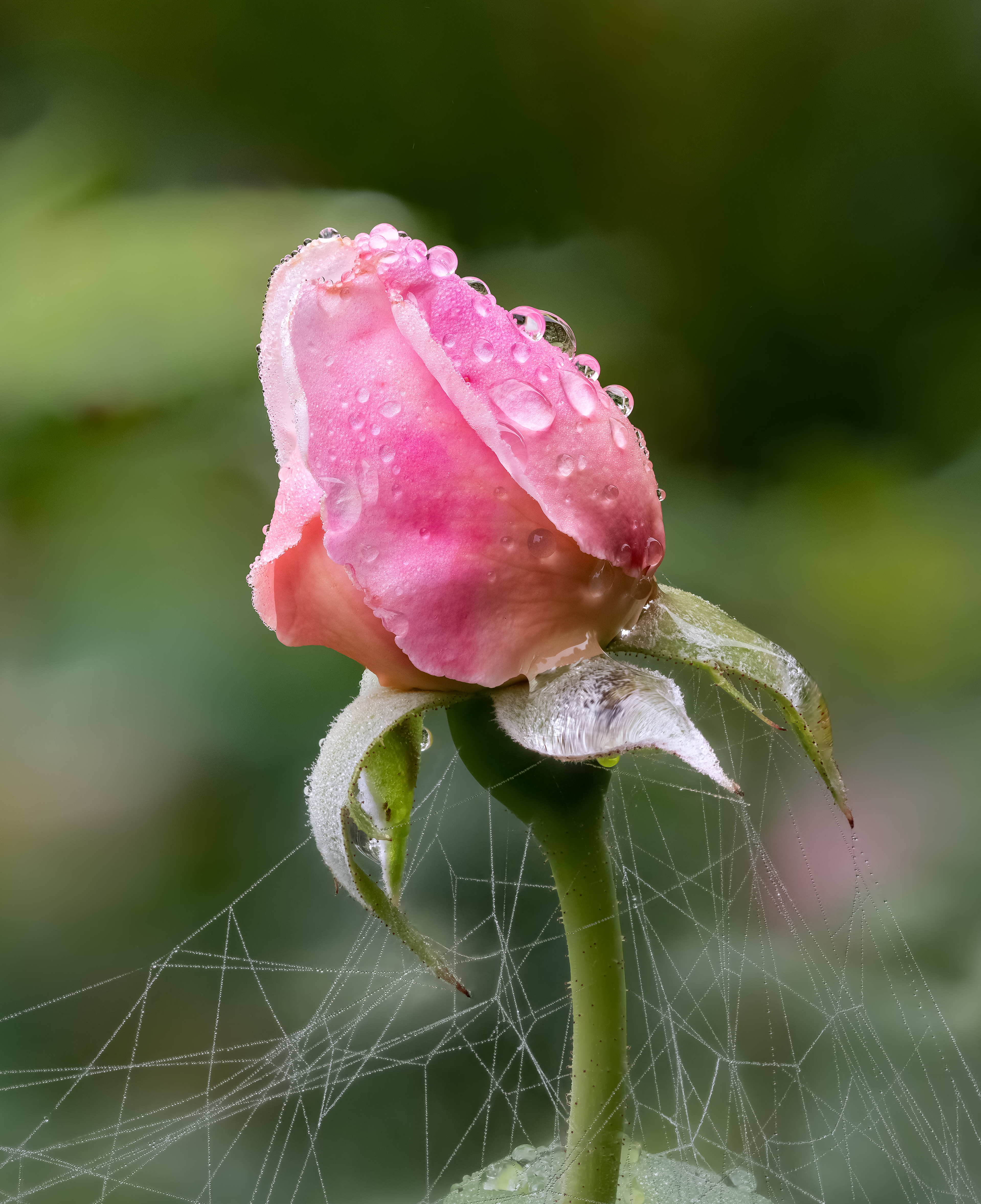
(The Reeve, variété de Rose anglaise). Au cœur secret…

Par le truchement de ces deux vers, en explorant leur énigme et en s'appuyant aussi sur son analyse des thèses de Leibniz et de Hegel, Heidegger a exploré dans nombre de ses ouvrages les problèmes théoriques que pose le mysticisme, son accès direct, comme en « raccourci », à un certain type de vérité et d'adhésion immédiate, de connectivité renforcée à la profondeur de champ du réel. Il y définit une théorie de la vérité comme phénoménale et défiant toute explication rationnelle, comme un complément nécessaire quoique contradictoire au Principium reddendae rationis sufficientis de Leibniz, le principe de raison suffisante.
Comme le souligne Jonathan Chauveau dans son article du journal Libération du 14 mai 2004 à l'occasion de la parution de la traduction complète de Maël Renouard du Voyageur chérubinique chez Payot-Rivages, le commentaire qu'Heidegger a proposé de cette fameuse rose sans pourquoi n'a pas été pour rien dans la renommée du mysticisme et le regain de popularité d'Angelus Silesius au cours de la seconde moitié du XXe siècle, et encore en ce début de XXIe siècle. Et notamment parce qu'il présente les aperçus que nous offre notre mystique silésien comme un recours contre la perte de sens, la froideur et l'anxiété engendrées par l'entrée dans la civilisation technique. Surtout lorsque sa montée en puissance coïncide, au sortir de la Seconde Guerre mondiale, avec la prise de conscience de la barbarie de la Shoah :

« [Heidegger] présente la rose « sans pourquoi » comme un modèle de sagesse pour âge de technique : à l'image de cette fleur, belle sans volonté d'être rose, nous devrions nous défaire du souci et parvenir à une forme d'abandon. Distinguée, la fleur mystique fut ensuite recueillie par La Rose de personne (1963) du poète Paul Celan, parfois appelé l’Angelus Novus. »

##### … et Celan
- Chanter encore après l'Indicible...

Après les horreurs de la guerre et la tentative d'extermination des juifs en effet, le grand poète Paul Celan, de langue allemande mal gré qu'il en eût, ainsi que l'explique le critique George Steiner, s'affronte à l'insoluble dilemme d'exprimer à la fois l'insoutenable, ainsi que la possibilité de survivre quand même au sein de la beauté du monde, dans la langue même du monstrueux bourreau pour son recueil de poèmes La Rose de personne :

« Un poème de Celan est un absolu, bien que lui-même en soit venu à postuler et à décréter sa réalisation impossible. C'est un absolu brouillé avec le langage, brouillé avec l'entreprise littéraire ; brouillé avec les critères et les pratiques dominants de la communication. Polyglotte — Celan est un traducteur magistral de six ou sept langues —, le plus novateur et le plus grand des poètes lyriques allemands après Hölderlin a vécu comme presque insupportable son propre recours à la langue allemande […]. L'allemand est la langue des bouchers qui exterminèrent ses parents, la prodigalité humaine du monde dans lequel lui-même grandit. L'allemand est la langue qui a formulé des obscénités antisémites et une volonté d'anéantissement sans précédent. […] Pour Celan, aucun artifice de purgation, aucun oubli conditionné, ne saurait débarrasser l'allemand du virus de l'infernal. […] Comment une poésie, une prose dont la parataxe subtile, dont la précision radicale confine à la magie, mais dont la source et le sous-texte durables sont Auschwitz et la condition spectrale du Juif par la suite, peut-elle orner, enrichir, perpétuer la vie de la langue allemande ? »

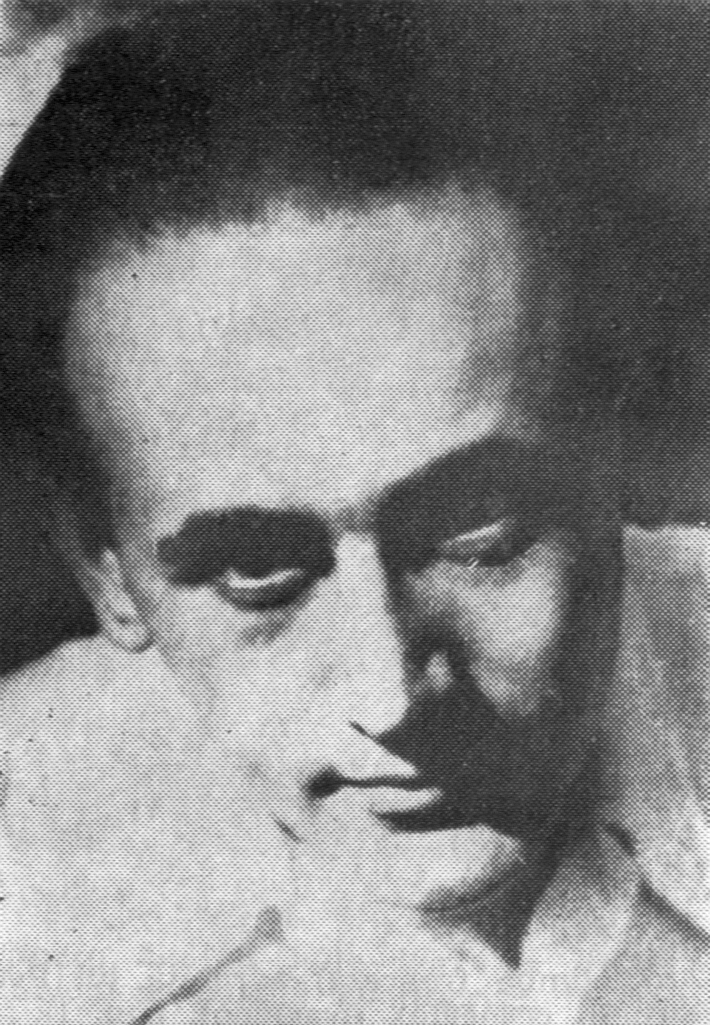
Le poète Paul Celan (1920–1970), en 1945.

À l’exemple de Kafka son aîné, Celan entretient donc des rapports hautement problématiques avec sa propre langue, l’allemand. Ils ont l’un comme l’autre le désagrément fatidique voire fatal de « vivre dans leur langue maternelle comme en terre étrangère ». Ainsi Kafka avait écrit dans une lettre de juin 1921 à son ami Max Brod qu’il vivait son œuvre comme le débris contradictoire d’un difficile chemin à frayer entre des impossibilités, opposées deux à deux (et dans l’ordre décroissant d’intangibilité) : pour un juif de Prague du début du siècle comme lui, il est tout ensemble : 1A-impossible de ne pas écrire, 1B- imposible d’écrire, 2A- impossible d’écrire en allemand, 2B- impossible d’écrire dans une autre langue. Quel que soit le degré de prémonition de Kafka sur le totalitarisme et l’horreur à venir (une vingtaine d’années avant la guerre et la tentative de génocide des juifs technocratiquement et froidement organisé), ce sinistre pressentiment est lisible en tout cas dans l'ensemble de son œuvre. Il explique probablement ce vécu douloureux de l’allemand pour Kafka, vécu qui ne peut prendre qu’une dimension d’autant plus tragique pour Celan après l’holocauste annoncé.
On sait que Vladimir Jankélévitch ne put sortir de ce terrible dilemme moral de l'impossible pardon, qu'en refusant radicalement après la guerre tout ce qui avait trait de près ou de loin à la culture allemande, jurant « de ne plus jamais citer aucun philosophe allemand, de n’écouter ni Bach ni Beethoven, et de ne plus mettre les pieds en Allemagne jusqu’à sa mort. Ce refus fut chez lui une passion. C’est-à-dire une morale. [Passion tout aussi forte — et exigeante mais plus terrible et dramatique — que celle avec laquelle il avait aimé la musique et la philosophie allemandes avant-guerre, NDLR] ». Mais pour Celan il ne pouvait en aller de même, la culture allemande étant plus consubstantielle à son identité personnelle, car il s'agissait de sa propre langue maternelle.
Ce dilemme est en tout cas peut-être la raison principale pour laquelle Celan réfugie parfois sa parole dans l'hermétisme laconique, avec des audaces grammaticales, métriques et prosodiques, « langue d'éclats, de brisures », et que sa poésie « se fonde sur un domaine de références extrêmement large, qui va de la Bible aux lexiques des sciences naturelles, en passant par la Cabale, mais aussi par Rilke et Heidegger » et donc Silesius, tous appelés à la rescousse pour se colleter avec cette épouvante. Car Celan, revendiquant explicitement l'héritage de Silesius, rencontré sur les traces d'Heidegger qu'il a connu et dont il a exploré la pensée (tout en se démarquant bien sûr de sa compromission avec le nazisme), a pu ainsi reconstruire contre l'absurde, déposée au cœur de la beauté fragile de la rose, une capacité à chanter…
- ...malgré les raisons d'Adorno...

On se souvient en effet de l'intransigeante affirmation, abrupte et célèbre, d'Adorno, selon laquelle il n'y aurait « plus de poésie possible après Auschwitz », à laquelle répond le défi intime, ultra-sensible, des poèmes de Celan douloureusement arrachés au silence, non pas avec enthousiasme, ni jubilation verbale, pas même soulagement, mais avec une exactitude et une créativité langagières infiniment circonspectes, avec tristesse, avec désespoir, dans une déréliction et une mise à nu sans exemple...
Or, comme le dit Hans Magnus Enzensberger dans un bref essai sur Nelly Sachs : « Si nous voulons continuer à vivre, cette phrase [d’Adorno] doit être réfutée ».
Pour autant, d’après Günther Bonheim, « il ne s’agissait certainement pas, pour Adorno, d’une tentative visant à empêcher la poésie ». Adorno a donc dû préciser et nuancer sa pensée ainsi, pour évacuer quelques malentendus, dans des ouvrages plus récents. Par exemple, dans Les Fameuses Années Vingt :

« L’idée d’une culture ressuscitée après Auschwitz est un leurre et une absurdité, c’est pourquoi toute œuvre qui est finalement produite doit en payer le prix fort. Mais comme le monde a survécu à son propre déclin, il a néanmoins besoin de l’art en tant qu’écriture inconsciente de son histoire. Les artistes authentiques du présent sont ceux dont les œuvres font écho à l’horreur extrême ».

Dans la Dialectique négative se trouve même cette phrase plus conciliante soulignant une exception possible à  ce précepte tranchant : « La sempiternelle souffrance a autant de droit à l’expression que le torturé celui de hurler. C’est pourquoi il pourrait bien avoir été faux d’affirmer qu’après Auschwitz, il n’est plus possible d’écrire des poèmes. » Au « droit de hurler du torturé » d'Adorno répond en écho le poème lapidaire de Celan : Niemand / zeugt für den / Zeugen  (« Personne / ne témoigne pour le / témoin »).
Quelques pages plus tard, Adorno insiste pourtant encore une fois sur la situation paradoxale à laquelle est selon lui exposée la culture après Auschwitz. La défense de la culture aussi bien que le silence sur la rupture de civilisation (Dan Diner) constituent, l’une comme l’autre, une faute :

« Dans leur état de non-liberté, Hitler a imposé aux hommes un nouvel impératif catégorique : penser et agir en sorte qu’Auschwitz ne se répète pas, que rien de semblable n’arrive plus jamais. [Or : rien dans l’art qui le puisse garantir en aucune façon] : […] Auschwitz a prouvé de façon irréfutable l’échec de la culture. […] Toute culture consécutive à Auschwitz, y compris sa critique urgente, n’est qu’un tas d’ordures. […] Qui plaide pour le maintien d’une culture radicalement coupable et minable se transforme en collaborateur, alors que celui qui se refuse à la culture contribue immédiatement à la barbarie que la culture se révéla être. Pas même le silence ne sort de ce cercle ; il ne fait, se servant de l’état de la vérité objective, que rationaliser sa propre incapacité subjective, rabaissant ainsi de nouveau cette vérité au mensonge. [...] Aucune parole résonnant de façon pontifiante, pas même une parole théologique, ne conserve non transformée un droit après Auschwitz ».

Theodor W. Adorno (1903 - 1969)

« Non transformée ». Quelle transformation, donc ? Peut-on en sortir et comment ? Or, que nous dit ici précisément Adorno ? Que la culture est, depuis Auschwitz, entrée dans le temps de son impossible possibilité. Qu’elle est toujours forcément coupable  ― quel que soit le chemin réflexif, auto-critique, qu’elle emprunte ― de complicité avec l’horreur. Que le chant, donc, est devenu indécent. D’où la question qui, avec Celan, se pose, dans toute l’acuité de la conscience poétique en souffrance : « quelle poésie écrire dans le cercle de cette impossible possibilité ? Quelle poésie écrire qui puisse dans ce cercle faire encore "trou" ? ». Celan répond à cette question, et pas seulement par ses poèmes, mais aussi par sa réflexion et sa conception de la poésie :

« “Pas de poème après Auschwitz selon Adorno?”, écrit Celan en 1967. “Quelle est la conception du poème qu’on insinue ici ? L’outrecuidance de celui qui a le front de faire état d’Auschwitz depuis la perspective du rossignol ou de la grive musicienne.” Celan dénonce l’interprétation musicale qu’Adorno, passionné de Schönberg, donne de ce qui résonne dans les poèmes. Alors que pour Celan, ce qui résonne dans le poème-fugue est non pas « la mort au violon », comme on a pu le dire, mais la détonation de la balle qui tua sa mère. « Ce qui est dans le poumon est aussi dans la langue » disait la mère de Paul. Le poème, écrit-il, “c’est la présence d’un seul, qui respire”. Comme il le dit dans une lettre de 1962, “la poésie cela se respire”, “la poésie vous aspire”, “la pensée – muette – et c’est encore la parole, organise cette respiration ; critique, elle s’agglomère dans les intervalles ; elle dis-cerne, elle ne juge pas” ».

Si l’on prend au pied de la lettre la phrase selon laquelle les artistes authentiques du temps présent sont ceux dont les œuvres « font écho à l’horreur extrême », on pourrait formuler ainsi une micro-poétique du paradoxe de la littérature après et même sur Auschwitz : « elle irait dans le sens de l’idée que la représentation brute, le mimétisme intact sont interdits, mais que l’effroi est immanent au silence et au fait de se taire, et les maintient présents […] dans une dialectique réclamée de l’expression et du silence ».
Ces prémisses esthétiques et morales qu’honore la dialectique du mutisme, du silence et de l’expression esthétique dans le silence, sont justement celles auxquelles se conforment les poèmes de Celan, auquel Adorno rend finalement les armes dans la Théorie esthétique :

« Cette poésie est imprégnée de la honte de l’art devant la souffrance qui échappe à la sublimation autant qu’à l’expérience. Les poèmes de Celan veulent exprimer l’horreur extrême par le silence. Leur contenu de vérité même devient négatif. […] L’infinie discrétion avec laquelle procède le réalisme de Celan accroît sa force »,.

- ... la « Rose mystique » anonymée

La beauté fragile (insouciante ?) de la Rose de Silesius, est ainsi tendrement et tristement « recueillie » par Celan, puis délicatement déclinée : la rose est en effet le « personnage principal » de son livre, car, 

« comme le montre admirablement l'étude de Martine Broda qui figure en postface de l'ouvrage, La rose de personne est à considérer comme un livre et non comme un simple recueil. Il comporte un début et une fin, avec entre les deux un cheminement. À la fin quelque chose a changé. Entre le premier et le dernier poème, le livre raconte une histoire, décrit une trajectoire : celle de la « rose » en tant que métaphore. Loin d'être figé dans un seul signifié, le symbole de la rose subit, au fil des poèmes, une série de métamorphoses. Ce glissement progressif des significations est déjà annoncé dans le poème [qui lui sert de générique] : Psaume ».

Ce texte en effet est celui qui a donné son titre au recueil et qui se réfère le plus clairement au distique de Silesius, celui qui « résume » en quelque sorte, dans son murmure psalmodique justement, comme échappé malgré soi et troublant à peine le silence du survivant, le projet d’écriture singulier et paradoxal de Celan s’affrontant à l’Indicible, et trouvant une ressource par analogie dans la parole de Silesius, elle aussi nimbée de silence, et tentant de cerner l’Ineffable :
« Psaume

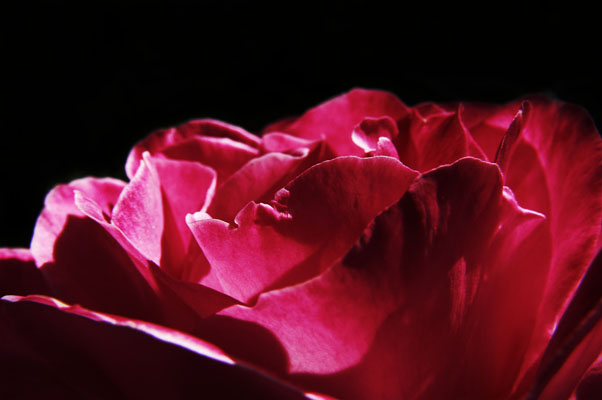
… oui, le cœur secret de la rose… sans pourquoi… [ni] de personne… n’être le sommeil de personne sous tant de paupières... pure contradiction du désir... pas d'autre émoi / que son ombre dans l’eau vue avec atonie...

Personne ne nous repétrira de terre et de limon,

personne ne bénira notre poussière.

Personne.

Loué sois-tu, Personne.

Pour l'amour de toi nous voulons

fleurir.

Contre

toi.

Un rien

nous étions, nous sommes, nous

resterons, en fleur :

la rose de rien, de

personne.

Avec

le style clair d'âme,

l'étamine désert-des-cieux,

la couronne rouge

du mot de pourpre que nous chantions

au-dessus, au-dessus de

l'épine. »
Outre le fait qu’ils ont l’un et l’autre vécu dans une époque fracassée par la guerre, ce n’est pas par simple coïncidence que leurs projets poétiques se définissent essentiellement par la soustraction et la négativité  — plutôt que par le trop-plein, la luxuriance, l’affirmation positive d’une "action de grâce"—  ce dont témoignent les titres SANS pourquoi et La Rose de PERSONNE.
Ceci évoque la possibilité de voir dans la « rose sans pourquoi » de Silesius, relayée au XXe siècle par les « roses » valaisannes de Rilke et par la « rose de personne » de Celan, des résurgences, ne serait-ce que par contraste, du mythe chrétien de la Rosa Mystica (« Rose mystique ») par lequel on évoque et invoque la Vierge Marie consolatrice (voir à ce sujet la section La Rose dans l'article consacré à La Rose de personne de Celan).

### Débat: la Rose est-elle vraiment «sans pourquoi»?

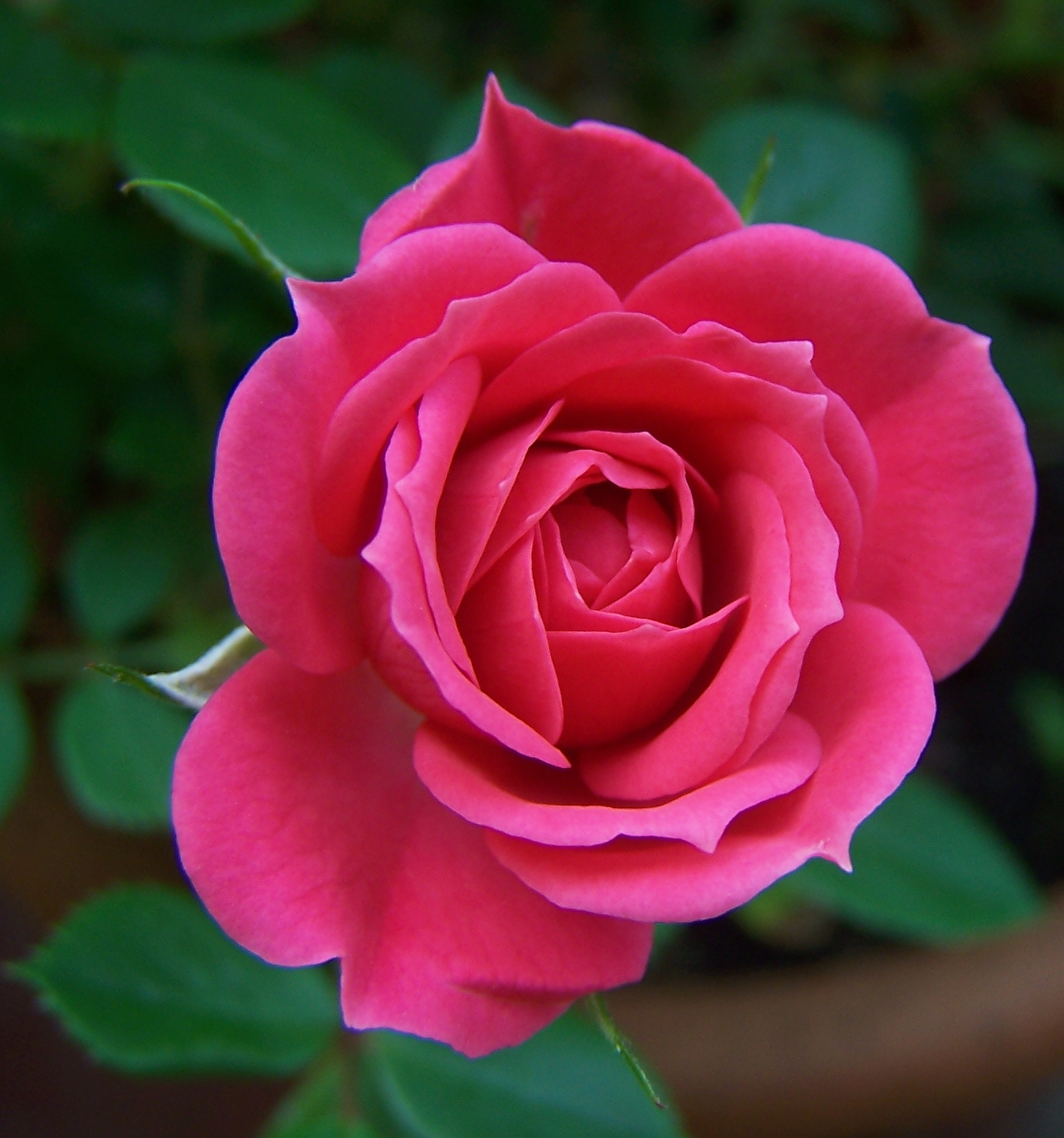
De la rose terrestre miniature…

#### Heidegger encore
Martin Heidegger a donc commenté, comme on l'a vu précédemment, ce fameux distique de la rose, intitulé Ohne Warum (« Sans pourquoi »), et à plusieurs reprises comme Borges. Notamment dans une conférence qui a été reprise dans Der Satz vom Gründ, paru à Pfullingen en 1957. Traduit par André Préau, préfacé par Jean Beaufret, ce texte a été publié avec d'autres par les éditions Gallimard en 1982 sous le titre général Le Principe de raison et repris en collection de poche en 1983. Heidegger met en perspective ce principe de raison suffisante à la lumière de la pensée mystique de Silesius pétrie, comme on l'a vu, de théologie négative, souvent suggérée par ses poèmes et par le plus célèbre d'entre eux cité ci-dessus.

Heidegger interprète ainsi la formule mystérieuse de ces deux vers : 

« L’homme diffère de la rose en ce que souvent, du coin de l’œil, il suit avidement les résultats de son action dans son monde, observe ce que celui-ci pense de lui et attend de lui. Mais, là même où nous ne lançons pas ce regard furtif et intéressé, nous ne pouvons pas, nous autres hommes, demeurer les êtres que nous sommes sans prêter attention au monde qui nous forme et nous informe, et sans par là nous observer aussi nous-mêmes. De cette attention, la rose n’a pas besoin. Disons, pour parler comme Leibniz : La rose pour fleurir n’a pas besoin qu’on lui fournisse les raisons de sa floraison. La rose est une rose sans qu’un reddere rationem, un apport de la raison, soit nécessaire à son être de rose. »

Et Heidegger de conclure ainsi : 

« La rose est sans pourquoi, mais elle n'est pas sans raison. “Sans pourquoi” et “sans raison” ne disent pas la même chose. C'est seulement cela que la sentence en question devrait d'abord rendre plus clair. La rose, pour autant qu'elle est quelque chose, ne sort pas du domaine où le très puissant principe (de raison) exerce sa puissance. Et pourtant la façon dont elle appartient à ce domaine est particulière, différente par conséquent de la manière dont nous autres hommes y séjournons. Bien courte, à vrai dire, serait notre pensée, si nous admettions que la sentence d'Angelus Silesius, n'a d'autre sens que d'indiquer la différence des manières dont la rose, dont l'homme, sont ce qu'ils sont. Ce que la sentence ne dit pas — et qui est tout l'essentiel —, c'est bien plutôt ceci qu'au fond le plus secret de son être l'homme n'est véritablement que s'il est à sa manière comme la rose − sans pourquoi,. »

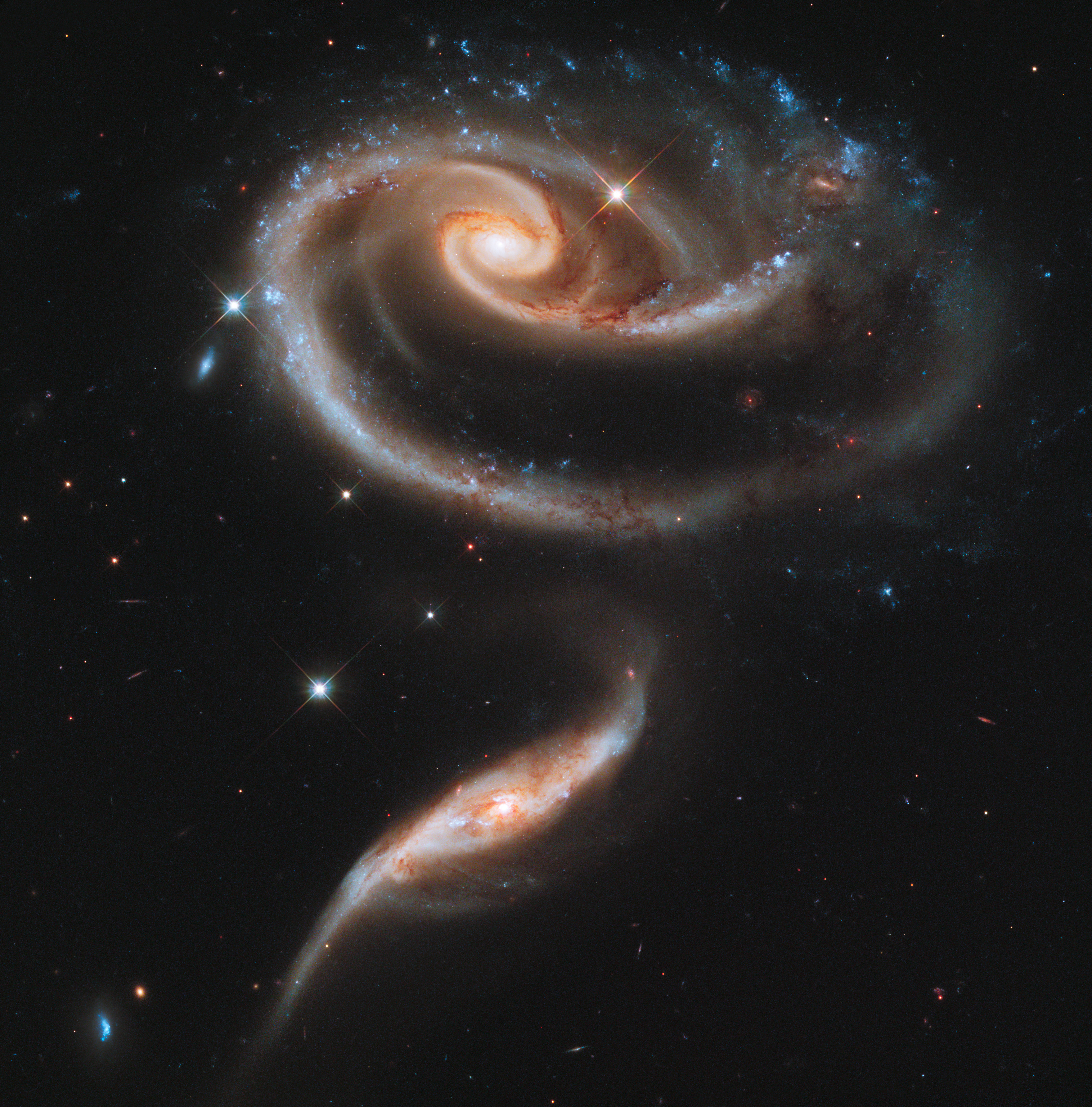
…à la rose cosmique (image réalisée par le télescope spatial Hubble.

#### Wittgenstein
D'ailleurs, Ludwig Wittgenstein allait lui aussi dans le même sens que Silesius et que cette dernière phrase de Heidegger lorsqu'il refusait, « pragmatiquement » pourrait-on dire, de séparer le végétal, l'animal et l'humain, postulant une unité profonde du vivant dans l'immédiateté du rapport au réel, en deçà de la « raison raisonnante » : 

« Pourquoi ne m'assuré-je pas que j'ai encore deux pieds lorsque je veux me lever de mon siège ? Il n'y a pas de pourquoi. Simplement, je ne le fais pas. C'est ainsi que j'agis. »

Ainsi, l'énigme de la « Rose sans pourquoi » de Silesius pose encore la question : la Beauté a-t-elle un sens ? Mais plutôt que de proposer la moindre esquisse de réponse, elle préfère laisser la question s'épuiser d'elle-même en son inanité inadvenue, pour montrer simplement son inutilité... et goûter la beauté.

« Pour une réponse que l’on ne peut pas formuler, on ne peut pas non plus formuler de question. L’énigme n’existe pas. »

— Tractatus logico-philosophicus

#### Perrin et Blanchot
À son tour, le philosophe Claude Stéphane Perrin, dans son bref ouvrage Philosophie et mysticisme − La rose de Silesius, critique cette interprétation heideggerienne, à qui il reproche d'être « abusivement comparative », de l’énigme de Silesius :

« Le commentaire de Heidegger […] me paraît également peu compatible avec celui de Silesius, puisque ce dernier ne cherchait pas quelque principe de raison. Son point de vue, sans doute mystique, était en effet inspiré par un amour divin (naturel) qui englobait tout simplement la floraison d'une rose sans chercher la consistance, la souveraineté et la perfection d'un reddere rationem pour l'homme.
 En fait, il n'est pas vraiment pertinent de penser une floraison en différenciant les relations entre les réalités humaines et végétales. Cela implique que le sans pourquoi de Silesius n'a pas de sens hors de son propre étonnement pré-philosophique (ou déjà philosophique ?) qui s'inscrit dans le cercle mystérieux du parce que. L'étonnement de ce parce que inexplicable de la rose ouvre en effet sur l'infinité des créations de la Nature en exprimant l'inexplicable certitude de l'incertain (le sans pourquoi) donc loin de tout reddere rationem. L'unité du réel, si unité il y a pour Silesius, requiert en fait un mystérieux panthéisme et une fusion de soi avec Dieu (c'est-à-dire avec la Nature [dirait Spinoza]) qu'ignorent les catégories de la raison, empiriques ou non, en tout cas incapables de rendre raison d'elle-même.
[…] En conséquence, pourquoi chercher à penser et parler au “nom de la rose” ? Sa présence (consciente et inconsciente, indivisément) nous échappe. Et il n'y a pas de pourquoi si elle ne sait pas ce qu'elle fait (son action matérielle). Du reste, la certitude étrange de l'acte simple de sa floraison exprime peut-être sa discrète participation aux forces infinies de la Nature. […] Et elle peut nous inspirer soit un silence immédiat à son sujet (voire le silence infini d'une contemplation), soit la répétition de quelques jeux du langage, de quelques balbutiements épars qui ne sauraient ni découvrir ni créer leurs fondements. »

Le même Perrin, d'accord en cela avec Jacques Le Brun, repère encore l'influence — d'ailleurs revendiquée par eux — de Silesius sur la pensée de Jacques Derrida et de Jacques Lacan, et aussi celle de Maurice Blanchot, par exemple lorsque celui-ci écrit, se souvenant du distique de la rose sans pourquoi et tout à fait dans cet esprit « silésien » d’une intuition abrupte, mais issue de l'affirmation complexe des fragments vivants du réel :

« Je me souviens d'un vers de Gertrude Stein : A rose is a rose is a rose is a rose. Pourquoi nous trouble-t-il ? C'est qu'il est le lieu d'une contradiction perverse. D'un côté, il dit de la rose qu'on ne peut rien dire qu'elle-même et qu'ainsi elle se déclare plus belle que si on la nommait belle ; mais, d'autre part, par l'emphase de la réitération, il lui retire jusqu'à la dignité du nom unique qui prétendait la maintenir dans sa beauté de rose essentielle. La pensée, pensée de rose, résiste bien ici à tout développement… »

Propos que Perrin commente ainsi : « Mais qui pourrait avoir le dernier mot au sujet de toute présence éphémère qui ignore aussi bien le langage que les singularités des hommes ? ». Il prend alors appui sur ces éléments pour tenter d'interpréter la création poétique en tant qu'expression d'un rapport obscur au réel, notamment à partir de l'abîme des sensations humaines, et « cherchant à fusionner avec lui […] dans une perspective mystique ».

#### Conscience végétale?

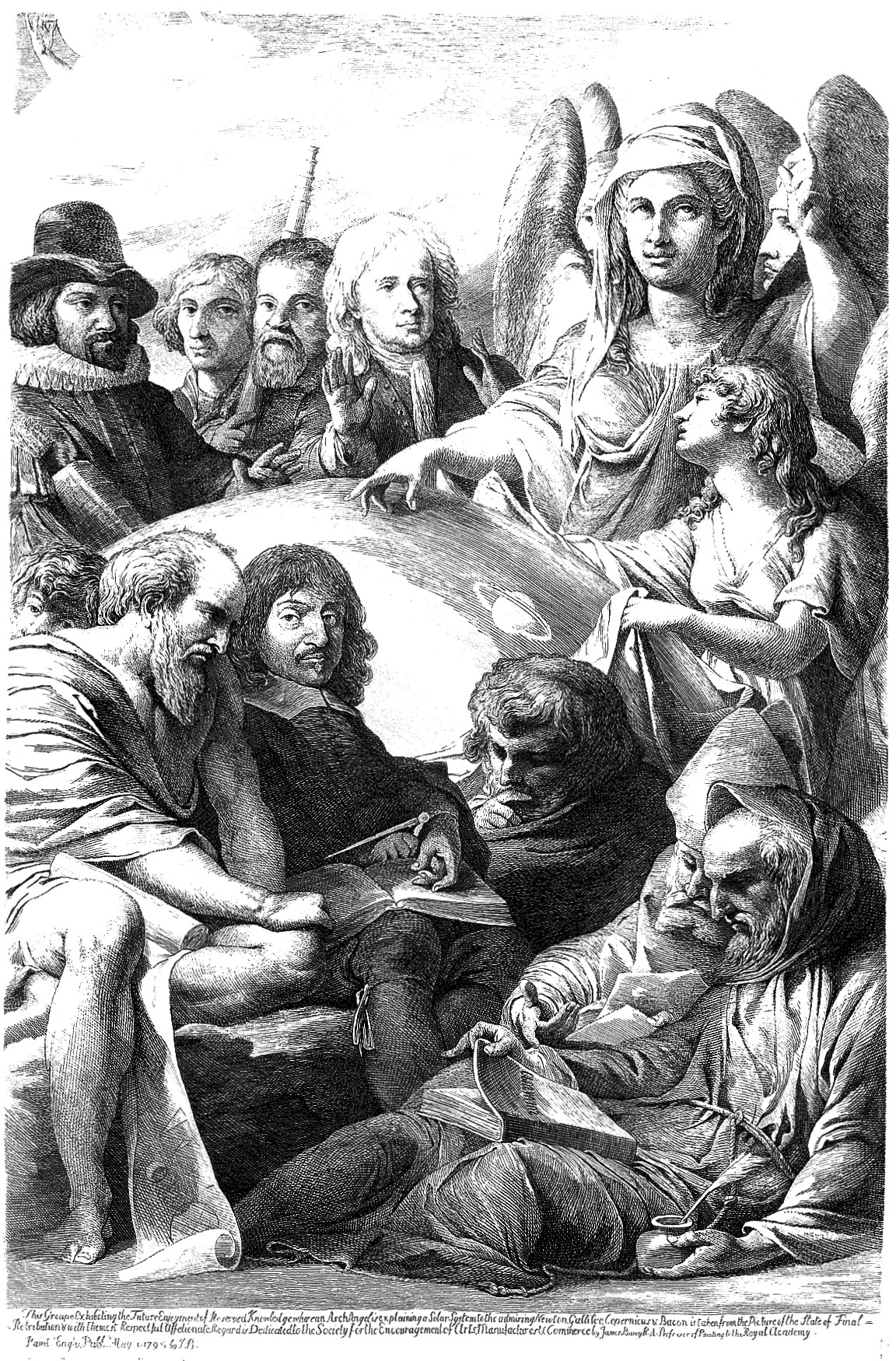
Archange (Angelus ?) révélant la nature de l'univers à un groupe de philosophes, naturalistes, physiciens et mathématiciens : Francis Bacon, Nicolas Copernic, Galilée, Isaac Newton, Thalès, René Descartes (presque au centre), Archimède, Robert Grosseteste, Roger Bacon, James Barry. Gravure à l’eau forte par James Barry, 1795, d’après sa peinture. Une nouvelle « révolution copernicienne » ? Pas plus que la Terre n’est au centre de l’univers, la haute conscience de soi serait-elle l’apanage de l’homme ?

Enfin l’évidence, limpide dans son immédiateté, du caractère « sans pourquoi » (bien que « non sans raison ») de la rose de Silesius, semble aujourd’hui remise en cause par les recherches contemporaines sur la question de la « conscience végétale », du fait des découvertes récentes sur la grande complexité des interactions des végétaux avec leur environnement. Par exemple, la mise en évidence de la transmission de signaux bioélectriques sur de longues distances chez les plantes (comme dans le système neuronal) semble indiquer une certaine forme d'intelligence entièrement distribuée et "corporelle" en totalité (au lieu d'être centralisée comme chez l'homme), comme une sorte de « cerveau diffus » pour le biologiste et botaniste italien Stefano Mancuso.
Mais encore faudrait-il, pour bien informer ce débat, « une solide clarification épistémologique du concept d’intelligence », ainsi que, probablement, arriver à se mettre d'accord sur une définition — non pas univoque mais suffisamment générale et abstraite pour être globalisée — de ce qu'on entend par « conscience », et déjà par « conscience humaine ». Selon Aliénor Bertrand et Monica Gagliano (2018), ce sont aussi bien des obstacles culturels qu'épistémologiques, mais aussi théoriques, qui ont jusqu'à ce jour freiné l'évaluation (et l'expérimentation) quantitative et qualitative des compétences cognitives des plantes.
Autres exemples : la meilleure compréhension de la complexité et de la subtilité des réseaux de communication des arbres, de leur solidarité, de leur aptitude à « prendre des décisions » pertinentes et informées, ainsi que la richesse insoupçonnée du système perceptif des plantes, notamment leurs étonnantes capacités proprioceptives  (voir la section  proprioception végétale de l’article Proprioception), ou le phénomène de leur « perte de conscience » en présence d’un anesthésique, ou encore la subtilité de leurs capacités adaptatives dans leurs relations symbiotiques avec les insectes pollinisateurs et avec les champignons, tout ceci argumenterait aujourd'hui (années 2020), selon certains chercheurs encore minoritaires, en faveur d'une certaine forme d'intelligence et de conscience proprioceptives chez les plantes. [Voir aussi la section Plantes et système nerveux de l'article  Système nerveux, ainsi que l'article Sensibilité des plantes].
Mais de la proprioception, incontestable aujourd'hui, à la conscience de soi, s'agit-il d'une question de degré, ou y a-t-il un saut qualitatif, ou bien encore la nécessité d'un changement de paradigme dans la définition de la conscience ? [Voir à ce sujet aussi bien l'article générique sur la Conscience (qui en explore les aspects philosophiques, épistémologiques et psychologiques), que les études neuroscientifiques dans l'article sur la Conscience (en biologie). Voir aussi la section Critiques et réactions de l'article consacré à Stefano Mancuso].
L’ensemble de ces expériences a même déterminé, en tout cas, la naissance d’une nouvelle discipline scientifique encore très controversée : la « neurobiologie végétale », fondée notamment sur les travaux de Stefano Mancuso, (de l’université de Florence) et de František Baluška (de l’université de Bonn) qui ont été les premiers à proposer ce concept, et tentent de mettre en évidence la possibilité de transmission d'un signal électrique chez la cellule végétale, laquelle reste encore à éclaircir en 2016. Mancuso et Baluška ont eu, comme précurseurs aussi anciens qu’éminents, depuis le XVIIIe siècle, pas moins que : Luigi Galvani, Alexander von Humboldt, Charles Darwin, Julius von Sachs, Wilhelm Pfeffer, et au début du  XXe siècle, le physicien et botaniste indien Jagadish Chandra Bose.
Comme le disent François Bouteau et Patrick Laurenti (du laboratoire interdisciplinaire des énergies de demain, à l'université Paris-Diderot), dans le numéro déjà cité de la revue Pour la Science consacré en novembre 2018 à « la révolution végétale » :

« Tout comme les animaux, les plantes traitent l’information qu’elles obtiennent d’un environnement changeant afin de se développer et se reproduire de façon optimale. Elles s’adaptent ainsi aux variations périodiques et météorologiques de lumière, de température, de disponibilité d’eau et de vent. Elles s’adaptent également aux fluctuations de la disponibilité en nutriments ou encore aux attaques d’agents pathogènes voire de prédateurs. Plus surprenant encore, les plantes ont des capacités d’apprentissage, comme ce fut démontré en 2017 par Monica Gagliano, de l’université d’Australie occidentale, [...]. De tels comportements, coordonnés à l’échelle de l’organisme, nécessitent des mécanismes qui permettent une signalisation systémique intégrée. »

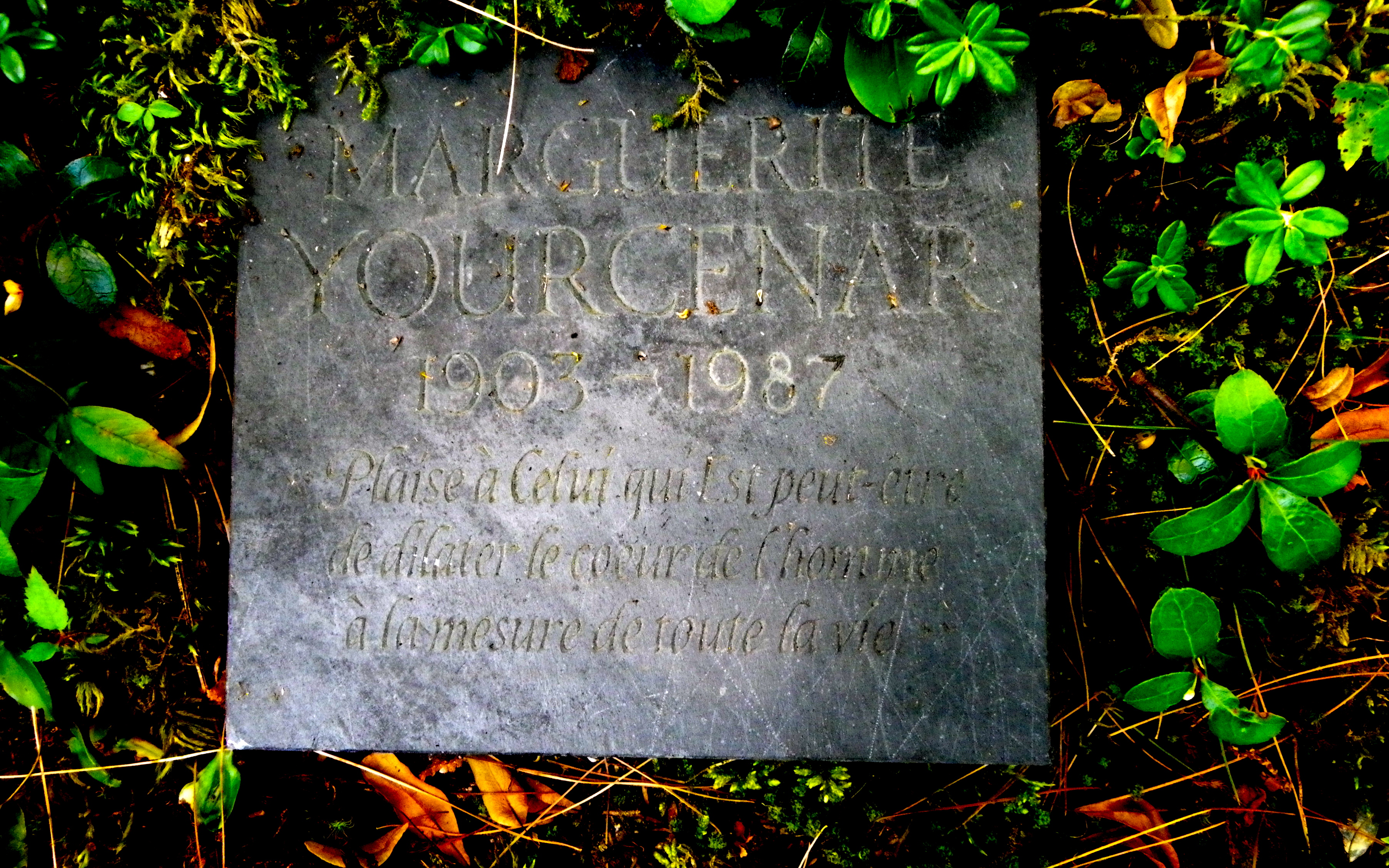
Plaque funéraire de Marguerite Yourcenar, au cimetière Brookside à Somesville, un des villages de la municipalité de Mount Desert, Maine (États-Unis).

On ne peut donc plus être tout-à-fait sûr, aujourd’hui, que la rose soit vraiment « sans pourquoi », ni qu'elle n'ait pas, sous une forme encore largement mystérieuse, une certaine conscience d'elle-même. Pour autant, les raisons de notre émerveillement contemplatif devant sa beauté, tout aussi prôné par Angelus Silesius que le « lâcher-prise » existentiel de la rose qu’il nous donne en exemple, ne peuvent que se nourrir des surprenantes explorations de la science contemporaine, préludant peut-être à un changement de paradigme dans les relations de l’homme avec la nature… Comme un biomimétisme ou une bio-inspiration généralisés ou inversés (désintéressés, cette fois, ou par intérêt bien compris), dans un grand effort d'anthropo-décentration, en tout cas, comme le souhaitait Marguerite Yourcenar dans son roman L'œuvre au noir (1968), phrase qui a été reprise pour son épitaphe : 

« Plaise à Celui qui Est peut-être

de dilater le cœur de l'homme

à la mesure de toute la vie... »

De la rose cosmique à la rose minérale et à la rose mystique
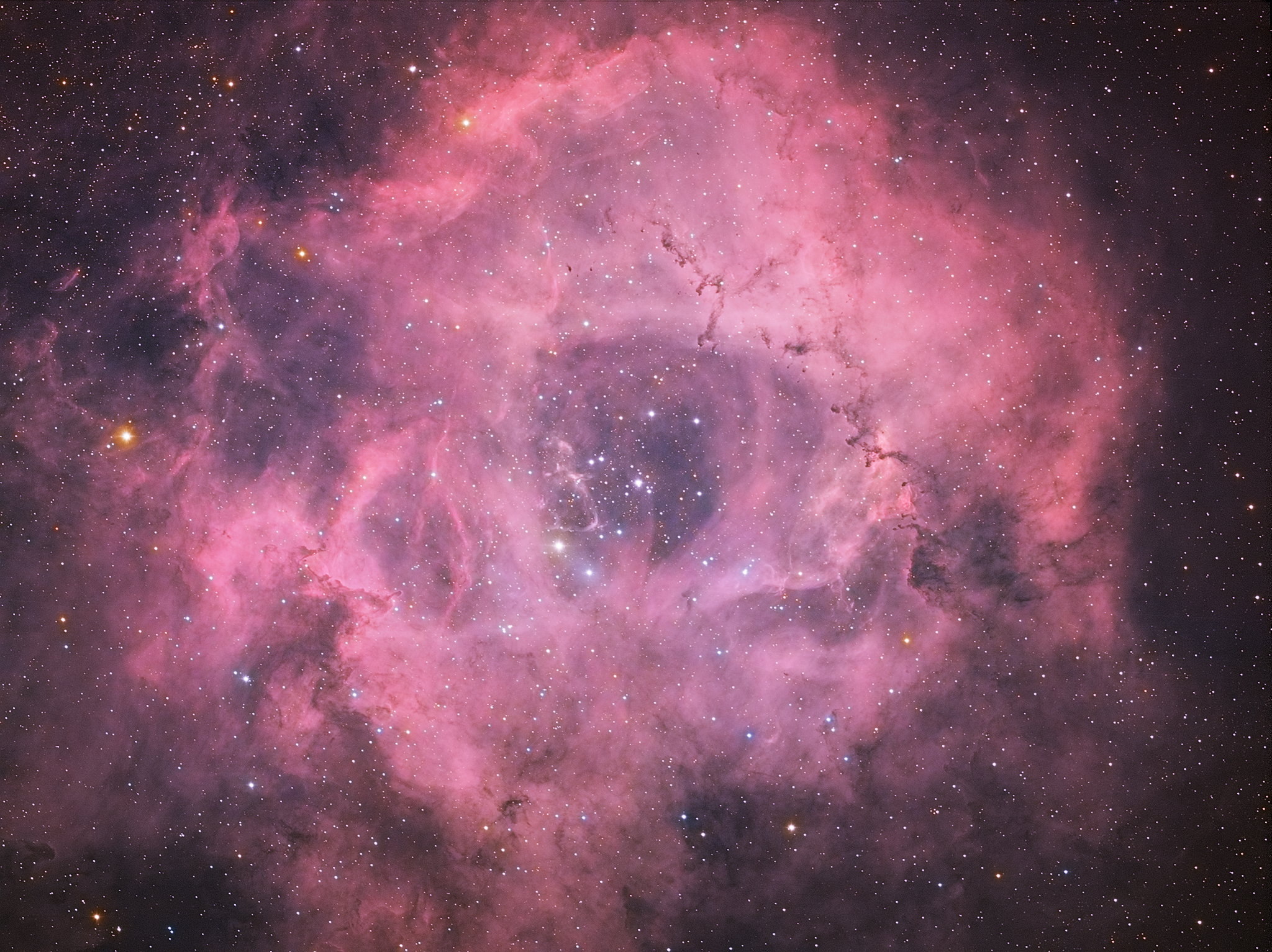
NGC 2237, connue sous le nom de « Nébuleuse de la Rosette[u] ».
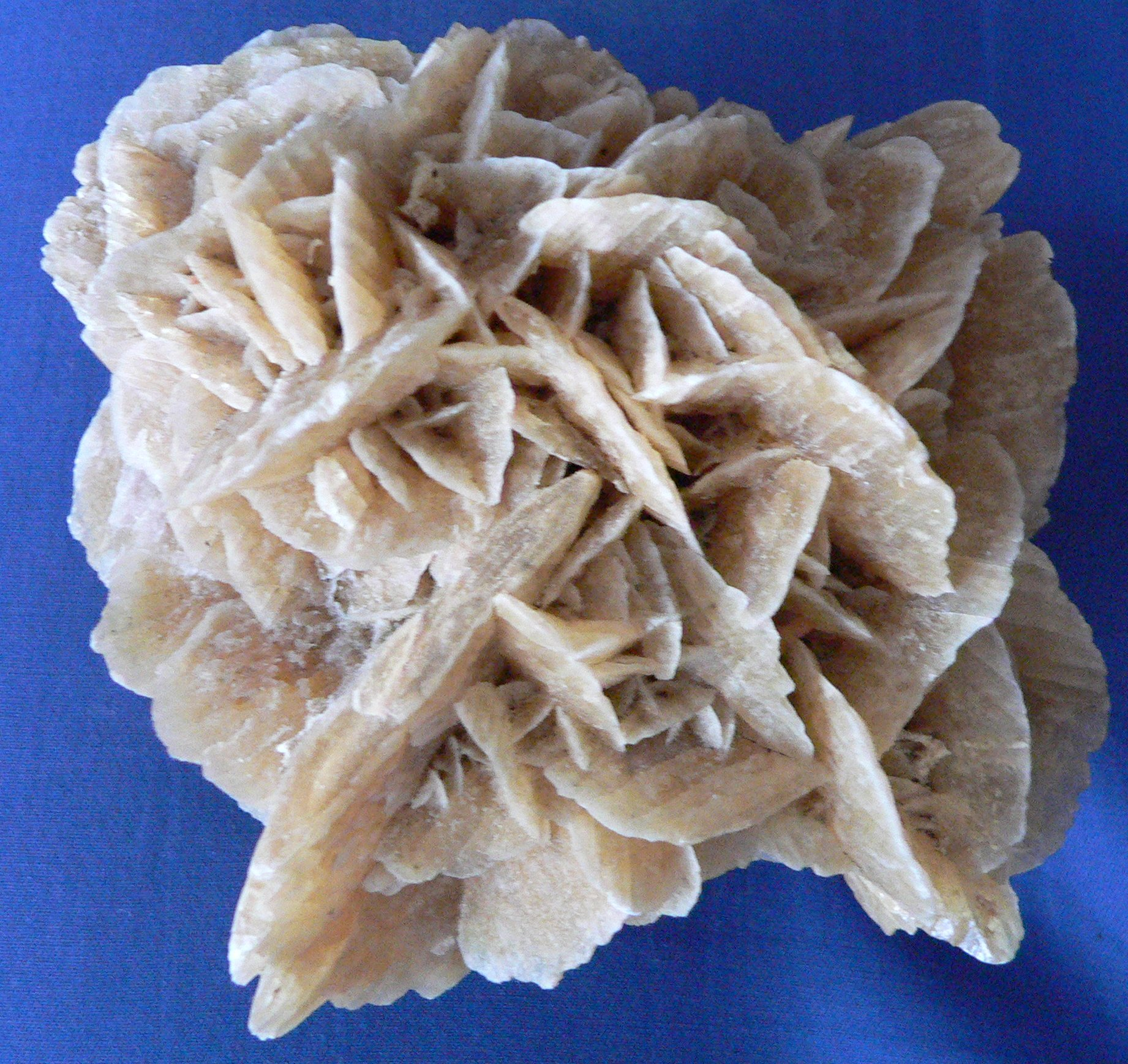
Rose des sables.
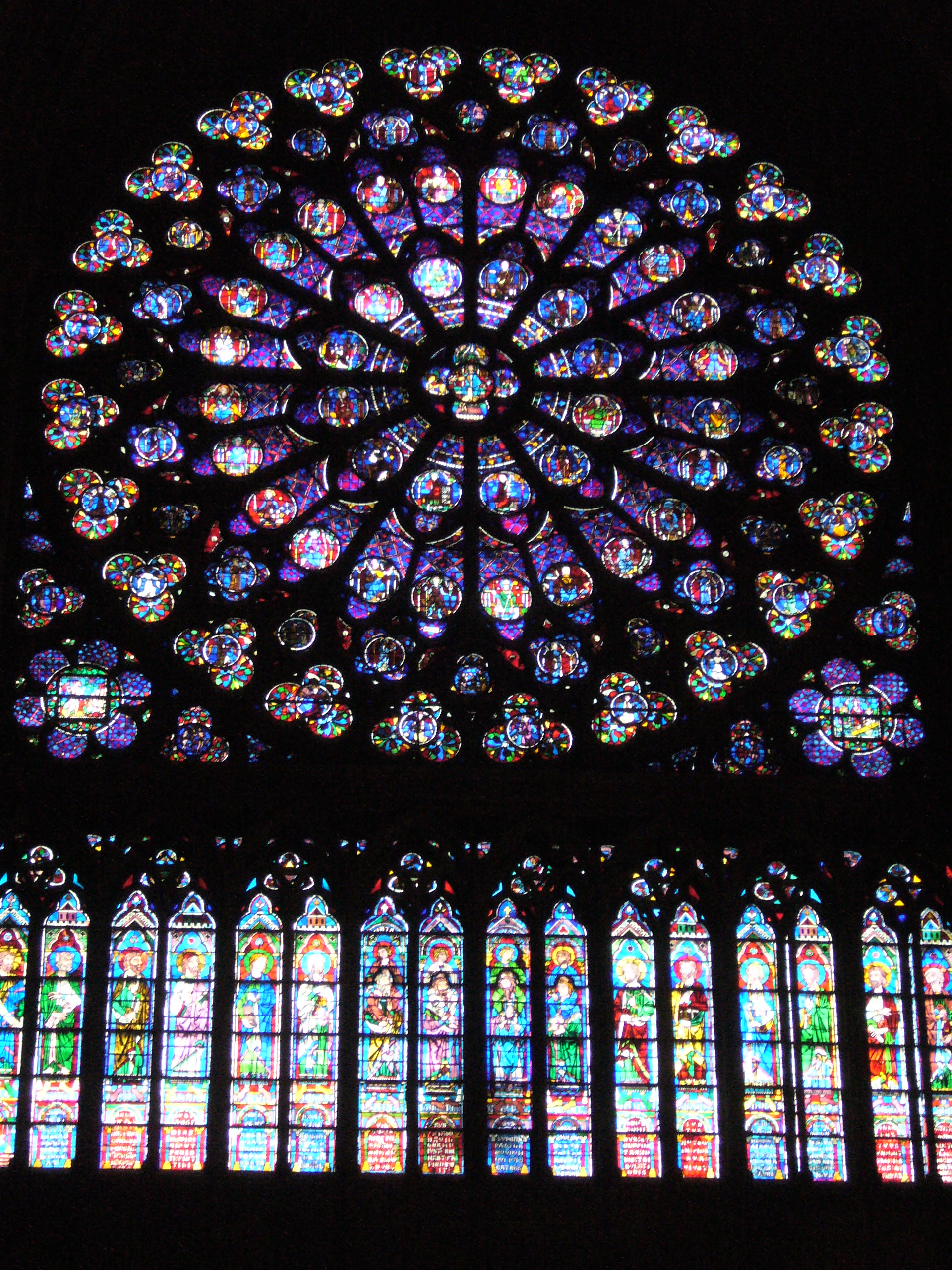
La « Rose Sud » ou « Rose Midi » de Notre-Dame de Paris[v].
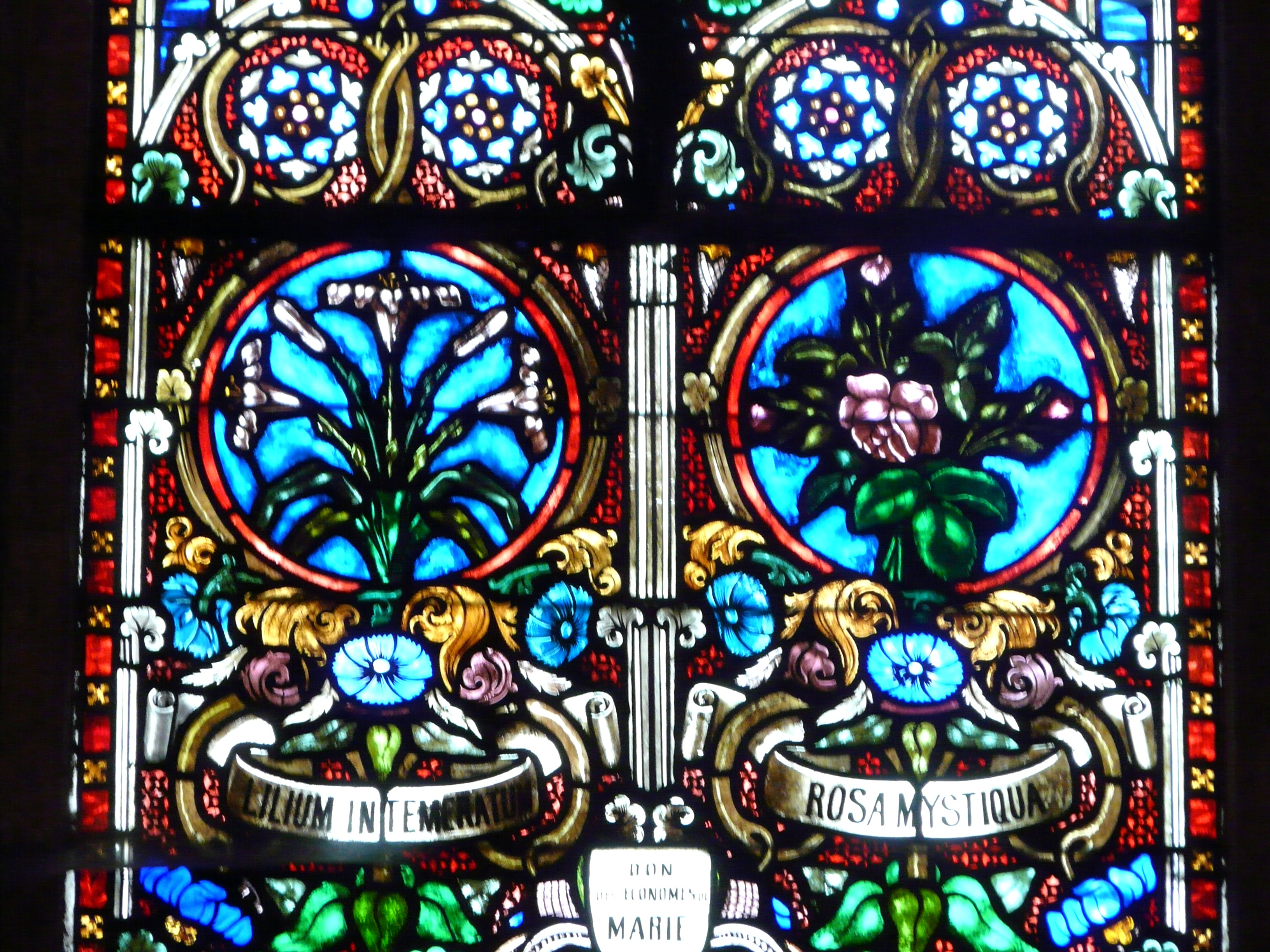
Vitrail de la Rosa mystiqua et du Lys à l'église d'Excideuil (Dordogne).

### Hommages

Tableau de Paul Klee, intitulé Angelus novus, datant de 1920, et ayant appartenu à Walter Benjamin qui l'a commenté (voir l'article consacré à ce tableau). Son titre pourrait être une allusion à Angelus Silesius, et préfigure le surnom donné à Paul Celan pour sa Rose de personne. De plus l'effroi dont son visage est empreint, et qu'a remarqué Benjamin, fait de cet "ange" le "messager" d'un malheur dont il tenterait de nous avertir, et pourrait servir de frontispice à toute l’œuvre poétique de Celan, rescapé déchiré des camps de la mort...

- En 1934, le compositeur allemand Hugo Distler a utilisé des textes du Voyageur chérubinique pour composer les 14 motets de son Totentanz (La Danse des morts).
- L'astéroïde (12617) Angelusilesius, découvert le 17 octobre 1960, a été nommé ainsi en hommage à Angelus Silesius.
- Les critiques s'accordent à dire que le titre et le recueil de poèmes de Paul Celan, La Rose de personne[86], dont l'édition originale en allemand date de 1963, sont un hommage à la rose du Pélerin chérubinique de Silesius[95],[94]. C'est la raison pour laquelle Celan est lui-même parfois surnommé l’Angelus Novus  [« le Nouvel Angelus (Silesius) », voire « le Nouvel Ange »][85], reprenant en cela le titre de ce tableau de Paul Klee qu'aimait (et craignait à la fois)  Walter Benjamin. De même, on considère que les allusions à cette rose de Silesius et les commentaires récurrents de ce distique que l'on trouve dans les œuvres de Mallarmé, Rilke, Heidegger et Borges (voir ci-dessus la section « Postérité »), sont un hommage évident au poète baroque angélique et silésien.
- En 1991, comme on l'a vu[w], dans son film Cape Fear (en français : Les Nerfs à vif), Martin Scorsese met dans la bouche de son personnage principal Max Cady, interprété par De Niro, une citation de Silesius que ce personnage inquiétant et démoniaque détourne à son profit. Elle est extraite d'un distique déjà commenté et cité intégralement ci-dessus (dans l'introduction de la section « Carrière littéraire et analyse de l’œuvre ») : Ich bin wie Gott, und Gott wie ich. […] (« Je suis comme Dieu, et Dieu est comme moi… »). La distorsion entre la visée mystique et angélique de Silesius, et le contexte de violence et de terreur paranoïaque du film dans lequel est transposé et perverti ce poème, crée un effet saisissant et particulièrement anxiogène.
- En 2013, un joli sonnet a été écrit par un internaute en hommage à Silesius et à sa rose, assez ironique envers les « métaphysiciens » et Heidegger, à lire en ligne : Cochonfucius, « Hommage au maître Angelus Silesius », sur Pays de poésie, Voyage en sonnets vers ailleurs, 21 juillet 2013 (consulté le 24 mars 2020). Ainsi que d'autres, aux titres évocateurs de la même rose de Silesius, parfois associée à la rose aimée du Petit Prince de Saint-Exupéry : « Rose indifférente », 13 novembre 2013, et « La Rose et l'Hirondelle », 21 juillet 2013, ou encore : « Marceline voit une rose : Le petit prince, épris d’une rose éphémère », 14 août 2013 (consulté le 28 mars 2020).

Hommages à Angelus Silesius.
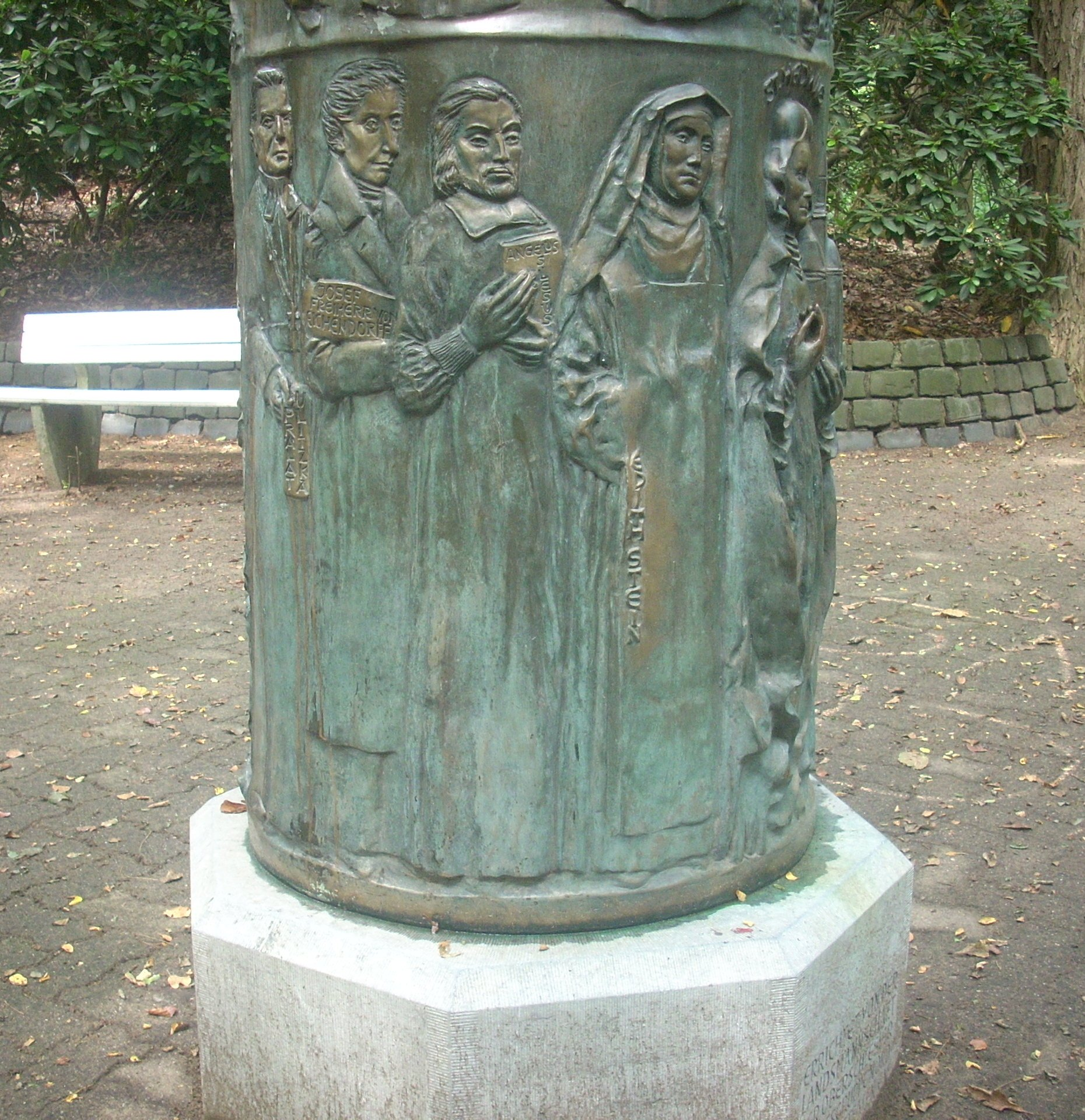
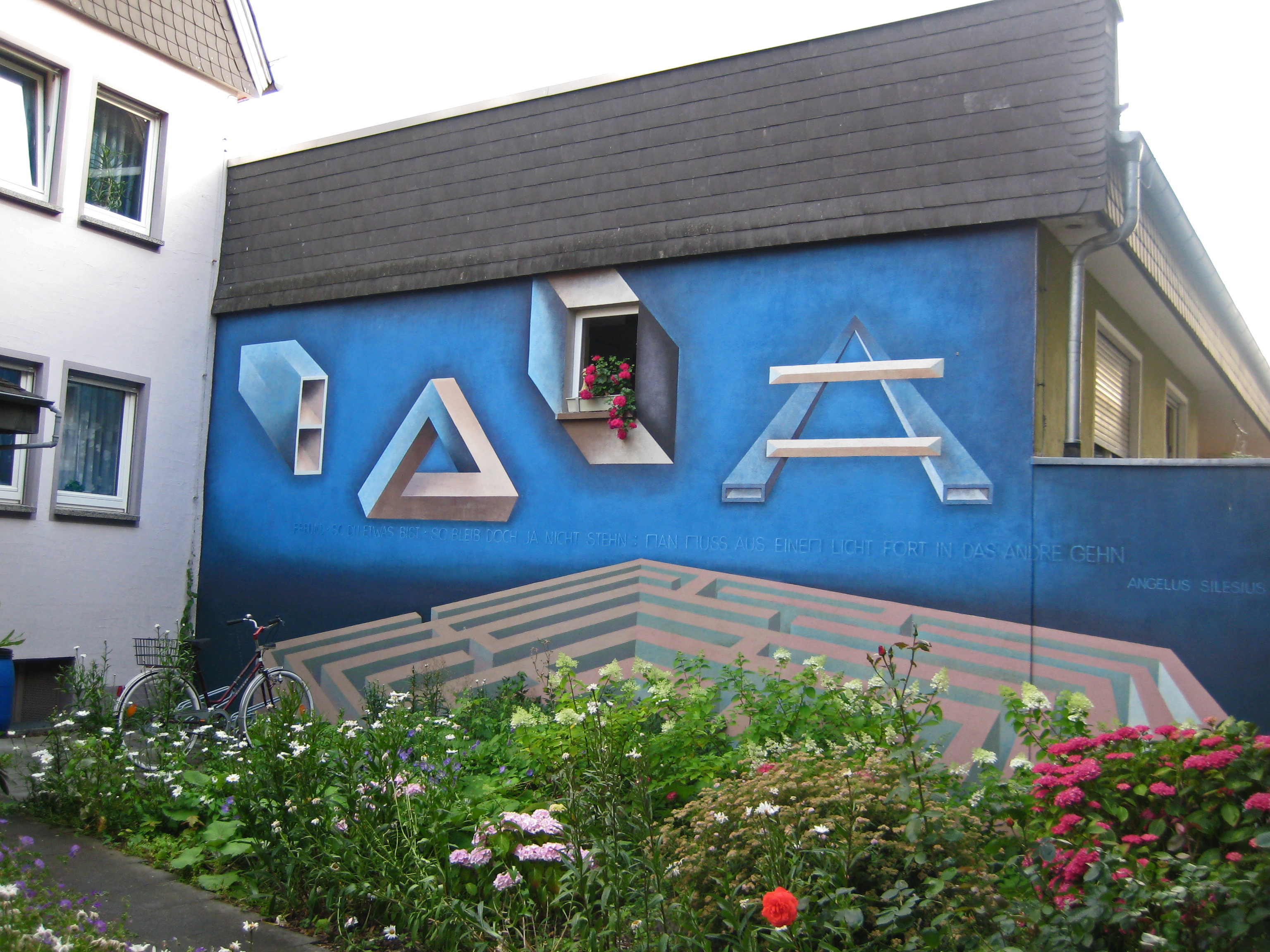

### Œuvres originales d'Angelus Silesius

#### Poésie

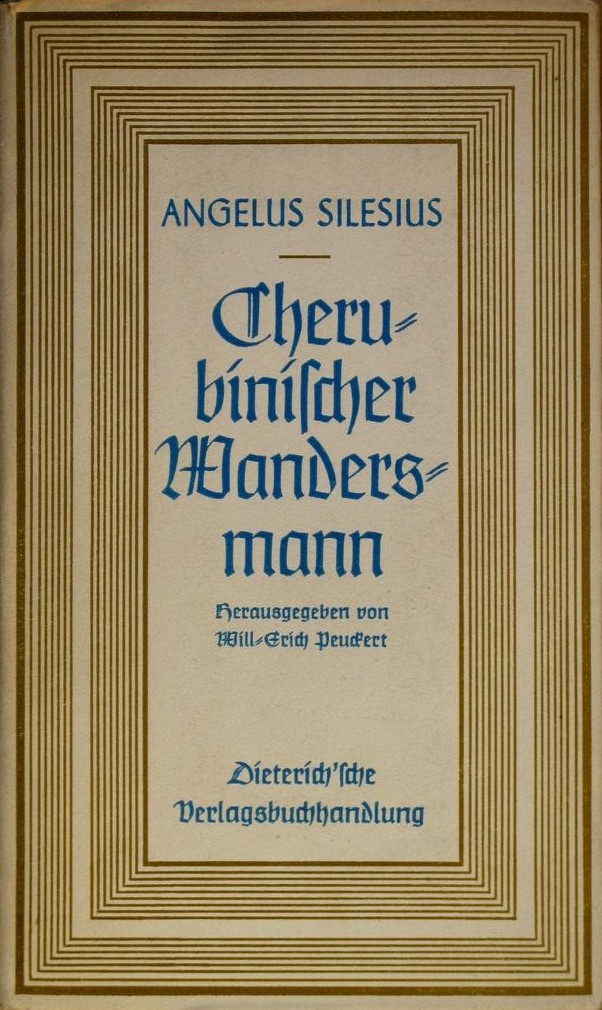
Angelus Silesius, Le Voyageur chérubinique, son œuvre-maîtresse, ici dans une édition présentée et expliquée par Will-Erich Peuckert, Leipzig, Dieterich, (approx. 1939). Collection Dieterich 64.

- 1642 : Bonus Consiliarius (« Le Bon Conseiller »).
- 1652 : Kristliches Ehrengedächtniss des Herrn Abraham von Franckenberg (« Mémorial christique à la mémoire d'Abraham von Franckenberg »).
- 1657 : Heilige Seelenlust, oder geistliche Hirtenlieder der in ihren Jesum verliebten Psyche (« Saintes délices de l'âme ou Églogues spirituelles de Psyché amoureuse de son Jésus »).
- 1657 : Geistreiche Sinn-und-Schlussreime zur göttlichen Beschaulichkeit (« Épigrammes et maximes spirituelles en vers pour atteindre à la Divine Sérénité »), réédité en version augmentée en 1675, sous le titre : Cherubinischer Wandersmann oder Geistreiche Sinn- und Schlussreime zur göttlichen Beschaulichkeit anleitende (« Le Voyageur chérubinique, ou Épigrammes et maximes spirituelles pour conduire à la contemplation de Dieu »). On pourra lire le fac-similé intégral (en 348 pages) de l'édition de 1905 (qui est elle-même une réimpression de l'édition originale) de ce Cherubinischer Wandersmann (« Voyageur chérubinique ») sur Wikimedia commons[126], téléversé depuis la bibliothèque numérique de la BEIC[127] (Biblioteca Europea di Informazione e Cultura), dans le cadre du partenariat avec la Fondation BEIC.
- 1675 : Sinnliche Beschreibung der vier letzten Dinge, zu heilsamen Schröken und Auffmunterung aller Menschen inn Druck gegeben. Mit der himmlischen Procession vermehrt, etc. (souvent traduit par « Description sensible des Quatre Choses Dernières »/« Représentation sensuelle des Quatre Choses Dernières, donnée à toutes les personnes sous pression pour les guérir et les encourager. Augmenté avec la procession céleste, etc. »).

#### Écrits théologiques et polémiques

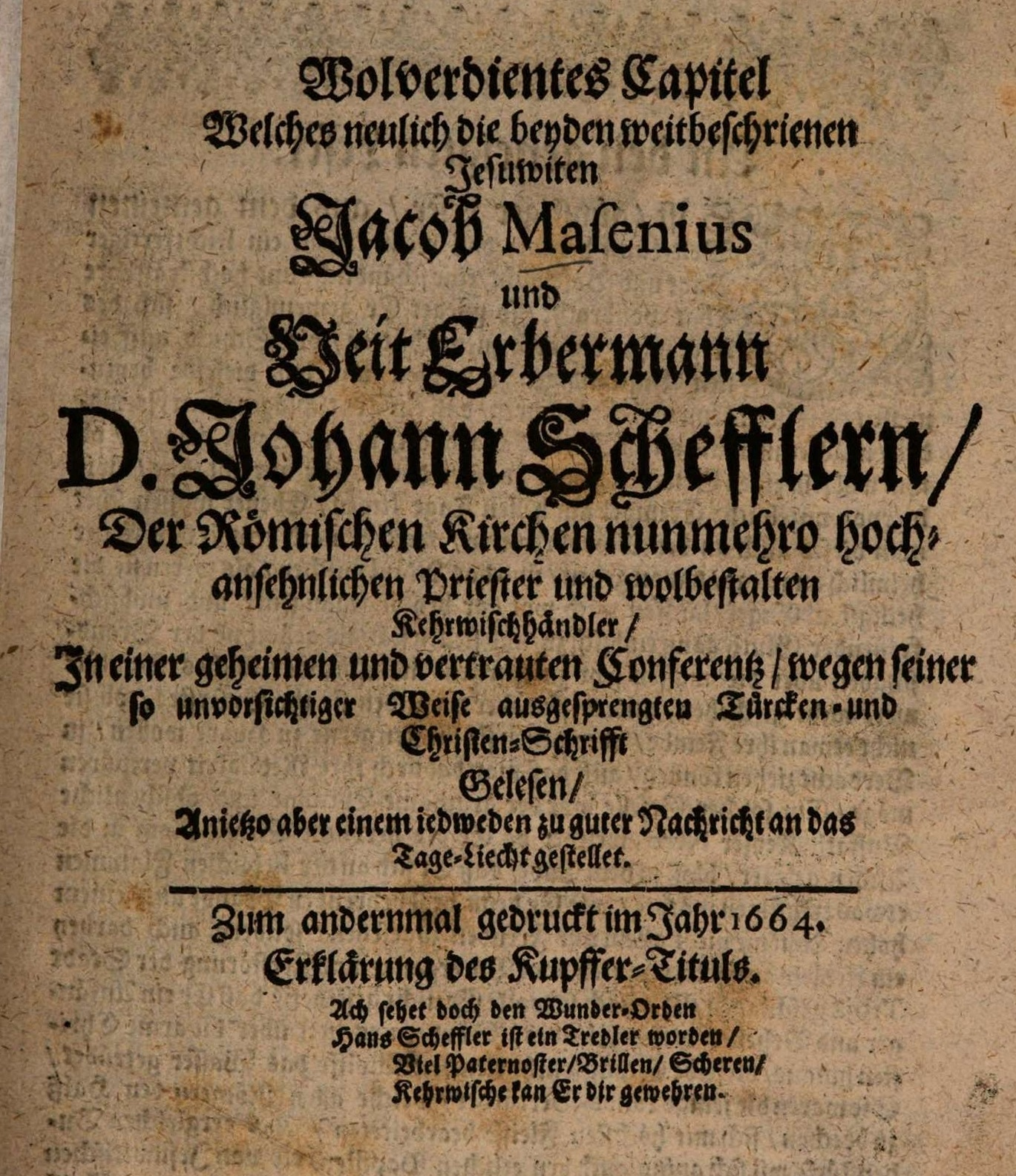
: écrit polémique fictif d'un auteur inconnu (protestant) sur la critique que les jésuites Jacob Masen et Vitus Erbermann auraient faite, lors d'une conférence secrète et intime, à propos d’un écrit de Johann Scheffler sur les Turcs. Daté de 1664. Il s'agit là d'un échange d'amabilités pamphlétaires en « ping-pong » à quatre coups : 1- Silesius a écrit en 1663 son livre sur l'invasion turque, critiquant au passage le protestantisme (voir ci-contre). 2- Le théologien Christian Chemnitz lui répond. 3- Silesius lui répond à son tour en 1664 en parlant d'un « coup de balai » (voir ci-contre). 4- Un écrivain protestant lui re-répond par le présent pamphlet, en affublant Silesius du sobriquet de « vendeur de balayettes », et en inventant un débat clandestin interne au camp adverse, redoublant de critiques sous couvert de révélation de ces dissensions cachées. En ces temps de Contre-Réforme, les polémiques pouvaient être très virulentes comme on le voit, surtout si l'on songe que les plaies ouvertes en Europe d'abord par les poursuites de l'Inquisition contre les hérétiques, la Croisade contre les Albigeois, puis par le traumatisme social et le bouleversement théologique et conceptuel qu'a représenté la Réforme protestante, sa répression et les Guerres de Religion qui s'en étaient suivies, étaient encore récentes et à vif. Sans oublier que la composante confessionnelle des conflits des s est encore déterminante, notamment pour la Guerre de Trente Ans et pour la Guerre de Sept Ans. (Texte complet du titre et traduction en note).

- 1653 : Gründtliche Ursachen von Motiven, warumb Er Von dem Lutherthumb abgetretten, und sich zu der Catholischen Kyrchen bekennet hat (trad. : « Examen approfondi de ses motivations pour s'éloigner du luthéranisme et embrasser la foi catholique »).
- 1663 : Türcken-Schrifft Von den Ursachen der Türkischen Überziehung (trad. : « Écrits sur les Turcs : des causes de l'invasion turque »).
- 1664 : Kehr-Wisch Zu Abkehrung des Ungeziefers Mit welchem seine wolgemeinte Tückenschrifft Christianus Chemmitius hat wollen verfasst machen, réponse dans une polémique qui oppose Silesius au théologien Christian Chemnitz (en) (ou Chemnitius) (trad. : « Coup de balai pour se débarrasser des âneries dont Christianus Chemnitius a voulu remplir son écrit bien intentionné sur les Turcs »)[y].
- 1664 : Zerbrochene Triumphs-Wagen auff welchem er Uber die Lutheraner triumphirend einzufahren ihm im Traum vorkommen lassen (trad. : « Le char de triomphe brisé sur lequel il a rêvé que les luthériens arrivaient triomphalement ». Autre version : « Le char du triomphe brisé, sur lequel il peut triomphalement dire aux luthériens que cela peut se produire en rêve »).
- 1664 : Christen-Schrifft Von dem herrlichen Kennzeichen deß Volkes Gottes (trad. : « De ce que les Saintes Écritures chrétiennes sont le signe d'amour du peuple de Dieu /et sa marque admirable »).
- 1664 : Und Scheffler redet noch! Daß ist Johannis Schefflers Schutz-Rede Für sich und seine Christen-Schrifft (trad. : « Et Scheffler parle encore ! Du plaidoyer de Johann Scheffler pour lui-même et pour ses écrits chrétiens »).
- 1665 : Kommet her und Sehet mit vernünfftigen Augen wie Joseph und die Heiligen bey den Catholischen geeehret  (trad. : « Venez et voyez comment Joseph et les saints sont honorés par les catholiques avec des yeux raisonnables »).
- 1665 : Der Lutheraner und Calvinisten Abgott der Vernunfft entblösset dargestellt (trad. : « Le Dieu de Raison des Luthériens et des Calvinistes montré dans tout son dénuement ». Autre version : « Claire démonstration de l'idolâtrie de la raison chez les luthériens et les calvinistes »).
- 1665 : Gülden-Griff Welcher Gestalt alle Ketzer auch von dem Ungelehrtesten leichtlich können gemeistert werden (trad. : « L'emprise de l’or ou la manière avec laquelle tous les hérétiques peuvent facilement être maîtrisés, même par les plus ignorants »).
- 1666 : Des Römischen Bapsts Oberhaubtmannschaft über die gantze allgemeine Kirche Christi (trad. : « De l'autorité suprême (et du magistère) du pape de Rome sur l'ensemble de l'église du Christ »).
- 1667 : Johannis Schefflers Gründliche Außführung Daß die Lutheraner auf keine weise noch wege ihren Glauben in der Schrifft zu zeigen vermögen und ihr Gott ein blosser Wahn Bild oder Ding ihrer Vernunfft sey (trad. : « Démonstration minutieuse de ce que les luthériens ne sont pas en mesure de montrer la vérité de leur foi dans les Écritures de façon rationnelle ou autre et que leur Dieu n'est qu'une image ou une illusion de leur raison »).
- 1670 : Kurtze Erörterung Der Frage Ob die Lutheraner in Schlesien der in Instrumento Pacis denen Augsburgischen Confessions-Verwandten verliehenen Religions-Freyheit sich getrösten können (trad. : « Brève discussion sur la question de savoir si les luthériens de Silésie peuvent se consoler de la liberté religieuse accordée dans le cadre de l'Instrumento Pacis (= l’Instrument de Paix) aux proches de la confession d'Augsbourg »).
- 1670 : Christiani Conscientiosi Sendschreiben An Alle Evangelische Universitäten in welchem er seine Gewissens-Scrupel proponirt (trad. : « À destination des chrétiens consciencieux : Lettre à toutes les universités protestantes dans laquelle il proclame ses scrupules de conscience »).
- 1671 : Johann Schefflers Erweiß Daß der gröste Hauffe die rechte Kirche sey; Und man sich kurtzumb zu der Catholischen Kirche begeben musse wo man ewig Seelig werden wil (trad. : « Manifeste - ou témoignage - de Johann Scheffler selon lequel la plus grande maison est l’église véritable ; rejoignez l’église catholique où vous serez béni à jamais »).
- 1672 : J. E. InformationSchreiben Wegen des Fegefeuers an E. V. In welchem unüberwindlich erwiesen wird daß mehr als zwey Orte der Seelen nach dem Tode und ein Fegefeuer sey (trad. : « J. E. Lettre d'information sur le Purgatoire à E. V., dans laquelle il est prouvé de façon insurmontable qu’il est plus de deux séjours pour l’âme après la mort, ainsi que l’existence du purgatoire »).
- 1673 : Hierothei Boranowsky Gerechtfertigter Gewissens-Zwang Oder Erweiß daß man die Ketzer zum wahren Glauben zwingen könne und solle (trad. : « La contrainte de conscience justifiée de Hierothei Boranowsky, ou démonstration de ce qui pourrait et devrait forcer les hérétiques à la vraie foi »).
- 1675 : Johannis Schefflers Alleiniges Him[m]elreich Das ist Abweisung Des schädlichen Wahns daß man wol Seelig werden könne wenn man gleich nicht Catholisch wird (trad. : « Le Royaume des Cieux de Johannis Scheffler l’allègue et rejette à lui seul l'illusion néfaste selon laquelle vous pourriez être sauvé si vous n'êtes pas catholique »).
- 1675 : D. J. Schefflers Vernünfftiger Gottes-Dienst (trad. : « Le service de Dieu raisonnable du Docteur Johann Scheffler »).
- 1675 : Der Catholisch gewordene Bauer Und Lutherische Doctor (trad. : « Le catholique devient fermier, et le luthérien médecin —/ou docteur /ou savant »).
- 1677 : Ecclesiologia Oder Kirche-Beschreibung [trad. : « Écclésiologie (les mots de l'Église) » ou « Description de l'Église », compilation de 39 écrits antiluthériens].

### Traductions en français

#### Traductions intégrales
- (fr + de) Le Pèlerin chérubinique : suivi de Description sensible des quatre choses dernières (trad. de l'allemand par Henri Plard préface et commentaires, précédé de : Éloge chrétien d'Abraham von Frankenberg), Paris, Éditions Aubier-Montaigne, coll. « bilingue des classiques étrangers », 1943 (réimpr. 1945, 1946), 384 p. (OCLC 459407095, BNF 32609529)
- (de) Texte intégral du Cherubinischer Wandersmann, 1674, sur le site du Projet Gutenberg.
- (fr + de) Le Pèlerin chérubinique (trad. de l'allemand par Eugène Susini), t. 1/2, Paris, PUF, 1964, 470 p. (OCLC 490938795)
- Le Pèlerin chérubinique (trad. de l'allemand par Camille Jordens), Paris, Éditions du Cerf, coll. « Sagesses chrétiennes », 1994, 404 p. (ISBN 2-204-04894-1, OCLC 803356883). Édité parallèlement en morceaux choisis et présentés par Camille Jordens, et en collection de poche (« Spiritualités vivantes ») aux Éditions Albin Michel, toujours en 1994 (144 pages)  (ISBN 2-226-06600-4).
- Le Voyageur chérubinique (trad. de l'allemand par Maël Renouard et préface), Paris, Payot et Rivages, coll. « Rivages Poches », 2004, 508 p. (ISBN 2-7436-1274-6). Voir en note deux recensions, en 2004, pour cette traduction, l'une dans le journal Libération par Jonathan Chauveau[85], l'autre par un universitaire, Christian Ruby[7].

#### Traductions partielles et/ou illustrées
- (fr + de) L'Errant chérubinique (trad. de l'allemand, éd. bilingue, traduit et présenté par Roger Munier ; suivi d'un commentaire par Martin Heidegger ; postface et note biographique de Gérard Pfister), Paris, Éditions Arfuyen, coll. « Ombre » (no 11), 2014 (1re éd. 1993 ; 2e entièrement remaniée et augmentée, 1996), 251 p. (ISBN 978-2-908825-26-8, 2-908825-26-0 et 2-84590-204-2).Traduction de référence. Il s'agit d'une réédition de l'ouvrage qui était publié chez Denoël avec une préface de Roger Laporte en 1970. (OCLC 1010081522)[128].
- Silesius. La rose est sans pourquoi (traduction de Roger Munier, suivi d'un commentaire de Martin Heidegger et de « Silesius en Alsace »), Arfuryen, coll. « Cahier Alsace » (no 36), 1988, 71 p. (ISBN 2-903941-33-5, OCLC 462751530, BNF 35013430).
- La Rose est sans pourquoi d'Angelus Silesius (trad. de l'allemand par Camille Jordens, ill. Vincent Geneslay, présenté par Christiane Singer), Paris, Albin Michel, coll. « Carnets du calligraphe », 2003, 64 p. (ISBN 2-226-13737-8, OCLC 52046884, BNF 39117265).
- Dieu est un éternel présent (trad. de l'allemand, traduit et présenté par Érik Sablé), Paris, Dervy, coll. « Chemins de la sagesse », 2004, 127 p. (ISBN 2-84454-267-0, OCLC 417593649).
- (fr + de) Un chemin vers la joie, traduit et présenté par Gérard Pfister, Éditions Arfuyen, collection « Les carnets spirituels », Paris, 2006 (166 pages).  (ISBN 2-84590-080-5 et 978-2-84590-080-6).
- (fr + de) Le Voyageur chérubinique : ou Épigrammes et maximes spirituelles pour conduire à la contemplation de Dieu (trad. Jérôme Thélot, ill. Jocelyne Alloucherie, choix et traduction), Paris, Les Belles Lettres, coll. « Encre marine », 2008, 202 p. (ISBN 978-2-35088-004-4 et 2-35088-004-4, OCLC 695043654, présentation en ligne).

#### Recensions
- Antoine Faivre, Angelus Silesius, Le Pèlerin chérubinique, sur le Projet MUSE

### Études de l'œuvre d'Angelus Silesius
: document utilisé comme source pour la rédaction de cet article.

#### Essais
- Henri Plard, La mystique d'Angelus Silesius, Université de Paris, Faculté des lettres, Aubier éditions Montaigne, coll. « Cahiers de l'Institut d'études germaniques », 1943 (BNF 37557723, présentation en ligne). Essai sur Silesius, par le premier traducteur en français de son œuvre pour l'époque contemporaine. Recension du livre : « Angelus Silesius - La culture mystique », sur sophia.free-h.net, 11 octobre 2007 (consulté le 10 avril 2020). Trois articles ont été écrits par l'auteur en complément de son livre :
Henri Plard, « Angelus Silesius - Le milieu et la formation spirituelle », sur sophia.net, Philosophia Perennis, 11 octobre 2007.
Henri Plard, « Angelus Silesius - Connaissance et amour », 11 novembre 2008.
Henri Plard, « Angelus Silesius - L’homme au centre du monde », 7 août 2010.
- Jean Baruzi, Création religieuse et pensée contemplative : 1. La mystique paulinienne et les données autobiographiques des épîtres. 2. Angelus Silesus, Aubier, 1951, 242 p.. Voir la couverture en ligne : (ASIN B0018J7DYI). Réédition : Jean Baruzi, Création religieuse et pensée contemplative, Aubier, coll. « Questions spirituelles », 1992 (ISBN 2-7007-4152-8 et 978-2700741520).
- Jacques Le Brun, Dieu, un pur rien. Angelus Silesius, poésie, métaphysique et mystique, Paris/61-Lonrai, Éditions du Seuil, coll. « La librairie du XXIe siècle », 2019, 240 p. (ISBN 978-2-02-113947-1 et 2-02-113947-6, lire en ligne).Recension du livre :
Marc Lebiez, « La rose a ses raisons », sur En attendant Nadeau, 4 juin 2019 (consulté le 16 février 2020).
- Martin Heidegger (trad. de l'allemand par André Préau, préf. Jean Beaufret), Le Principe de raison, Éditions Gallimard, coll. « Tel » (no 79), 1962, réédité en 1983 (réimpr. 2013), 280 p. (ISBN 978-2-07-020368-0 et 2-07-020368-9, lire en ligne).
- Claude-Stéphane Perrin, Philosophie et mysticisme − La rose de Silesius, Esternay, Eris-Perrin, 13 novembre 2015, 48 p. (ISBN 978-2-9538384-7-3 et 2-9538384-7-3, lire en ligne).

#### Articles
Sur Borges et Silesius :
- (es) Cristina Brackelmanns, « La rosa es sin porqué, florece porque florece » [« La rose est sans pourquoi… »], sur sol y escudo, 1er septembre 2019 (consulté le 24 mars 2020). Sur Borges et Silesius, mais aussi Wittgenstein et Silesius.
- (es) Bustos Domecq, « Borges y Angelus Silesius », sur Oye Borges, 2004/2010 (consulté le 26 février 2020). 

Sur l'expérience mystique (distanciée, ou comme objet d'étude) :
- Robin Susswein et Edgar Tasia, « S’initier au merveilleux : l’ "enchantement" en question », sur Espaces Temps.net, 7 avril 2020 (consulté le 16 avril 2020). Contribution à une socio-anthropologie de l’enchantement à partir de l’étude comparée du « Gamarada » et de la « Communication animale intuitive ».
- Christian Ruby, « Une subjectivité baroque : sur la traduction par Maël Renouard du Voyageur chérubinique », sur EspacesTemps.net, 21 mai 2004 (consulté le 16 avril 2020). Contextualisation de l'expérience mystique et des écrits de Silesius dans l'histoire de la philosophie des temps modernes à l'époque contemporaine.

Sur Poésie et Philosophie :
- Philippe Beck, « L'époque de la poésie », Littérature, Éditions Larousse, « Poésie et Philosophie », no 120,‎ décembre 2000, p. 33–44 (lire en ligne)  Sur la problématique des rapports tendus (et intimes) entre poésie et philosophie.
- François Chenet, « Métaphysique et poésie : une admirable concordia discors ? », Revue philosophique de la France et de l'étranger, Presses universitaires de France, vol. 137 : « Poésie, philosophie et mystère »,‎ janvier 2012, p. 15–28 (DOI 10.3917/rphi.121.0015, lire en ligne).  Sur cette thématique du dialogue difficile mais fécond entre poésie et philosophie, on pourra lire avec profit l'ensemble des deux numéros spéciaux des revues dont sont tirés les deux articles ci-dessus, tous les articles étant aisément accessibles en ligne : Littérature, n°120, « Poésie et philosophie », sur persée.fr, décembre 2000 (consulté le 16 avril 2020), sommaire. Et : Revue philosophique de la France et de l'étranger, tome 137, « Poésie, philosophie et mystère », sur cairn.info, janvier 2012 (consulté le 16 avril 2020), sommaire.

#### Extraits
On trouvera de nombreux extraits (complémentaires) des poèmes de Silesius, soit en version originale accompagnée de leur traduction en français, soit directement dans leur traduction française (par Maël Renouard et d'autres), dans les sites suivants :
- Robin Guilloux, « Angelus Silesius, La rose est sans pourquoi », sur Arts et Lettres, 2 septembre 2012 (consulté le 16 février 2020). Avec plusieurs citations d'Angelus Silesius en allemand traduites en français, ainsi qu'une note biographique et un extrait du commentaire de Heidegger.
- Catherine Merlin, « La rose est sans pourquoi », sur Les 3 mondes, 13 novembre 2006 (consulté le 16 février 2020). Avec une note biographique, des commentaires de l’œuvre en citation et des liens.
- Gilles G. Jobin, « Angelus Silesius », sur Au fil de mes lectures, 2017. Nombreux distiques (43) et quatrains (2) de Silesius dans la traduction de Renouard.
- « Angelus Silesius, patrimoine spirituel de l'humanité », sur One little angel.com. Citations, avec lien (au titre : "Vie et enseignement d' Angelus Silesius") vers une biographie avec analyse de l’œuvre de Silesius, empruntées à Adolphe Bossert : Histoire de la littérature allemande (Paris, Hachette, 1904, p. 246-248), et reprises du site : agora.qc.ca.
- « Angelus Silesius : Il faut qu'en toi Dieu naisse », sur Croire et La Croix.com, 2019 (consulté le 9 avril 2020). Citations de Silesius sélectionnées autour de la thématique de la naissance et du Noël chrétien.